# Wilhelma
Koordinaten: 48° 48′ 19″ N, 9° 12′ 11″ O
Die Wilhelma ist ein zoologisch-botanischer Garten im Stuttgarter Stadtbezirk Bad Cannstatt. Sie zählt mit jährlich über einer Million Besuchern zu den meistbesuchten zoologischen Gärten in Deutschland. Die Wilhelma zeigt heute auf etwa 30 Hektar rund 11.000 Tiere aus aller Welt. Mit fast 1200 Arten ist sie nach dem Zoologischen Garten Berlin mit 1504 Arten der artenreichste Zoo Deutschlands. Der botanische Bereich präsentiert etwa 8500 Pflanzenarten aus allen Klimazonen der Erde. Zusätzlich zum öffentlich zugänglichen Garten verfügt die Wilhelma über eine Außenstelle, den in Fellbach gelegenen Tennhof, auf dem unter anderem Zuchthengste und -bullen verschiedener Tierarten gehalten werden.
Der zoologisch-botanische Garten ist in eine zwischen 1846 und 1866 erbaute historistische Schlossanlage eingebettet. In den 1950er-Jahren wurde damit begonnen, den zuvor nur botanisch-historischen Garten um einen wissenschaftlich geführten Zoo zu ergänzen.
Eine Besonderheit stellt die Haltung der Menschenaffen in der Wilhelma dar: Es gab zahlreiche Zuchterfolge in den jeweiligen Gruppen; die Menschenaffenhäuser galten zum Zeitpunkt ihrer Eröffnung (1973, 2013) als herausragend. Der Gorillakindergarten war europaweit einzigartig. Mit diesem war die Wilhelma Anlaufstelle für viele europäische Zoos, wenn dort Jungtiere von ihren Müttern verstoßen wurden und eine Handaufzucht erforderlich war.
Eigentümer der Wilhelma ist das Land Baden-Württemberg als Rechtsnachfolger der württembergischen Könige. Sie ist der einzige Landeszoo in Deutschland und dem Finanzministerium unterstellt.

## Geschichte

### Frühere Zooanlagen in Stuttgart

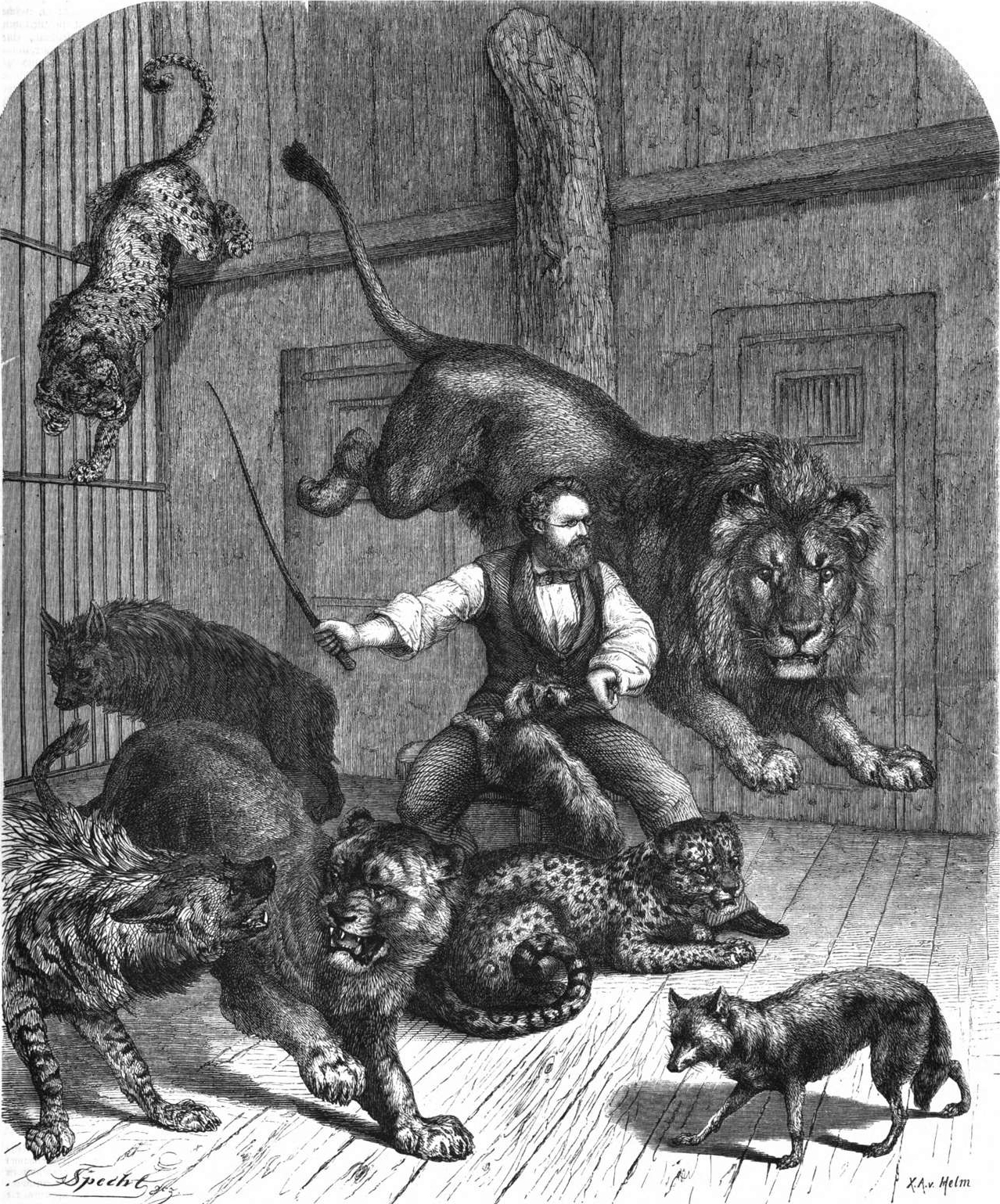
Gustav Werner im Löwenkäfig, 1864 oder früher

Der Wilhelma, die erst seit der Nachkriegszeit zoologische Elemente beinhaltet, gingen mehrere zoologische Einrichtungen voraus. Darunter befand sich die 1812 von Friedrich I., dem damaligen König von Württemberg, gegründete Menagerie auf dem Gelände eines königlichen Landschlösschens beim heutigen Neckartor. Besonderheiten waren Tafeln mit Erläuterungen zu den Tieren in den Gehegen und die Öffnung für das „normale“ Volk. In der Menagerie wurden 220 Tiere gehalten, darunter Elefanten, Affen und Papageien. 1816, nach dem Tod des Königs, wurde sie aus Kostengründen geschlossen. 1840 entstand der nach dem Beinamen seines Besitzers benannte Affenwerner, eine als Zoo erweiterte Gastwirtschaft. Gustav Friedrich Werner, Eigentümer des Zoos, führte zur Unterhaltung seiner Gäste Dressuren mit Löwen, Bären, Affen und Papageien vor. Nach seinem Tod wurde der Tiergarten 1873 geschlossen. Zwei Jahre zuvor war der, nach seinem Gründer Johannes Nill benannte, Tiergarten Nill am Herdweg eröffnet worden. Dieser bestand bis 1906 und beherbergte bis zu 500 Tiere. 1907 legte der Fabrikant Theodor Widmann den Tiergarten an der Doggenburg an. Die von Gustav Bücheler weitergeführte Anlage schloss 1942.

### Historische Anlage

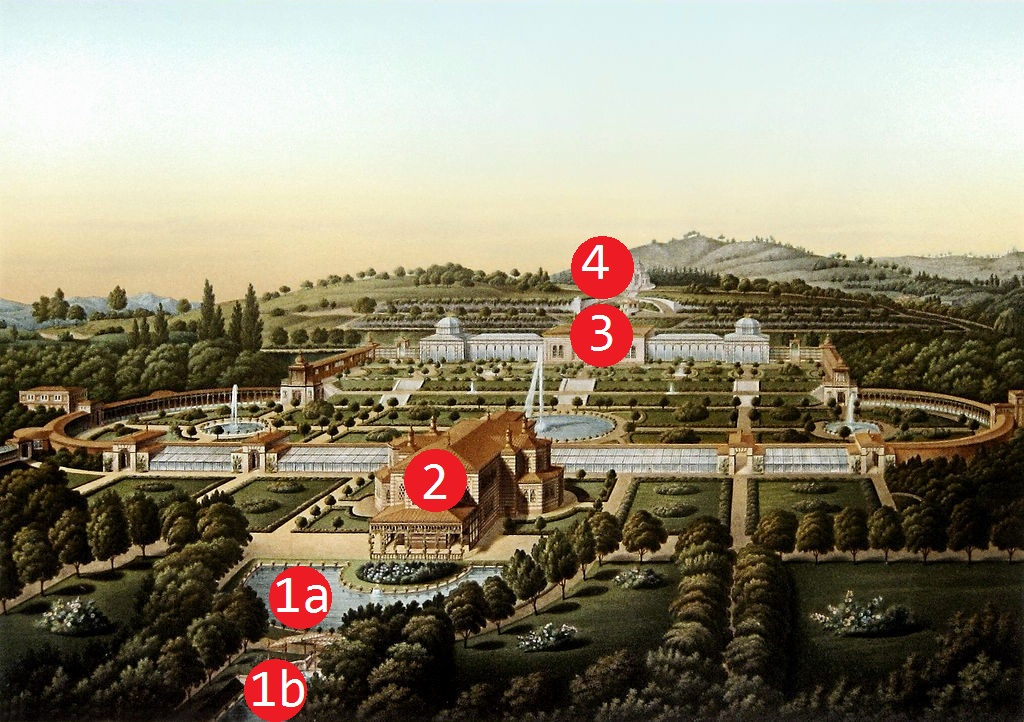
Ludwig von Zanth: Ansicht der Wilhelma von 1855.
1b: Langer See (abgeschn.), 1a: Halbmondsee, 2: Maurischer Festsaal mit angrenzendem Maurischen Garten, 3: Maurisches Landhaus, 4: Belvedere

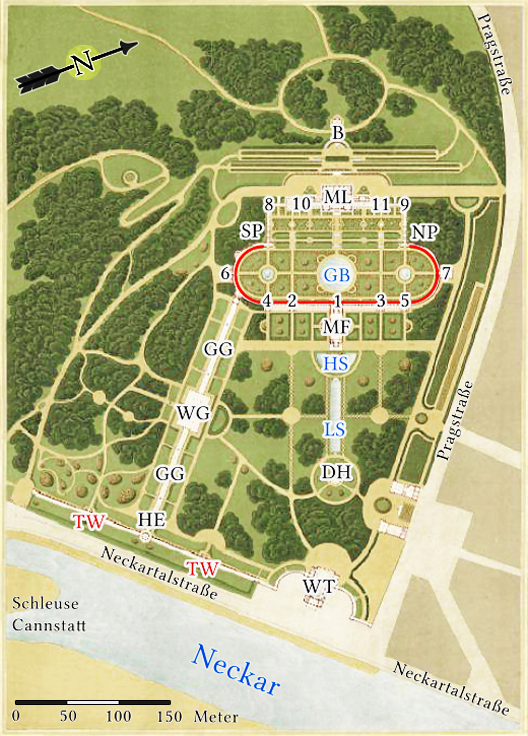
Plan der Wilhelma von 1855
Rote Linie = innerer Wandelgang, B = Belvedere, DH = Damaszenerhalle, GB = Großes Bassin, GG = Gewächshausgang, HE = Haupteingang, HS = Halbmondsee, LS = Langer See, MF = Maurischer Festsaal (heute Aquarium‑Terrarium), ML = Maurisches Landhaus, NP = Nördlicher Pavillon, SP = Südlicher Pavillon, TW = äußerer Wandelgang mit der Terrakottawand, WG = Wintergarten, WT = Wilhelma‑Theater.
1 = Hauptpavillon des inneren Wandelgangs, 2 u. 3 = Nebenpavillons, axial zu den Eckpavillons der Gewächshausflügel, 4 u. 5 = Nebenpavillons, axial zu den Pavillons SP bzw. NP, 6 u. 7 = Bogenpavillons, 8 u. 9 = Eckkioske der Laubengänge, 10 u. 11 = Eckpavillons der Gewächshausflügel.

Während der Gestaltung der Parkanlagen im Umland des 1829 fertiggestellten Schlosses Rosenstein wurden bei vermutlich gezielt vorgenommenen Bohrungen Quellen des für die Kurstadt Bad Cannstatt bedeutenden Mineralwasservorkommens entdeckt. König Wilhelm I. entwickelte die Idee, dort ein „Badhaus“ errichten zu lassen, die bald um einen privaten Lustgarten anwuchs. Dabei griff er den aus dem Jahr 1825 stammenden Wunsch nach einer eigenen Fasanerie und Orangerie sowie eines Saales wieder auf. Giovanni Salucci, der Planer des Schlosses Rosenstein, entwarf daraufhin eine entsprechende Anlage. Weil sich die Planung an griechischen Vorbildern orientierte, wurde sie vom König allerdings verworfen. Stattdessen wurde Karl Ludwig von Zanth beauftragt, eine Anlage im gotischen oder maurischen Stil zu entwerfen.

#### Wilhelma-Theater

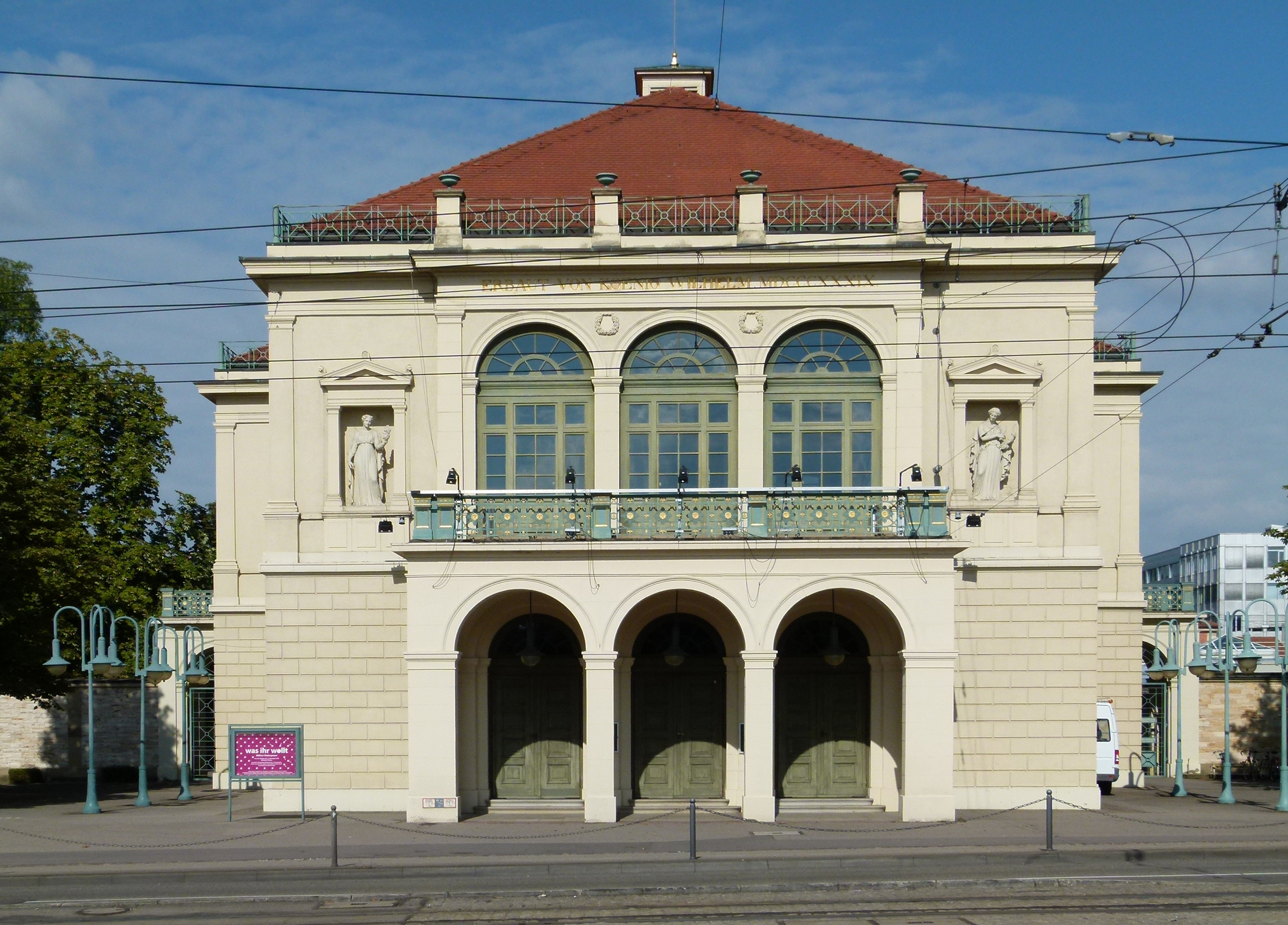
Wilhelma-Theater

Bevor die Realisierung der Planung begann, sollte von Zanth ein Theater entwerfen, um zu zeigen, dass er ein derartiges Projekt in gewünschter Art und Weise realisieren konnte. Am 6. April 1837 hatte Wilhelm das Obersthofmeisteramt damit beauftragt, das Landhaus Bellevue abzubrechen, um ein Theater zu bauen. Am 24. Juni 1838 genehmigte er den mit Kosten in Höhe von 80.463 Gulden veranschlagten Bau im pompejianischen Stil anstelle der von der Stadt Cannstatt gewünschten Spielbank.
Nachdem im Frühjahr 1839 die Baumaßnahmen begonnen hatten, konnte das Theater am 29. Mai 1840, am Namenstag Wilhelms, eröffnet werden.
Im Jahr 1985 wurde es auf Veranlassung des damaligen Ministerpräsidenten Lothar Späth grundlegend saniert und ausgebaut. Seit 1987 dient es der Staatlichen Hochschule für Musik und Darstellende Kunst Stuttgart als Lern- und Lehrtheater, für die Studienbereiche Opern- und Schauspielschule, Figurentheater, Sprecherziehung, Liedklasse etc.
Das Gebäude nordöstlich des Haupteingangs, das sowohl als Kur- als auch als Hoftheater genutzt wurde, ist das einzige noch in der Originalbemalung erhaltene Theater Deutschlands im pompejianischen Baustil.

#### Eingangspavillon und Terrakottawand

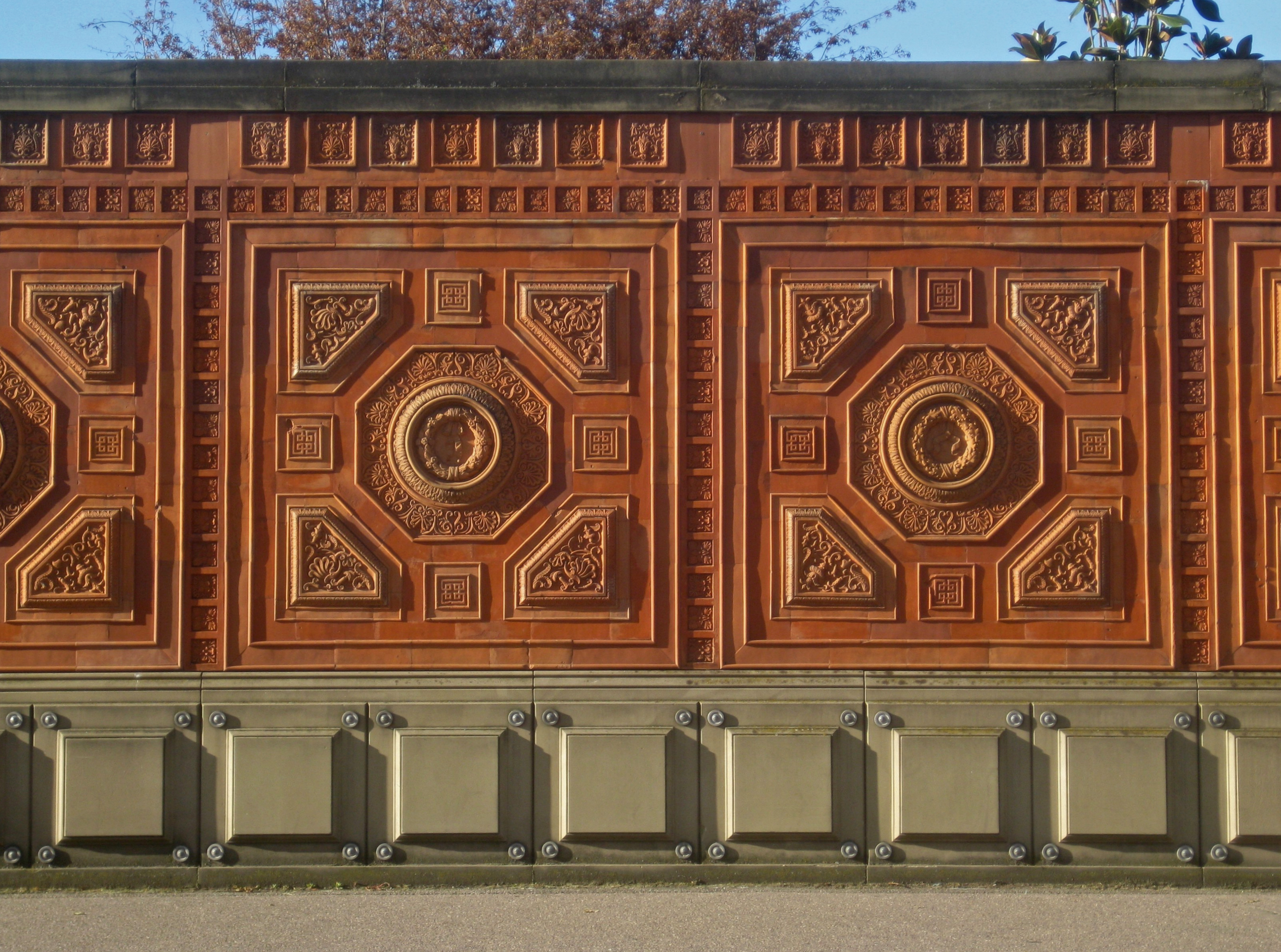
Terrakottawand

1846 wurde das als Mittelpavillon oder Garten-Saal bezeichnete spätere Kassenhaus errichtet. Es liegt ein Fuß (0,28 Meter) über dem historisch höchsten Wasserstand des Neckars. Auch ein bis heute erhaltener, unterhalb des Mittelpavillons gelegener Gewölbekeller entstand, der zur Zucht von Champignons genutzt wurde.
Vom Pavillon führte ein überdachter Gang zum Wilhelma-Theater. Gestaltet war dieser mit von Wilhelm Pilgram gefertigten Ölmalereien von Tieren und Seeungeheuern; aufgrund von Feuchtigkeitsschäden mussten diese aber 1856 durch die bis heute erhaltenen und 1997 restaurierten reliefartigen Terrakottaplatten ersetzt werden. Die Dachkonstruktion wurde größtenteils im Zweiten Weltkrieg zerstört.

#### Maurisches Landhaus

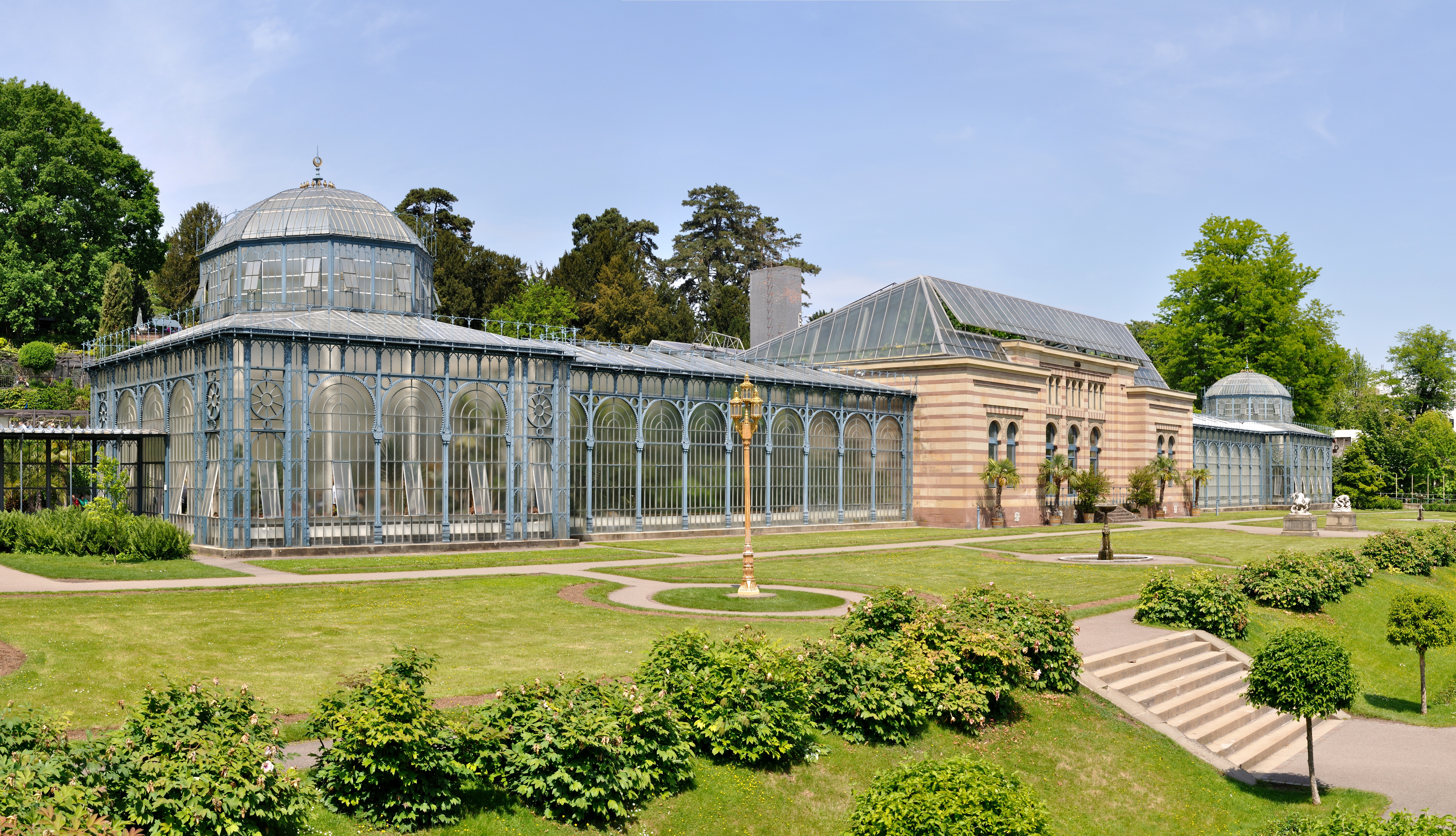
Maurisches Landhaus

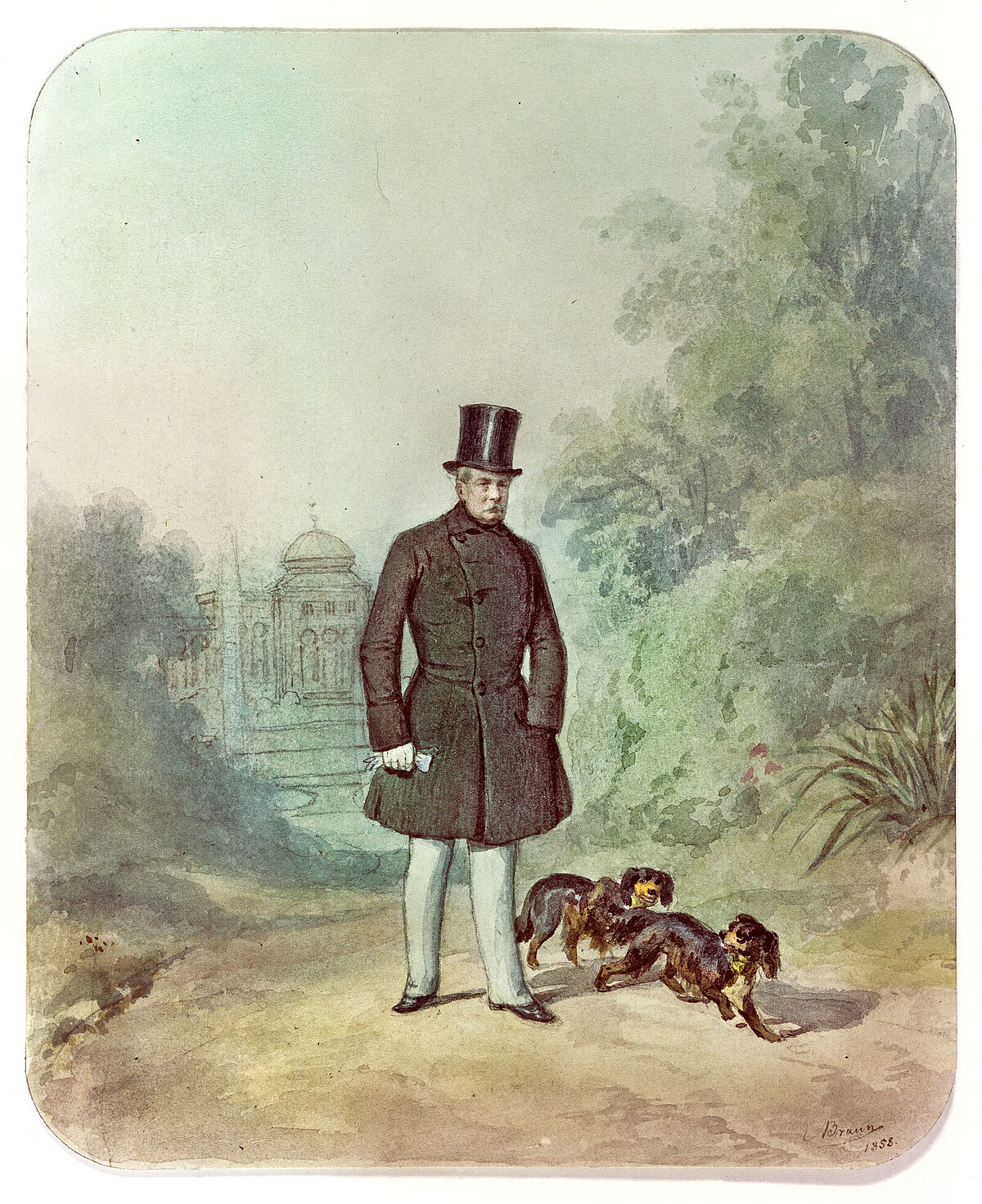
Wilhelm I. vor dem Maurischen Landhaus

Ab 1837 plante von Zanth das Maurische Landhaus als Badehaus mit integriertem Wohntrakt und Gewächshäusern. Die Arbeiten begannen im Frühjahr 1842. Die Gewächshäuser beherbergten damals im Winter die Orangerie. Hierbei kam es aufgrund der immensen Kosten (ein 1842 festgelegtes Maximum von 20.000 Gulden wurde um das Siebeneinhalbfache überschritten) und vehementer Kritik (insbesondere durch den Cannstatter Kirchenkonvent) zu massiven Verzögerungen. Deshalb wurde auch der Plan mehrmals überarbeitet, so wurde anstelle einer 650.000 Gulden teuren dreiflügeligen Anlage mit Hof und sechs Badezimmern lediglich ein Badezimmer in einem in 13 Räume gegliederten, 26 Meter langen und 22 Meter tiefen Gebäude eingerichtet, das 235.000 Gulden kostete, damit 35.000 mehr als nach den Kürzungen geplant (Hauptgrund war der Einbau einer Warmwasserheizung).
Trotz dieser Widerstände konnten die Arbeiten im Juli 1846 beendet und die seit 1845 nach Wilhelm benannte Wilhelma am 30. September 1846 eingeweiht werden. Dies geschah anlässlich der Hochzeit des Kronprinzen Karl mit der Zarentochter Olga Nikolajewna, die am 13. Juli 1846 in Schloss Peterhof getraut wurden und am 23. September in Stuttgart einzogen.

#### Maurischer Garten

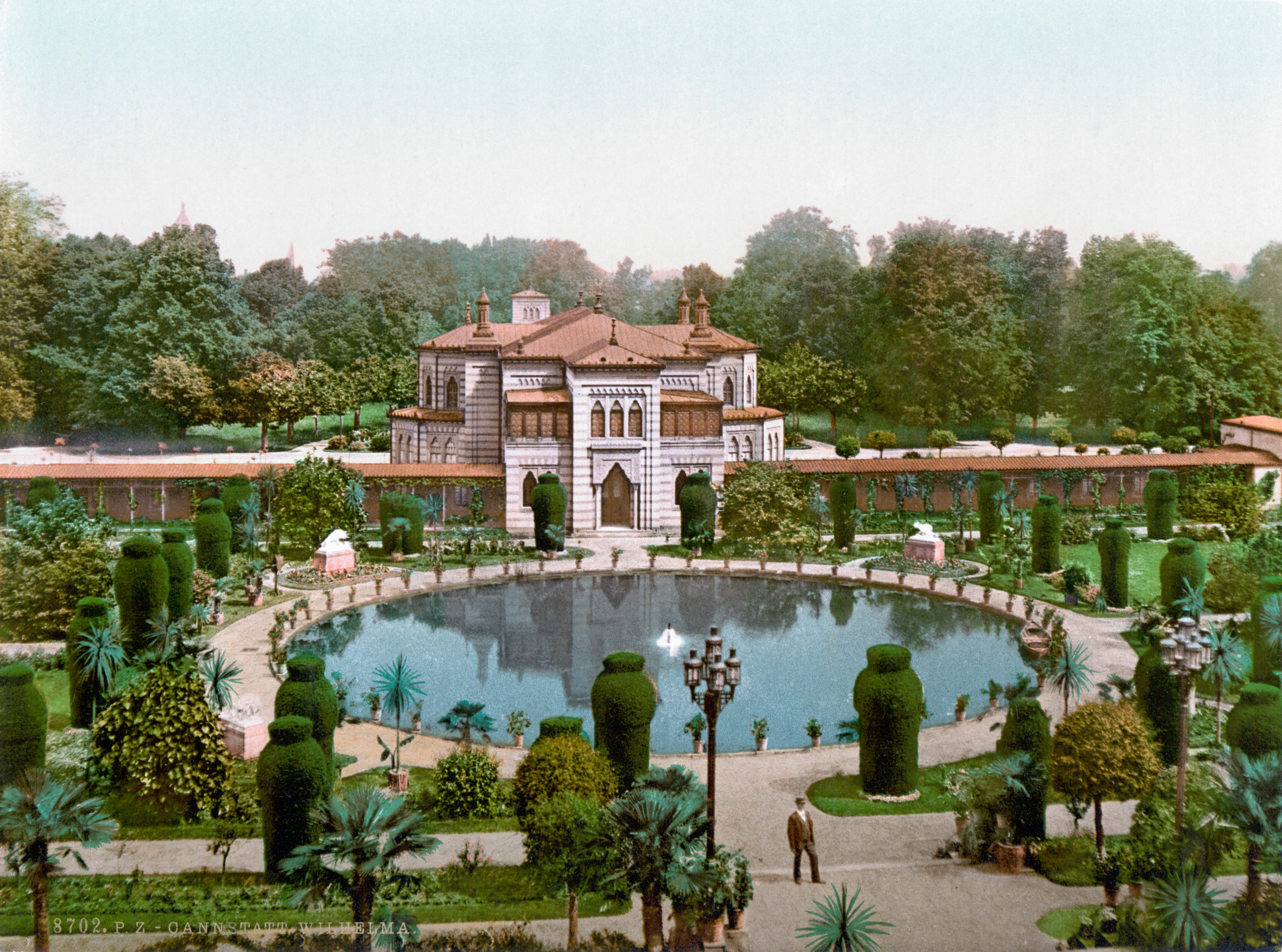
Der Maurische Garten mit „Großem Bassin“ vom Maurischen Landhaus aus gesehen, dahinter der später fertiggestellte Maurische Festsaal mit angrenzendem Wandelgang

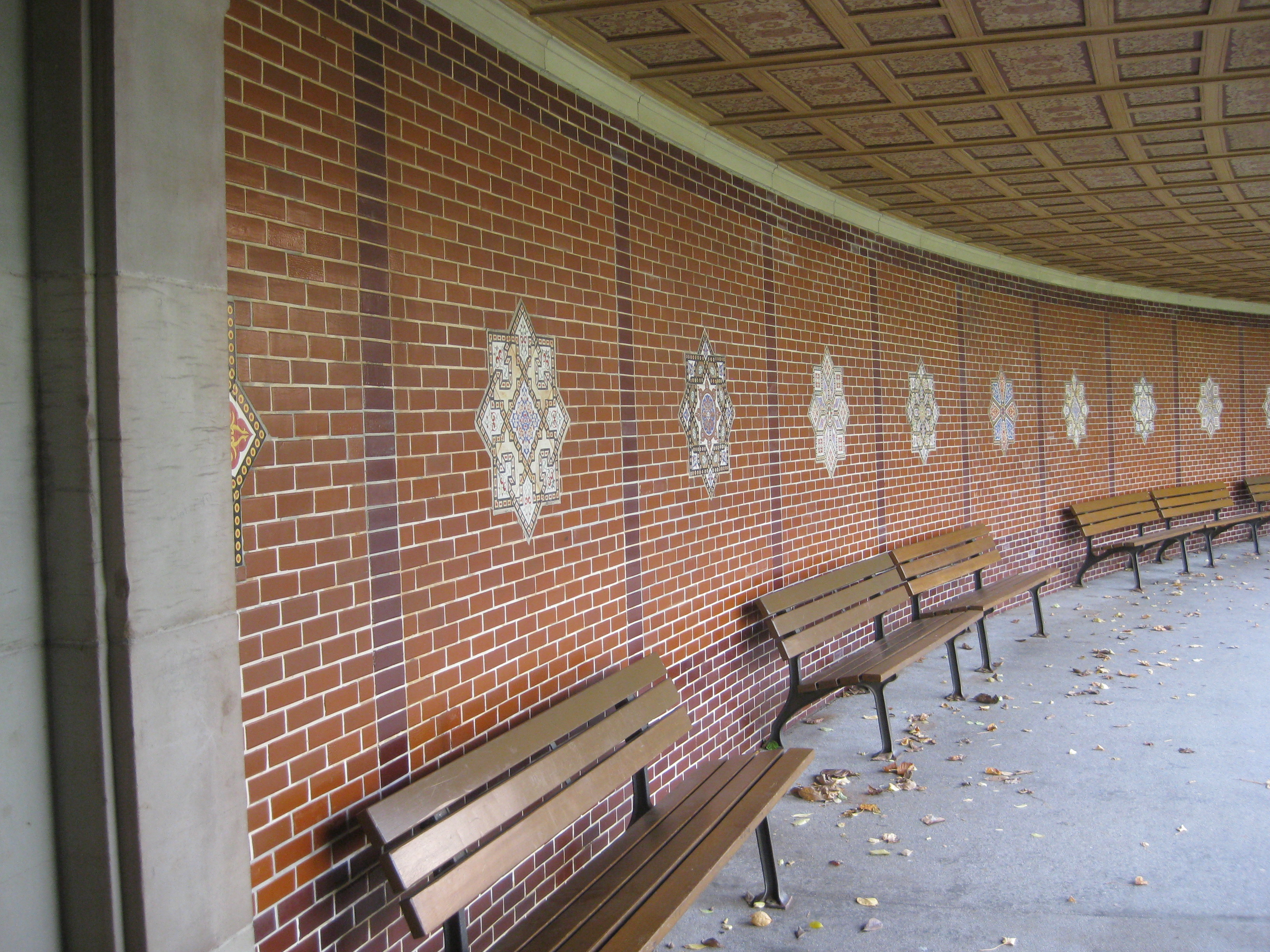
Wandelgang des Maurischen Gartens mit Fliesenwand

Der als Maurischer Garten bezeichnete innere Garten der Gesamtanlage entstand parallel zum angrenzenden Maurischen Landhaus und wird mit diesem zusammen als Herzstück der Wilhelma betrachtet.
Das dort befindliche „Große Bassin“ und die beiden links und rechts davon platzierten kleineren Bassins wurden 1847/1848 mit Fontänen ausgestattet, was damals eine technische Herausforderung darstellte. In den 1950er Jahren wurde der mit Wassergeflügel besetzte Teich, zu dem das große Becken geworden war, mit Seerosen bestückt. Er schrieb als größtes beheizbares Wasserbecken Europas Geschichte (800.000 Liter Fassungsvermögen).
Der Maurische Garten grenzt an den für 97.000 Gulden errichteten Wandelgang, der die Flüstergalerie enthält. Es handelt sich dabei um ein physikalisches Phänomen, das eine problemlose Unterhaltung in gedämpfter Lautstärke über eine Distanz von etwa 40 Metern ermöglicht. Die Flüstergalerie befindet sich auf der rechten Seite hinter dem äußeren Pavillon in Richtung Maurischer Garten. Dort weist eine Tafel auf das 2010 von Uwe Laun wiederentdeckte Phänomen hin. Der Wandelgang ist mittels großformatigen mauresken Fliesensternen, der sogenannten Fliesenwand, gestaltet.
An den Garten grenzen zwei Pavillons, die von 1987 bis 2006 restauriert wurden.

#### Gewächshaus
Vom Wandelgang des Maurischen Gartens bis zum Eingangsbereich der Wilhelma reicht das Gewächshaus. Es entstand zwischen 1852 und 1853 anstelle einiger kleiner Glashäuser und dem 1839 gebauten Ananastreibhaus. Um eine möglichst geld- und zeitsparende Errichtung zu gewährleisten, entstanden die Gusseisenteile in Serie. Dies war eine der ersten systematischen Anwendungen der Fertigbauweise im damaligen Königreich. Um die Bauweise der Gusseisenteile und die Heiztechnik zu studieren, unternahm Zanth eigens eine Reise nach Großbritannien, die ihn auch nach Frankreich und in die Niederlande führte. Als Besonderheit, wenn nicht gar als Einmaligkeit wurde das Glas-Eisen-Konstrukt mit arabeskenhafter orientalischer Ornamentik gestaltet.
In einem der beiden Kuppelhäuser des Gewächshaustraktes, 7 × 7 Meter breit und 6,5 Meter hoch, wurden die ersten Tiere der Wilhelma gehalten. 1854 wurden Käfige und Papageienständer beschafft, um Vögel, welche die Frau des württembergischen Konsuls in Amsterdam König Wilhelm geschenkt hatte, unterzubringen. 1861 kaufte der König einen Inkakakadu, dessen Kadaver sechs Jahre später dem Naturkundemuseum zum Präparieren übergeben wurde. Eines der beiden Häuser war unterkellert, um dort in einem beheizten Becken die Riesenseerose Victoria zu kultivieren. Von 2017 bis 2019 wurden die Häuser aufwändig saniert und werden nun wieder als Volieren genutzt.

#### Maurischer Festsaal

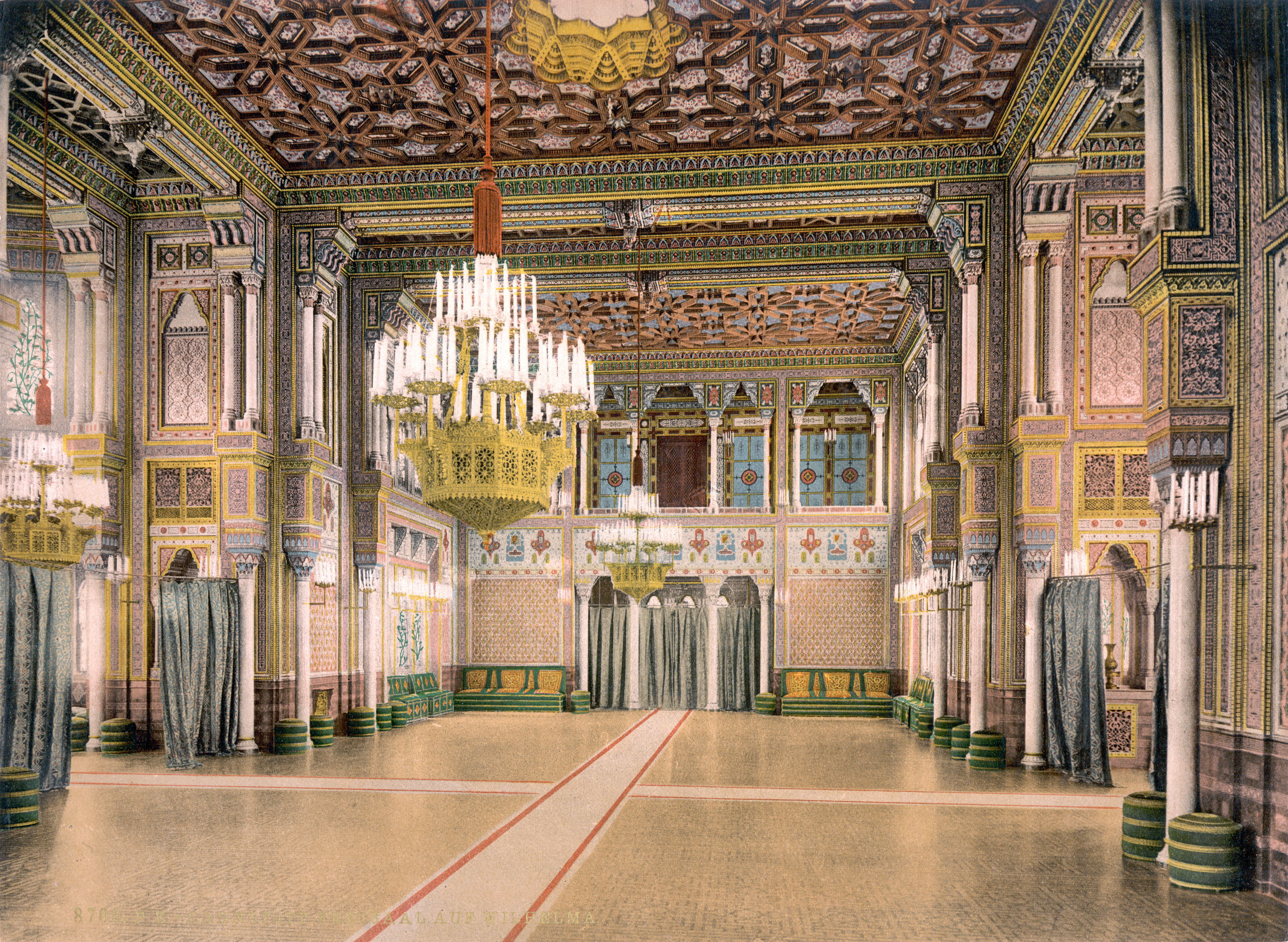
Maurischer Festsaal, um 1900

Das größte Gebäude der königlichen Wilhelma war der ab 1847 erbaute Maurische Festsaal, welcher trotz der durch die deutsche Revolution bedingten Idee, den Bau einzustellen, am 21. Oktober 1851 eröffnet wurde. Das Gebäude gegenüber dem Maurischen Landhaus grenzte an den Maurischen Garten. Es enthielt Gemälde von Julius Lettenmayer. Im Festsaal fanden verschiedene Veranstaltungen statt. Während der Stuttgarter Kaisertage im Jahr 1857 waren neben König Wilhelm I. von Württemberg Zar Alexander II. und Kaiser Napoleon III. anwesend. Napoleon soll gesagt haben, er besitze selbst viel Schönes und habe schon viel Schönes gesehen, aber etwas, das sich mit der Wilhelma vergleichen lasse, nicht.
Durch die Bombenangriffe während des Zweiten Weltkriegs wurde der Maurische Festsaal schwer beschädigt. Nach mehreren Jahren als Ruine wurde er in den 1960er Jahren abgerissen. Ein Teil des Eingangsportals konnte bestehen bleiben, dort befinden sich heute Räumlichkeiten für Seminare. Die Stelle des Festsaals nimmt heute die Krokodilhalle ein. Der jetzt als Seelöwenbecken genutzte Halbmondsee befand sich vor dem Festsaal.

#### Belvedere und Subtropenterrassen

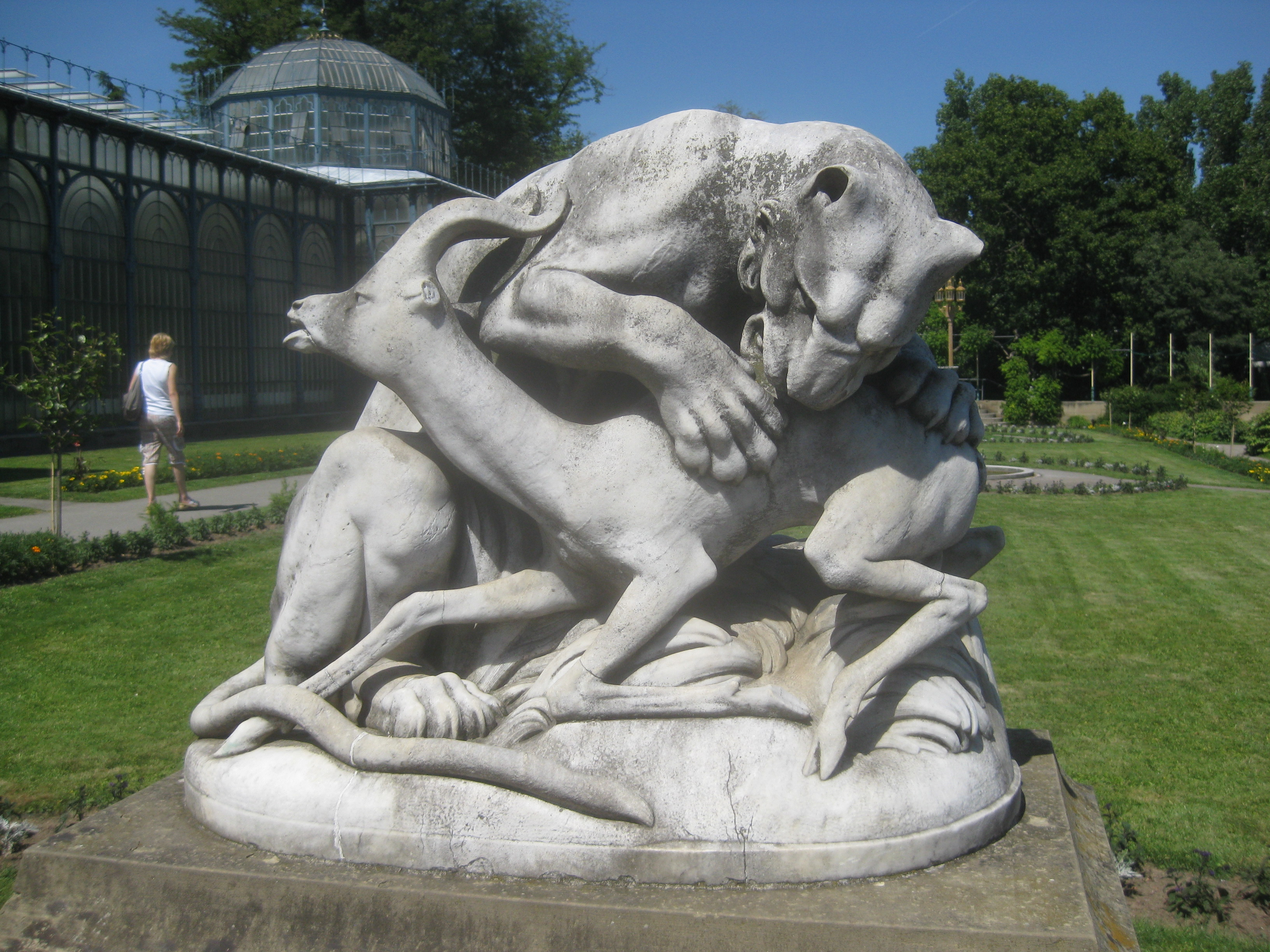
Tierskulpturen in der Wilhelma

Ebenfalls 1851 wurde das Belvedere als Aussichtspavillon fertiggestellt, der bis zur Erweiterung von 1968 den Abschluss der Wilhelma bildete. Ältere Pläne von Zanths aus dem Jahr 1844 sahen anstelle des Belvederes einen Aussichtsturm vor. Vom Platz des heute nicht öffentlich begehbaren Pavillons aus sind das Gelände der Wilhelma, das Neckartal und die Grabkapelle auf dem Württemberg zu sehen.
Die drei Stufen der Subtropenterrassen unterhalb des Belvederes waren zwischen Juni 1835 und Sommer 1836 von Tagelöhnern (circa 160 am Tag) und Sträflingen (33 bis 43 am Tag) erbaut worden. Sie beherbergten in der Vorkriegszeit Zierobst, die Orangerie (bis 1853) und Weinreben. Ihren Namen erhielten sie jedoch erst in den 1980er Jahren.
Die von Zanth geplante Wilhelma war zwei Jahre nach Eröffnung des Festsaals mit Vollendung des Wintergartens fertiggestellt. Bei einer Aufwertung von 1850 bis 1856 wurden Brunnen, Tierplastiken und 48 Vasen ergänzt. Acht der neun Tierskulpturen wurden zwischen 1846 und 1857 von Albert Güldenstein gefertigt. Die Statue Stier, von einem Löwen angegriffen stammt von einem unbekannten italienischen Bildhauer aus der Zeit vor 1817. Die Skulptur Löwe, der sein Junges verteidigt ist verschollen, ihr ehemaliger Standort unbekannt.

#### Damaszenerhalle

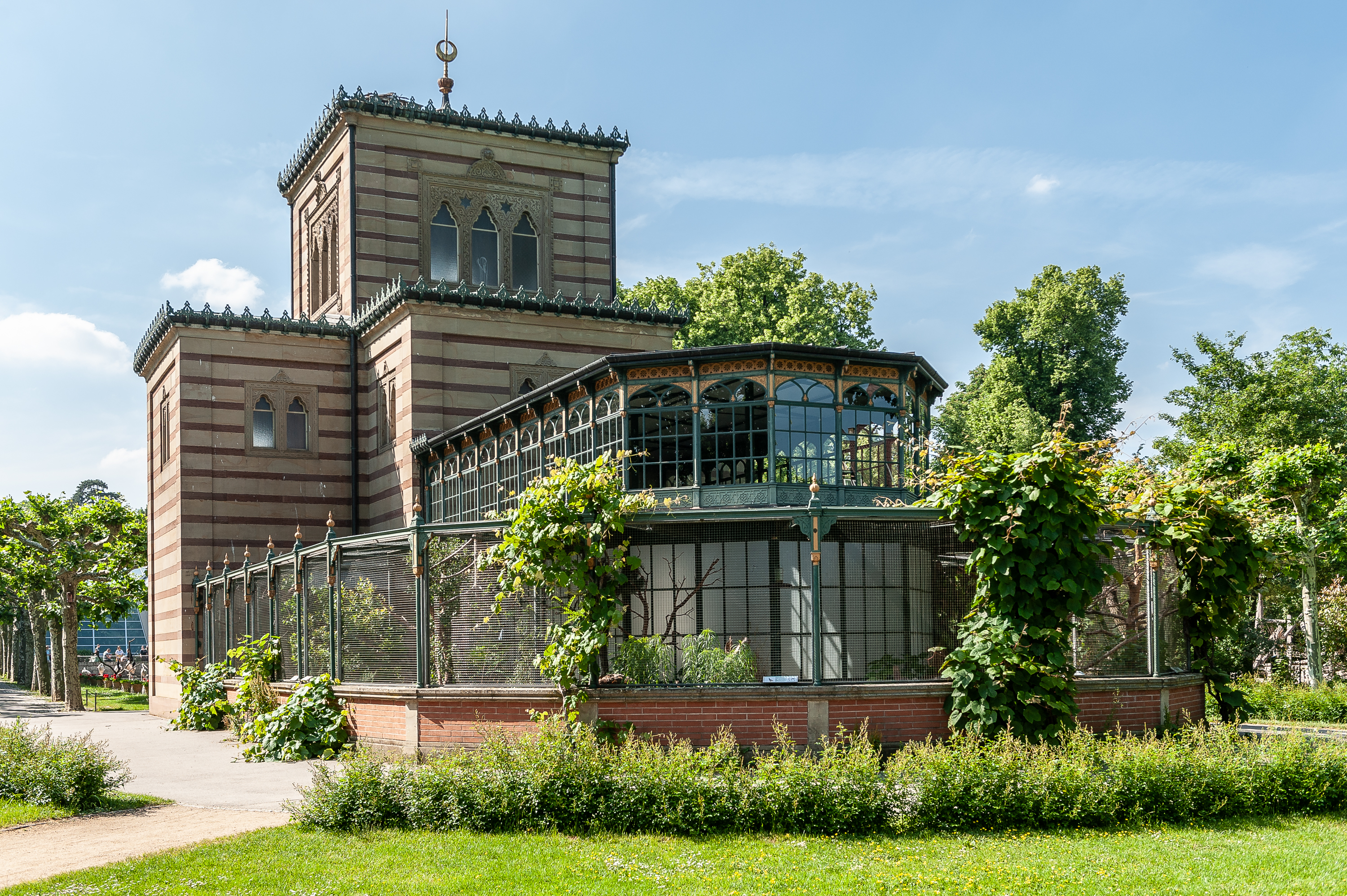
Damaszenerhalle

Nach Zanths Tod 1857 entstand zusätzlich die Damaszenerhalle mit angeschlossener Fasanerie und Geflügelzucht. Sie wurde 1864 eröffnet, im selben Jahr, in dem König Wilhelm verstarb. Die Halle wurde auf Grundlage von Plänen Zanths unter Wilhelm Bäumer realisiert. Das Gebäude ist nach der Stadt Damaskus benannt, einem Zentrum des Maurischen Stils. 1864 hob Wilhelms Sohn Karl das Zutrittsverbot für die Öffentlichkeit auf. Wer damals die Wilhelma besuchen wollte, musste dies beim Obersthofmeisteramt beantragen, und es wurde in der Regel genehmigt. Da 1880 die namentliche Ausstellung von Eintrittskarten beendet wurde, wird diese Jahreszahl meist als Zeitpunkt der Öffnung der Wilhelma gewertet.
Als einziges Gebäude kam die Damaszenerhalle im Krieg nicht zu großem Schaden, sie diente als „kleines“ Raubtierhaus. Seit ihrer Restaurierung im Jahre 1992 sind Deckenausstattung und Innengestaltung in der Form zu sehen, wie sie vor der Zerstörung in Festsaal und Landhaus vorherrschten. Für Hochzeiten wird die Halle vermietet. Im hinteren Teil befindet sich ein Museum über die königliche Wilhelma. Der Damaszenerhalle vorgelagert ist der Lange See.

### Zoologisch-botanischer Garten

#### Vorgeschichte

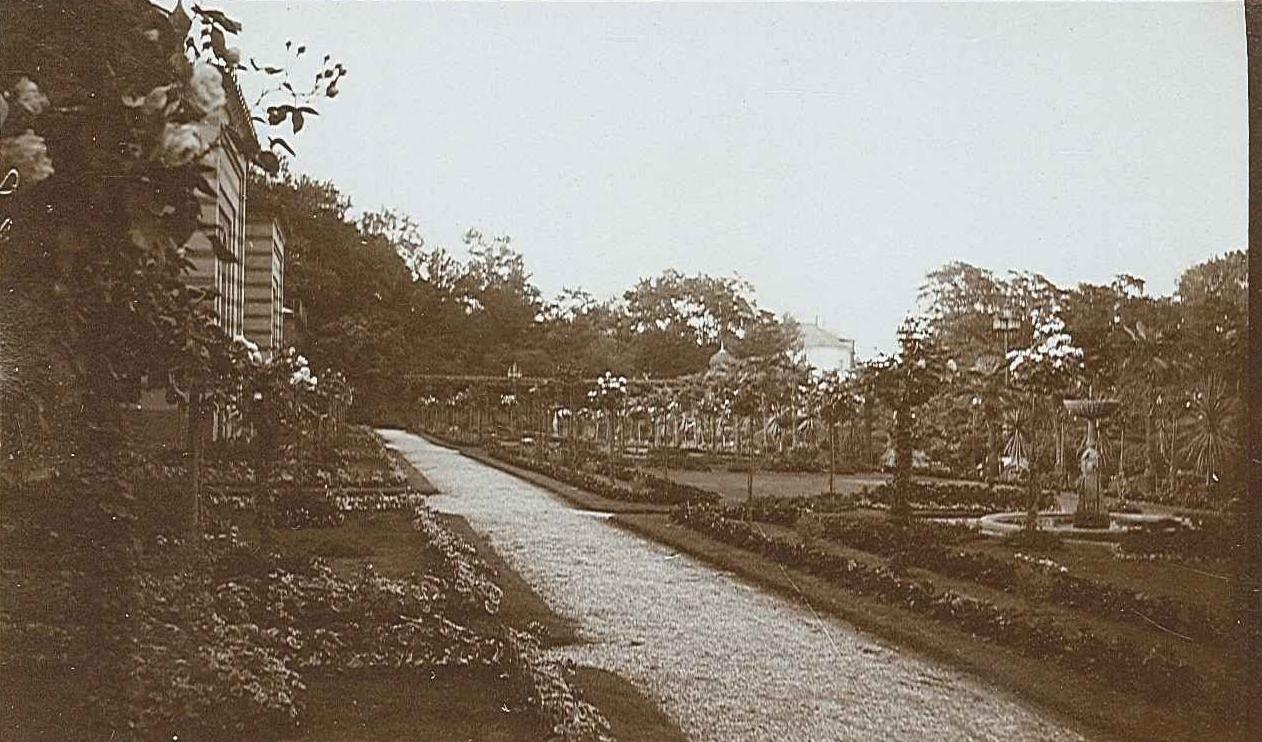
Gartenanlage in der Wilhelma, 1912

Mit der Auflösung des württembergischen Hofes ging die Wilhelma 1918/19 in den Besitz des Volksstaats Württemberg über. Nach dem Ende der Monarchie wurde sie als kleiner botanischer Garten der Öffentlichkeit zugänglich gemacht. Die Orchideensammlung galt bis zum Beginn des Zweiten Weltkrieges als deutschlandweit einzigartig und leistete durch den Verkauf von Nachzuchten einen erheblichen Beitrag zur Finanzierung des botanischen Gartens. Eine Trennung zwischen dem Rosensteinpark und der Wilhelma, die zuvor teils als „unterer Park“ bezeichnet wurde, erfolgte erst in den frühen 1930er Jahren. 1939 war die Wilhelma Teil der Reichsgartenschau.
Die Wilhelma wurde im Zweiten Weltkrieg bei zwei Luftangriffen in der Nacht vom 19. auf den 20. Oktober 1944 schwer beschädigt. Große Teile der Anlage befanden sich in einem ruinösen Zustand. Die Pflanzen (darunter auch die als herausragend geltenden Bestände an Orangen und Azaleen) waren, soweit man sie nicht vorsorglich ausgelagert hatte, zerstört. Nach Kriegsende gehörte die Wilhelma dem Land Württemberg-Baden, das 1952 im Land Baden-Württemberg aufging.

#### Entstehung

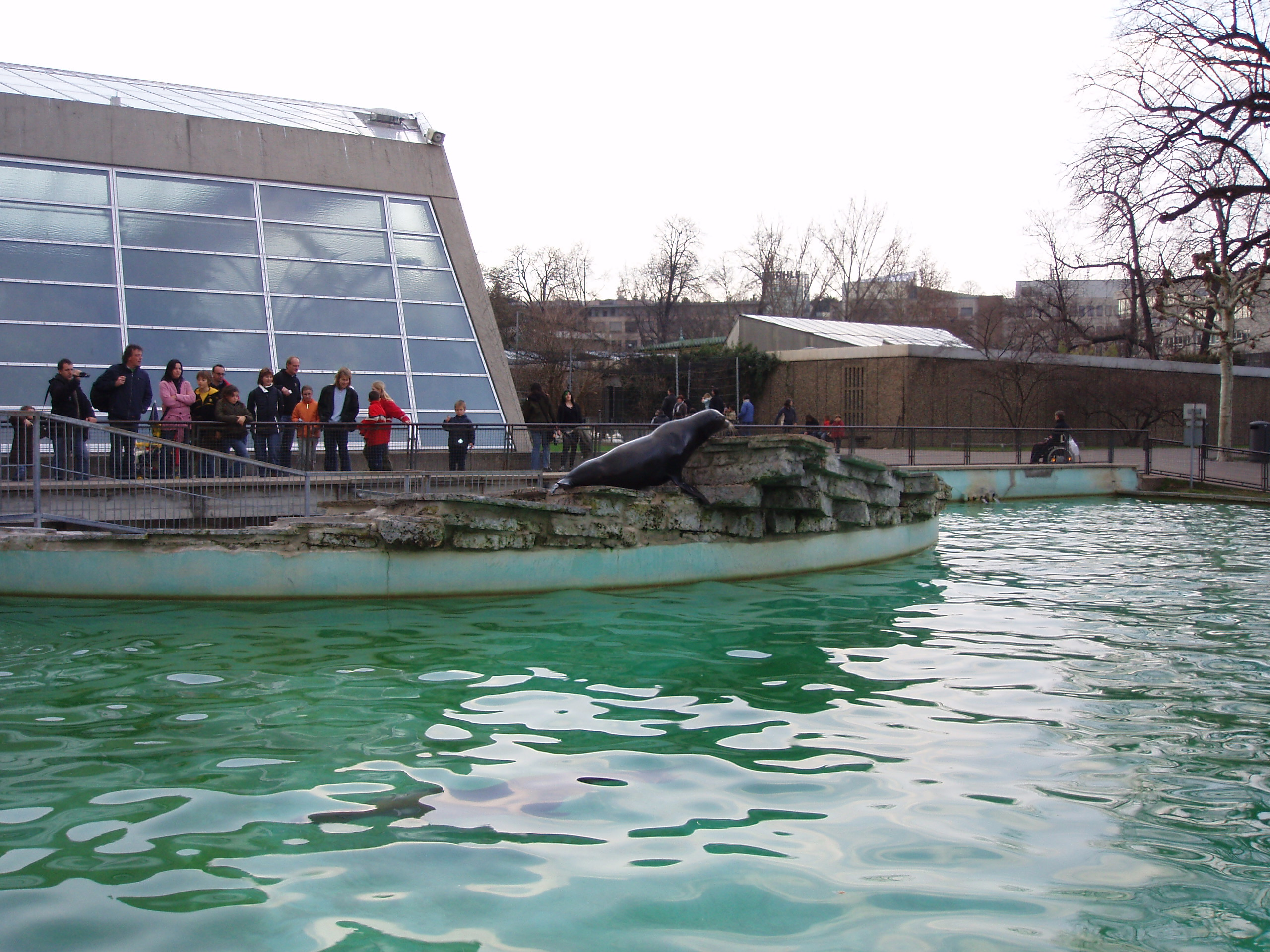
Das Seelöwenbecken vor der Sanierung 2019, im Hintergrund das Aquarium mit Krokodilhalle

Albert Schöchle, seit 1933 amtierender Direktor, begann im Herbst 1945 mit den Mitarbeitern, die nach dem Weltkrieg noch präsent waren und arbeiten konnten, die Wilhelma wieder aufzubauen. Zusätzlich pflanzte man Gemüse für die Krankenhäuser der Stadt an. Beim Wiederaufbau musste aus finanziellen Gründen äußerst provisorisch gearbeitet werden. Um die Attraktivität der Wilhelma zu steigern, griff Schöchle die aus der Vorkriegszeit stammende Idee eines „Wilhelmazoos“ wieder auf. Hierfür wollte er temporäre Ausstellungen nutzen. Im Jahr der Wiedereröffnung 1949 wurde eine Aquarienschau organisiert. 1950 gab es die damals größte deutsche Vogelschau, die Kasuare, eine Fasanerie, Nandus, Strauße und Paradiesvögel zeigte. Im selben Jahr folgte die Ausstellung Tiere des deutschen Märchens mit Braunbären und Löwen. Schlangen, Saurier und Krokodile präsentierte Riesenschildkröten, Anakondas, Pythons und Krokodile. Afrikanische Steppentiere (1951) zeigte Antilopen, Wasserböcke, Zebras, Gnus und Giraffen. Die Ausstellung „Indische Dschungeltiere“ (1952) konnte die meisten Großtiere aufweisen und führte trotz einer sechzigprozentigen Erhöhung der Eintrittspreise zu einer erheblichen Steigerung der Besucherzahlen. Zu sehen waren Elefanten, Tiger, Leoparden, Kragenbären und Bartaffen. Nach den Schauen blieben die Tiere stets in der Wilhelma. Das war möglich, weil die provisorischen Unterkünfte weitaus aufwändiger und großzügiger gebaut worden waren, als es für eine zeitlich begrenzte Ausstellung nötig gewesen wäre. Bereits mehrere Wochen nach der Eröffnung der Vogelschau 1950 hatte das Finanzministerium die Entfernung der Tiere angeordnet. Daraufhin besuchte Schöchle den damaligen Finanzminister Karl Frank und überredete ihn, ein Löwenjungtier zu taufen. Dies erregte das Interesse der Medien und Frank erkannte die Chance, seine Popularität durch die Wilhelma zu steigern, worauf er 1951 die Anordnung zurückzog. 1956 wurde der Verein der Freunde und Förderer der Wilhelma gegründet. 1960 billigte der Ministerrat mit Zustimmung des baden-württembergischen Landtages 1961 den weiteren Ausbau der Wilhelma zum zoologisch-botanischen Garten.

#### Ausbau
Im zerstörten Maurischen Landhaus entstand als erstes größeres Projekt das Nachttierhaus (1962). Erstes modernes Zoogebäude war das Aquarium, das 1967 eingeweiht wurde. 1968 folgten Raubtierhaus, Elefanten- und Nashornhaus sowie Flusspferd- und Tapirhaus. Albert Schöchle ging 1970 in den Ruhestand. Ihm folgte sein Mitarbeiter Wilbert Neugebauer, in dessen Zeit die Affenhäuser (1973), die Subtropenterrassen (1981), das Jungtieraufzuchthaus (1982), die südamerikanische Anlage (1977) und die Anlage für afrikanische Huftiere (1980) realisiert wurden. Der Biologe Dieter Jauch, zuvor Kurator des Aquariums, wurde 1989 der dritte Wilhelma-Direktor. In seiner Zeit entstand die vom Vorgänger geplante Anlage für Bären- und Klettertiere (1991) und der Schaubauernhof (1993), mit dem die Wilhelma ihre heutige Größe erreichte. Ebenfalls unter Jauch entstand die Vogelfreiflugvoliere mit Pinguinen und Kängurus (1993), das Amazonienhaus (2000), das Insektarium (2001), die Erweiterung des Bongogeheges (2003), die Umgestaltung der Krokodilhalle (2006), ein neues  Straußenhaus (2009), die Umgestaltung der Elefantenaußenanlage (2012), der Neubau der Erdmännchenanlage (2013), das afrikanische Menschenaffenhaus (2013), ein neues Freilandterrarium (2013) und die Erweiterung der Bisonanlage (2013).

#### Heute und Zukunft
2014 übernahm Thomas Kölpin die Leitung der Wilhelma. Das Nachttierhaus (1962–2014) wurde mit dem Ziel geschlossen, eine neue Nachttierabteilung im zukünftigen Elefantenpark zu errichten. Das Kleinsäugerhaus (1968–2014) wurde abgerissen und durch einen 2022 eröffneten Neubau ersetzt.
Im Zusammenhang mit den Bauarbeiten für das Bahnprojekt Stuttgart 21 und dem Tunnel der Bundesstraße 10 wurde der mehrteilige Fußgängersteg über Neckar und B 10 als Verbindung vom Bahnhof Stuttgart-Bad-Cannstatt zur Wilhelma entfernt; diese Fußgänger- und Radverbindung wurde in die neue Bahnbrücke integriert. Die Stadtbahn-Haltestelle Wilhelma wurde um etwa 200 Meter direkt vor den Eingangsbereich verlegt; die Inbetriebnahme erfolgte nach fast zweijähriger Bauzeit am 27. Juli 2016. Am Neckarufer bei der Anlegestelle des Neckar-Käpt’n plant der Förderverein eine Anlage für Flusspferde für 3 Mio. Euro zu bauen. Eine Bauvoranfrage bei der Stadt wurde gestellt.
Ein Masterplan, der die Zukunft der Wilhelma für die nächsten 20 Jahre skizziert, wurde im Juli 2015 dem Finanzministerium zur Prüfung übergeben und im April 2017 veröffentlicht. Demnach ist im oberen Teil der Wilhelma entlang der Pragstraße eine große Asienanlage geplant. Als erstes wurde ab Februar 2019 ein Terrain für asiatische Huftiere geschaffen, dessen Baukosten mit rund 1,5 Mio. Euro angegeben waren. Dieses wurde Anfang Juli 2020 in Betrieb genommen und beherbergt seit dem Yaks, Trampeltiere und seit Herbst mesopotamische Damhirsche. 2023 folgte ein asiatisch angehauchter Schaubauernhof, in den ein Streichelzoo mit asiatischen Nutztieren integriert ist. Eine „Elefantenwelt“ mit 11.700 m² Außen- und 5.100 m² Gebäudefläche soll eine Zuchtgruppe mit dann bis zu 14 Tieren beherbergen. Auf dem früheren Takin-Gelände soll ein Pärchen Sibirischer Tiger für Zuchterfolge sorgen. Das Panzernashorn-Gelände soll vergrößert werden und ein zweites weibliches Tier einziehen. Die bereits bestehenden Unterkünfte für Schabrackentapire und Asiatische Löwen vervollständigen das Asien-Thema.
Mit einem neuen Gehege für Schneeleoparden (2018) und dem Umbau des bisherigen Eisbärengeheges für Geparden (2021) wurden Voraussetzungen für eine erfolgreiche Zucht dieser Raubkatzen geschaffen.

## Unternehmen
Die Ernennung zum Wirtschaftsbetrieb des Landes Baden-Württemberg am 1. April 1955 ermöglichte der Wilhelma erstmals eine eigene Haushalts- und Wirtschaftsführung. Von den 20,3 Millionen Euro der jährlichen Betriebskosten kann die Wilhelma ungefähr 70 % selbst erwirtschaften. Folgerichtig soll die Wilhelma 2016 Zuschüsse in Höhe von 4,4 Millionen Euro für den Betrieb des zoologisch-botanischen Gartens erhalten. Weitere 4,1 Millionen Euro erhält die Wilhelma für die Pflege sämtlicher landeseigener Grünanlagen im Stadtgebiet Stuttgart. Von den Kosten in Höhe von 20,3 Millionen Euro entfallen 8,2 Millionen auf die Personalkosten. Hierbei gliedert sich die Wilhelma in vier Fachbereiche. Der Bereich Zoologie umfasst 18 Reviere, die nicht nur die Tierhaltung vor den Kulissen, sondern auch die Kranken- und Quarantänestation umfassen. Zum Fachbereich gehören zwei Tierärzte, fünf Biologen, ein Zooinspektor, 90 Tierpfleger und circa ein Dutzend Auszubildende. Der Fachbereich Botanik ist für die Pflanzenschauhäuser, die Grünflächen innerhalb der Wilhelma und die Anzuchtgewächshäuser hinter den Kulissen zuständig. Bewerkstelligt wird dies von einem Biologen, zwei Gartenbauingenieuren, sechs Gärtnermeistern, 22 Gärtnergehilfen und sieben Auszubildenden. Der dritte Bereich ist die Parkpflege, die für die 300 Hektar großen Grünanlagen des Landes innerhalb der Stadt Stuttgart zuständig ist. Neben drei Garten- und Landschaftsarchitekten und zwei Ingenieuren arbeiten in den sechs Betriebsstellen etwa 70 Mitarbeiter. Der Fachbereich Verwaltung und Technik umfasst die Verwaltung und Buchhaltung sowie Werkstätten, die Presse- und Öffentlichkeitsarbeit, die Wilhelmaschule und die Direktion.

## Zoologische Anlagen
Die Anlagen sind, so weit möglich, in der Reihenfolge des von der Wilhelma empfohlenen barrierefreien Rundgangs aufgeführt.

### Eingangsbereich
Im Zuge der Umgestaltung des Eingangsbereiches, an den das parkeigene Parkhaus angrenzt, zogen die Zebramangusten in eine Anlage auf dem Gebiet des ehemaligen Außengeheges der Riesenschildkröten bei der Krokodilhalle. Zuvor lebten die Tiere in einer Freianlage am Haupteingang, im Kleinsäugerhaus und im kleinen Raubtierhaus (heute Damaszenerhalle). Eine zweite Freianlage am Haupteingang beherbergte über mehrere Jahrzehnte hinweg unter anderem Stachelschweine, Beutelteufel, Erdmännchen, Präriehunde, Kleine Pandas und Murmeltiere.

### Haus für Kleinsäuger, Vögel und Insektivoren

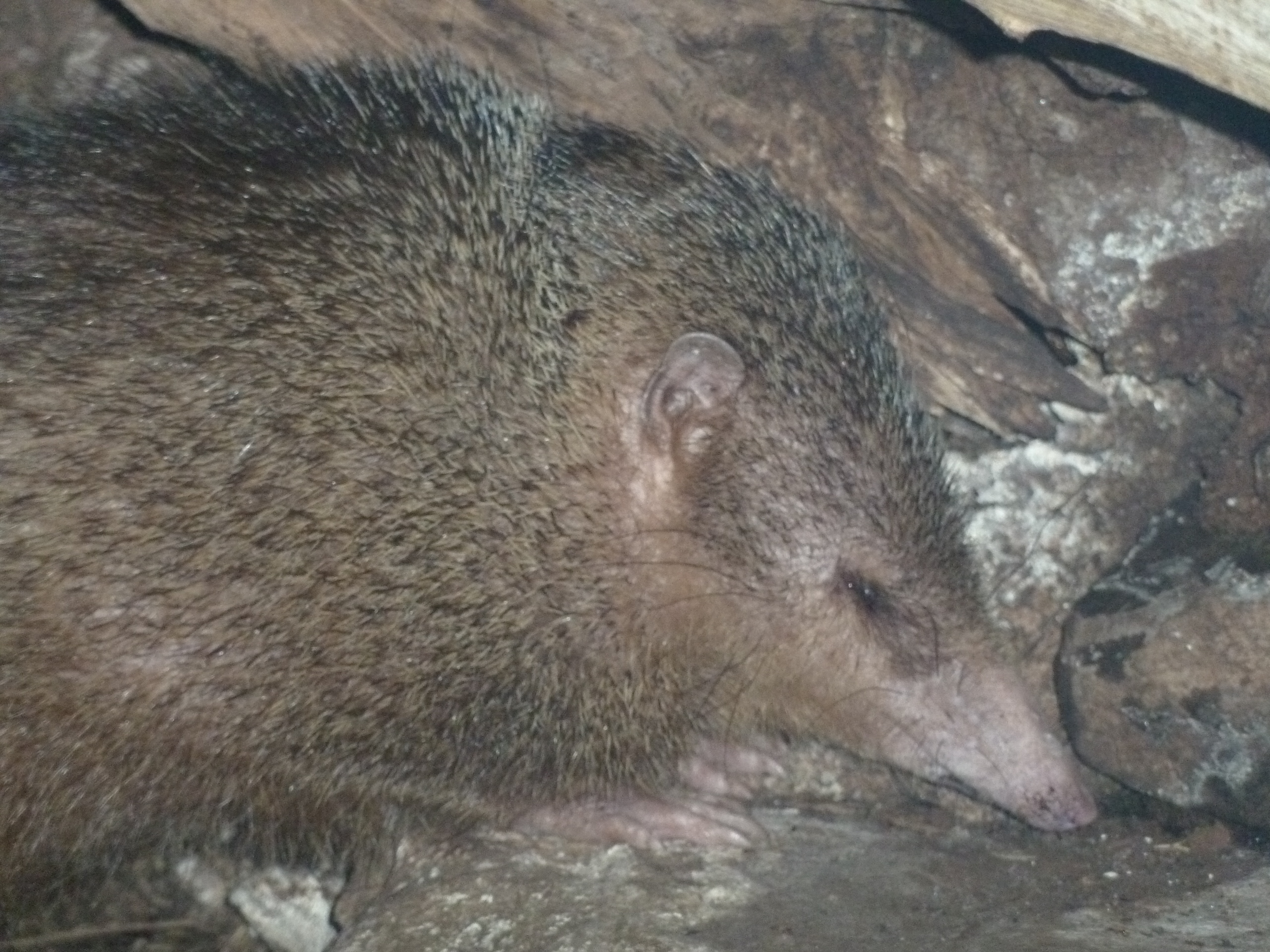
Großer Tenrek im alten Kleinsäugerhaus vor 2014

Dieses Gebäude, das an den Wintergarten der am Haupteingang beginnenden Gewächshauszeile angrenzt, gliedert sich in die Zonen Savanne und Tropischer Regenwald. In der Savannenlandschaft befinden sich Gehege für Nacktmulle, Königsnattern, Vogelspinnen und zahlreiche Vogelarten in verschiedenen Volieren:
- Königs-Paradiesvogel, Goldbrusttaube, ehemals auch  Königsfruchttaube, Chinabuschwachtel
- Sandflughuhn, Langzehenkiebitz,  Halsband-Brachschwalbe, Rotkehlspint, Waaliagrüntaube, Bronzesultanshuhn, Afrikanische Zwergente, Braunrücken-Goldsperling ehemals auch Wiedehopf, Iris-Glanzstar, Bienenfresser, Schwarzkielralle, Fuchsweber
- Rotfuß-Honigsauger, Veilchenorganist, ehemals auch Rostbauchamazilie
- Kleinkantschil, Straußwachtel, Weißbürzelschama, Prachtfruchttaube, Brandtaube, Reisfink, Rotohrbülbül, Weißnackenfasanentaube, Koromandelzwergente, Rotkopf-Papageiamadine
- Afrikanischer Zwergfalke, Rotschulter-Rüsselhündchen
- Rennkuckuck
- Rotschulter-Rüsselhündchen, Iris-Glanzstar, ehemals auch Harlekinwachtel, Gitterflügelelsterchen, Kenia-Ziernektarvogel, Veilchenastrild,  Goldbrüstchen, Braunrücken-Goldsperling, Hirtenregenpfeifer.

In der anderen Hälfte des Hauses leben Tamanduas, Tupajas, Felsenmeerschweinchen und Kugelgürteltiere.  Auch werden in zwei Schaulandschaften hier Insektivoren wie die bekannte Venusfliegenfalle ausgestellt.
Das Gebäude wurde am 13. April 2022 eröffnet, die Kosten beliefen sich auf 3,2 Millionen Euro. Schon zuvor befand sich an dieser Stelle ein Haus für Kleinsäuger und Vögel: Seit April 1968 diente ein 1963 als Interimsaquarium eröffnetes Gebäude zur Unterbringung dieser beiden Gruppen, Insektivoren wurden hier nicht ausgestellt. Im November 2014 musste das Haus geschlossen werden, die Eröffnung des neuen Gebäudes war damals für Frühjahr 2016 vorgesehen. Zum Besatz dieses Gebäudes zählten zuletzt Kuba-Baumratte, Tupaja, Kleiner Igeltenrek, Degus, Renn-, Zwerg- und Knirpsmaus, Viscacha, Gundi, Chinchilla, Großer Tenrek (letztes Exemplar in einem deutschen Zoo), Kurzohrrüsselspringer. In diesem Gebäude waren auch, wie später im Jungtieraufzuchthaus, die mehrfach gezüchteten Doria-Baumkängurus untergebracht. Bei diesen gelang auch die deutsche Erstzucht, das letzte Exemplar der Wilhelma war auch das letzte in Deutschland. Im Vogelhaus gab es zuletzt verschiedene Vertreter der Nektarvögel, Amadinen, Webervögel, Reiher und Finken, ehemals auch Papageien und Kolibris. 1976 gelang dort die Welterstzucht des Perlzwergkauzes.
In den beiden Kuppelhäusern des Gewächshaustraktes sind seit der Sanierung 2019 in Volieren exotische Vogelarten zu sehen. Die Ausstattung wurde dem südamerikanischen Regenwald, mit Schuppenbauchtaube, Schmucktäubchen, Kurzschopftaube, Orangebrusttrupial, Brasiltangare, Türkiskotinga, Türkistangare und Roter Kronfink, bzw. dem australischen Trockenwald, mit Zebrafink, Ringel-, Binsen-, Spitzschwanz- und Gouldamadine, Diamanttäubchen, Zwergwachtel und Glanzsittich,  nachempfunden.

### Seelöwen

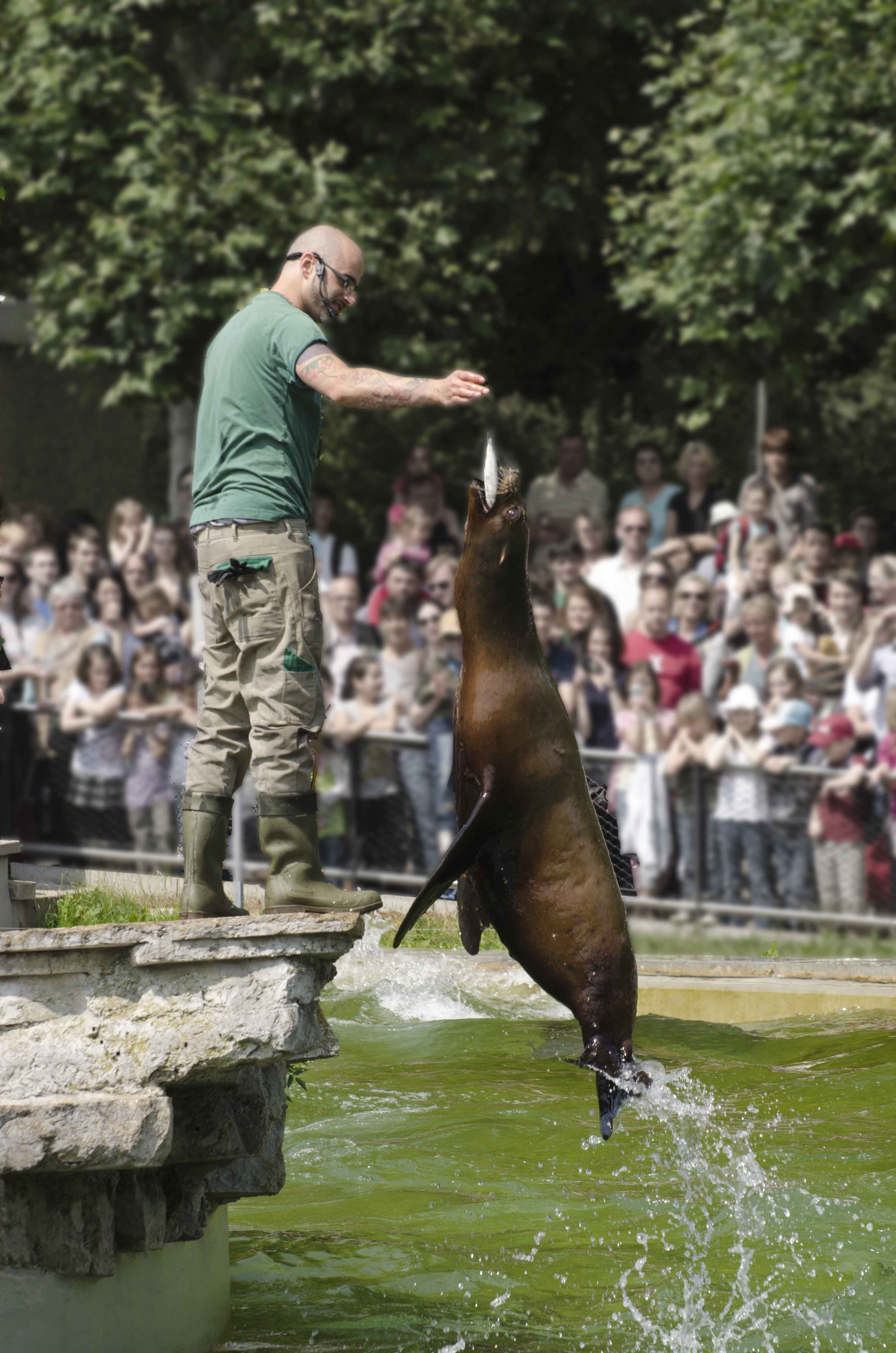
Seelöwenfütterung

Die Seelöwenanlage, ursprünglich als Halbmondsee der königlichen Wilhelma angelegt, ist Heim einer Zuchtgruppe Kalifornischer Seelöwen. 2019 wurde das Becken saniert. Bis 1996 gab es dort auch See-Elefanten. Tristan lebte bis 1970 und die 1965 geborene Isolde war von in Zoos lebenden See-Elefanten das erste Jungtier, das älter als wenige Tage wurde. Da sie mit anderthalb Jahren verstarb, wird die Welterstnachzucht nicht von allen zoologischen Institutionen anerkannt. Der letzte See-Elefant der Wilhelma, der Bulle Charly, wurde im Sommer 1996 im Alter von 23 Jahren eingeschläfert und war das vorletzte Exemplar in einem deutschen Zoo. In der Nähe der Seelöwen befindet sich eine Anlage, in der bis 2023 Basstölpel, die nach Walsrode abgegeben wurden, gehalten und gezüchtet wurden. Die ersten Basstölpel kamen 1970 als ölverschmutzte Wildtiere an und vermehrten sich in der Wilhelma regelmäßig.

### Aquarienhaus

#### Geschichte
Das erste Aquarium der Wilhelma stand ebenfalls hinter dem Wandelgang des Maurischen Gartens. 1961 wurde es zusammen mit der Ruine des Maurischen Festsaals abgerissen, ein Interimsaquarium wurde im späteren Vogel- und Kleinsäugerhaus eingerichtet. Nach zwei Jahren Planungszeit wurde das neue Haus von 1963 bis 1967 für 6,3 Mio. DM gebaut. Da der Baugrund aus Schwemmland besteht, mussten 250 Betonpfähle in den Untergrund eingebracht werden. Im Gegensatz zu den damals üblichen großen Hallen, wurde das Haus in sieben kleinere Bereiche gegliedert. Es bestand anfangs aus sechs Landschaftsaquarien, zwei Becken für Meeresschildkröten und einem sogenannten Rundumbecken u. a. für Haie. Großen Wert wurde auf die Belange der Tierpflege gelegt, z. B. mit großzügigen Räumen im Hintergrund. Mit der Entwicklung der Beleuchtung – bis zu den heutigen LED-Lampen – sowie der Kühltechnik war es möglich, immer mehr Arten zu zeigen. So konnten beispielsweise Dekorationen aus toten Korallenstöcken bzw. aus Lochgestein von der Schwäbischen Alb teilweise durch lebende Korallen ersetzt werden. Die Krokodilhalle wurde 2006 umgestaltet, anstelle zahlreicher Betonabteile entstand eine dreiteilige Anlage, die nur noch zwei Krokodilarten präsentiert. 2013 wandelte man die Pinguin-Klimakammer zum Tiefseeaquarium um. Seit 2006 werden großformatige Informationstafeln an den Wänden angebracht. 2011 wurde ein aktualisierbares Informationssystem aus LED-Leuchtkästen installiert.
In dem dreiteiligen Bau werden in thematisch gruppierten Einzelaquarien und -terrarien Fische und Wirbellose sowie Amphibien und Reptilien gezeigt. Die Themengruppen sind Heimisches Salz- und Süßwasser, Mittelmeer, Terrarium sowie Süß- und Salzwasser der Tropen. Die Einzelterrarien befinden sich wie die sechseckige Krokodilhalle in der Mitte des Komplexes.

#### Aquarium
Gezeigt werden diverse höhere Knochenfische, Störe, Knorpelfische, Rundmäuler, Stachelhäuter, Weichtiere, Nesseltiere, Gliederfüßer, Vielborster, Schwämme, Echsen, Schlangen, Schildkröten sowie Schwanz- und Froschlurche. Unter den gehaltenen Arten befindet sich eine Seefledermaus, es handelt sich um das einzige Exemplar in Europa. Ehemals befanden sich Chimären (bis 2021 war man einer von zwei deutschen Haltern), Fetzenfische (es handelte sich um die einzige Haltung der bisherigen europäischen Zoogeschichte und europäische Erstzucht) und Japanische Tannenzapfenfische (europäischer Erstimport) im Bestand. In einem Landschaftsaquarium leben Sonnenbarsche, Kaimanfische, Große Armmolche, Gefleckte und Alligatorhechte vergesellschaftet mit Roten Kardinälen und ehemals Hüttensängern. Ein zweites Landschaftsaquarium, das aktuell Huchen, Bachforellen und Russische Störe beherbergt, war ebenfalls das Zuhause von Singdrosseln und Bach- bzw. vormals Gebirgsstelzen.

#### Krokodilhalle

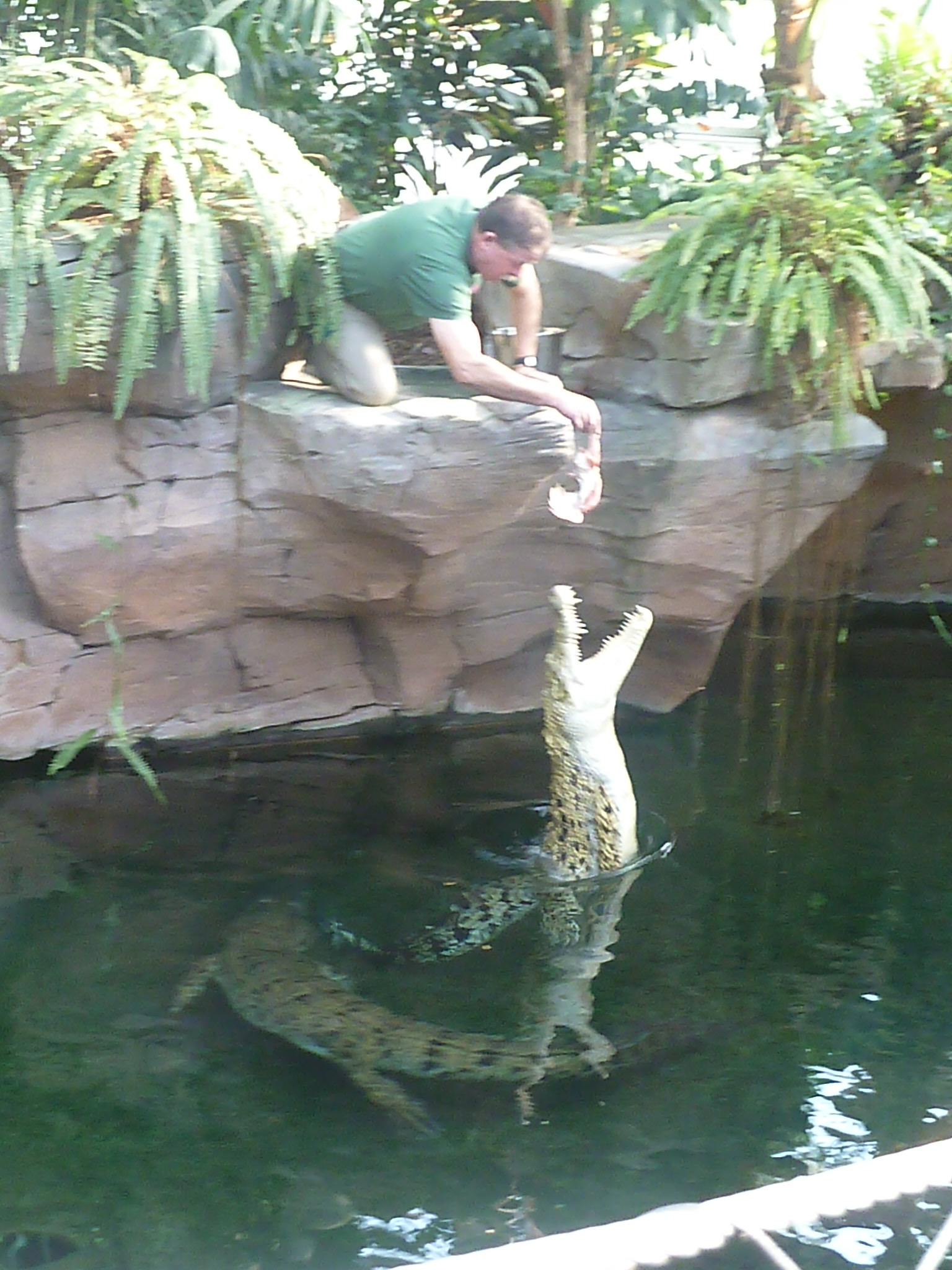
Krokodilfütterung

Die Krokodilhalle wurde 1967 an der Stelle des im Zweiten Weltkrieg zerstörten Maurischen Festsaals errichtet. Die mit einer Belobigung des Paul-Bonatz-Architekturpreises ausgezeichnete Halle beherbergt seit der Umgestaltung 2006 Leistenkrokodile und Wasserschildkröten. Bei dem gezeigten Leistenkrokodilweibchen Tong handelt es sich um ein weißes Exemplar. Diese Färbung tritt bei etwa jedem zwanzigtausendsten Tier auf. Der bei der wöchentlichen Fütterung von diesem Tier vorgeführte Sprung ist in Europa einzigartig. 2017 wurde der Bestand durch die Wiederaufnahme der Haltung von Süßwasserkrokodilen erweitert. Im März 2019 kam das rund 50-jährige Leistenkrokodil Frederick hinzu, das aus einem australischen Krokodilpark stammt und mit 4,31 Meter Länge das größte Exemplar in Deutschland ist. Schildkröten werden durch Rotbauch-Spitzkopfschildkröten in der Krokodilhalle repräsentiert. Zudem gibt es in der Halle eine ausgeschilderte Spinne, freifliegende Vogelarten wie Diamanttäubchen und ehemals Jägerlieste sowie Korallenfinger-Laubfrösche, deren Bestand durch die Anwesenheit der Jägerliste abnahm.
Vor der Umgestaltung 2005 beherbergte die Anlage verschiedene Riesenschildkrötenarten, kurzzeitig ein Zwergflusspferd (bis zur Fertigstellung des Flusspferdhauses) und 18 verschiedene Krokodile. Darunter waren Echte Krokodile wie Stumpf-, Süßwasser- und Leistenkrokodil, Kaimane wie Krokodil- und Breitschnauzenkaiman sowie Alligatoren wie Mississippi- und China-Alligator. Riesenschildkröten wurden einst auch im Gewächshaus und im Maurischen Landhaus gehalten, wo vor dem Wiederaufbau 1962 eine sehr große Sammlung an Landschildkröten gezeigt wurde. Im Aquarium und in einem Becken im Wandelgang des Maurischen Gartens lebten einst mehrere Meeresschildkrötenarten, Alligatorschildkröten und Borneo-Flussschildkröten.

#### Terrarium

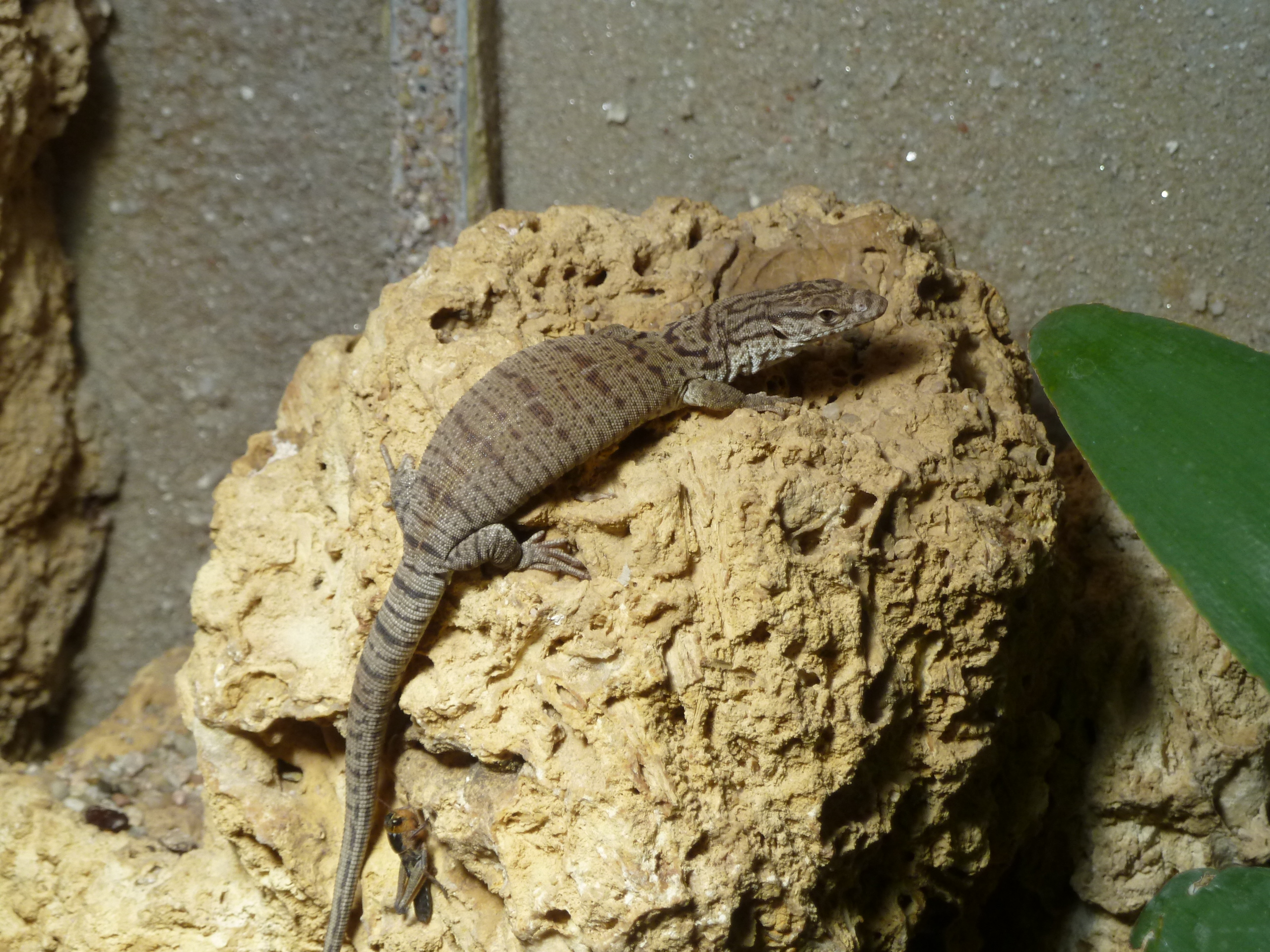
Zuchterfolg bei Gillens Zwergwaranen

Das Terrarium der Wilhelma ist in drei klimatische Abschnitte unterteilt. Es werden zahlreiche Schlangen gepflegt, wie Basilisken-Klapperschlangen, Brillenschlangen, Ceylon-Lanzenottern, Europäische Hornottern, Grüne Baumpythons vergesellschaftet mit Korallenfinger-Laubfröschen, Thailändische Bambusnattern, Königspythons,  Abgottschlangen, Afrikanische Eierschlangen, Sinaloa-Dreiecksnattern, Wüstenhornvipern, Stimsons Pythons und Östliche Gabunvipern. Vor dem Bau der heutigen Anlage lebten Reptilien in einem Vorgängerbau auf dem Gebiet des heutigen Aquariums und im Interimsaquarium am Wintergarten. Einst besaß die Wilhelma einen wesentlich größeren Artenreichtum, nennenswert war insbesondere die Anakondasammlung.
An Echsen leben in der Wilhelma gemeinsam gehaltene Bewohner Nordamerikas wie Chuckwallas, Halsband- und Blaue Felsenleguane und Gila-Krustenechsen. Eine sechseckige australische Anlage vor der Krokodilhalle enthält unter anderem Bartagamen, Dornschwanz-Stachelskinks und Kragenechsen. Außerdem werden Blaue Bambustaggeckos, Orangeaugen-Helmskinks, Zwerg-Höckerschildkröten, Ritteranolis, Wickelschwanzskinks, Fransenschildkröten, Krokodilhöckerechsen gemeinsam mit Vietnamesischen Moosfröschen und Warane gehalten. Von letzteren zeigt die Wilhelma als deutsche Erstnachzucht und einziger deutscher Halter Gillens Zwergwarane. Diese sind Überbleibsel der einst größten Waransammlung der Welt. Der Wilhelma gelang die Weltersthaltung des Papuawarans sowie die Welterstnachzucht des Stachelschwanzwarans und des Mertens-Wasserwarans.
Am 20. September 2024 wurde ein Großterrarium für australische Buntwarane eröffnet. Die 150.000 Euro teure Anlage wurde mit Kunstfelsen und Illusionsmalereien des Berliner Künstlers Uwe Thürnau ausgestattet.

#### Daten
- Tierbestand 2017: 4500 Fische in 530 Arten, 1100 Wirbellose in 140 Arten, 305 Reptilien in 90 Arten, 300 Amphibien in 25 Arten, 16 Vögel in 4 Arten.
- 71 Aquarien, 32 Terrarien (plus Krokodilhalle, 5 Freilandterrarien und 1 Schildkrötenfreianlage), 5 Uferbecken, 6 Klimalandschaften
- 4300 m² Nutzfläche, davon ein Drittel Schau- und Besucherbereich.
- Wasservolumen: 500.000 Liter
- 55 Tonnen Salz für Meerwasser pro Jahr

Quelle:

### Terra Australis und ehemaliges Haus für Niedere Affen

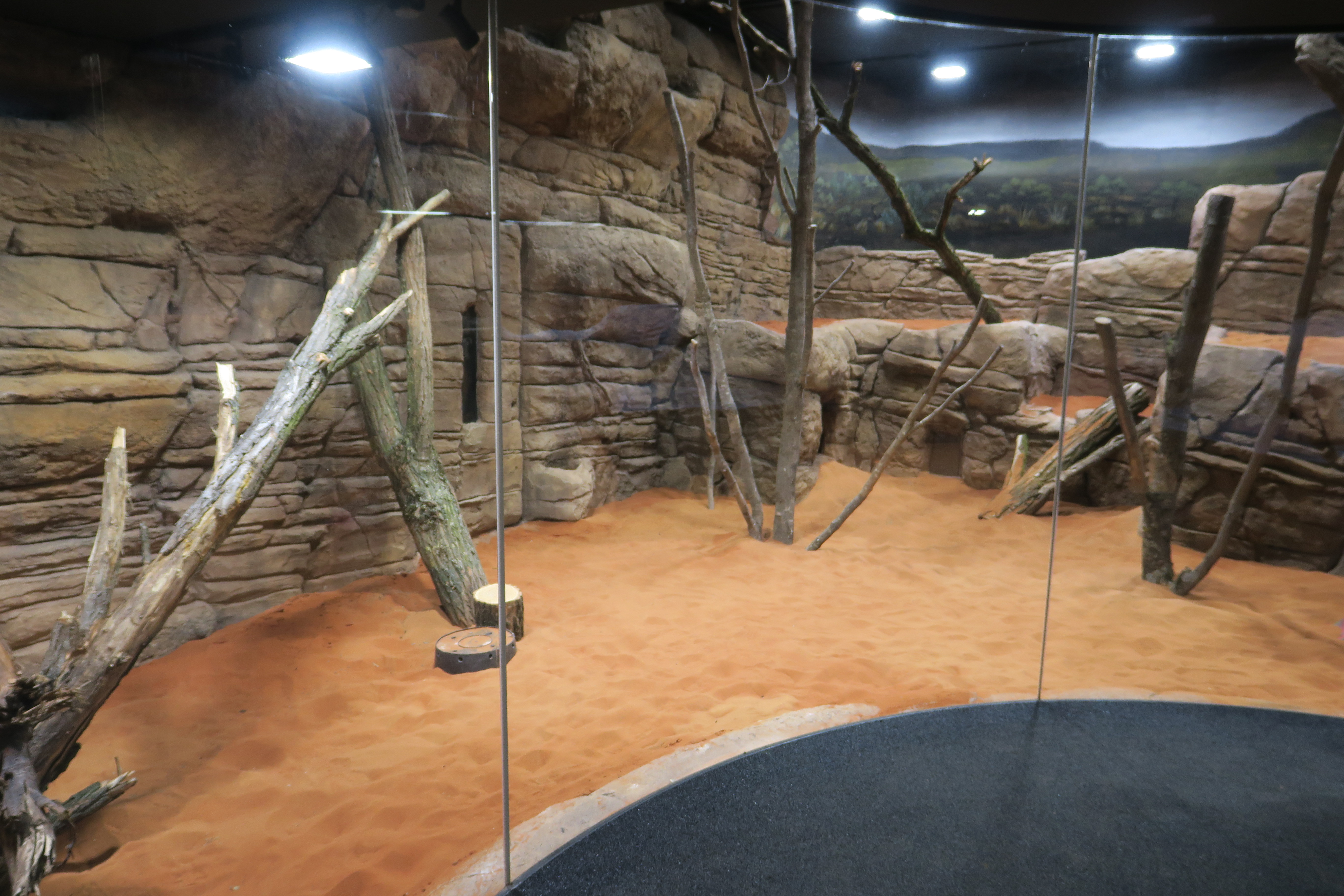
Nachttierabteil in der Terra Australis

Das Jungtieraufzuchthaus der Wilhelma wurde 1982 eröffnet, unterstützt durch den Verein der Freunde und Förderer des Zoos, der aufgrund der finanziell schwierigen Lage 500.000 D-Mark beisteuerte. Diese Unterstützung folgte auf frühere Beiträge durch Tierstiftungen an die Wilhelma.
Im Laufe seiner Geschichte diente das Gebäude der Aufzucht verschiedenster Tierarten, darunter Meerkatzen, Sakis (die später ins Amazonienhaus umzogen), Kolibris, Bindenlaufhühnchen (deren Haltung zugunsten der Erweiterung der Hühneraufzucht beendet wurde), Farbmäuse und Baumkängurus. Anfänglich wurden hier alle Arten von Menschenaffen aufgezogen, bevor sich die Aufzucht auf Gorillas spezialisierte. Der „Gorillakindergarten“, der sich hier bis zur Fertigstellung des neuen Menschenaffenhauses befand, war mit seiner Handaufzucht einzigartig in Europa.
Über die Jahre beherbergte es weitere Tierarten: Als Vertreter der Krallenaffen Kaiserschnurrbarttamarine, Zwergseidenäffchen, Springtamarine, ein Goldkopflöwenäffchen und ein Weißgesichtsseidenäffchen, zudem ein Roter Vari, Faultiere, Goldagutis, Hühnerküken (inklusive Schaubrüter), Chilesteißhühner und Drills.
Bis 2015 wurden im Jungtieraufzuchthaus auch Tauben gezeigt, bevor sie in ein Taubenhaus beim Schaubauernhof umgesiedelt wurden, was Platz für ein Außengehege für verschiedene Affenarten schuf. Die Sinai-Stachelmäuse wurden ausquartiert und ihr ehemaliges Gehege in eine tropische Landschaft mit dominierender Botanik und neuen Bewohnern – Spinnen – umgewandelt. Nachdem die Greifstachler im Juni 2015 abgegeben wurden, um die Haltungsbedingungen der Drills minimal zu verbessern, zogen Brüllaffen in das ehemalige Drill-Gehege ein.
Im November 2017 schloss das Jungtieraufzuchthaus für eine Sanierung, doch aufgrund des schlechten Zustands des Gebäudes entschied man sich 2019 für einen Abriss. An seiner Stelle entstehen nun Anlagen für Wombats und Rote Riesenkängurus.

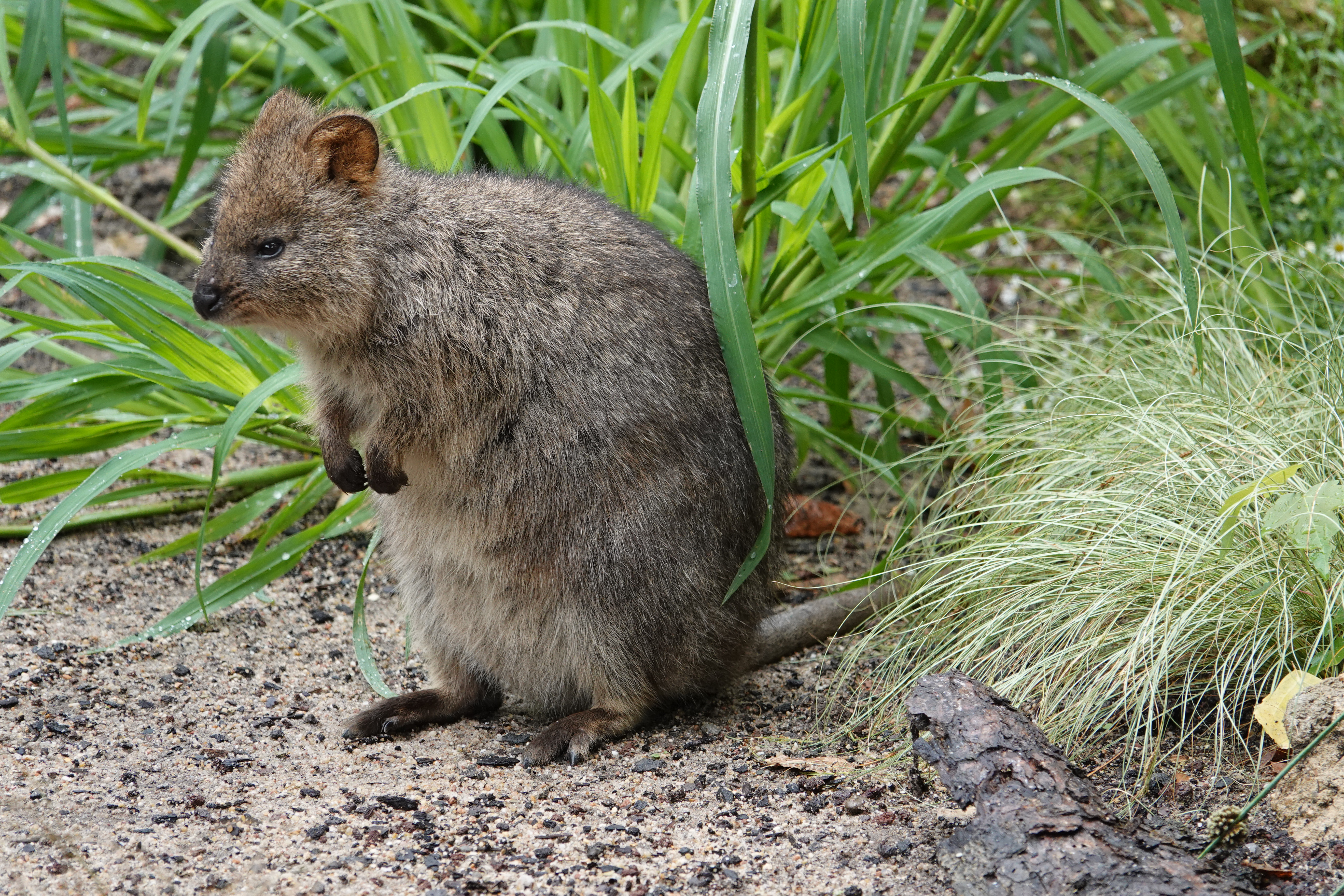
Seit der Eröffnung des Komplexes Terra Australis ist die Wilhelma der einzige Halter von Quokkas in Europa

Das alte Menschenaffenhaus, nun die Terra Australis, wurde 1973 als eines der modernsten Affenhäuser seiner Zeit eröffnet. Charakteristisch waren die mit Kacheln ausgekleideten Räume der einzelnen Affenarten sowie die zum Eröffnungszeitpunkt einzigartigen Glasfenster für die Besucher. Eine zooarchitektonische Besonderheit waren die schräg verbauten Scheiben, die eine bessere Kraftableitung durch eine potentielle Belastung wie beispielsweise das Gewicht der Affen ermöglichen. Diese Errungenschaft wurde von zahlreichen Zoos kopiert und auch im neuen Menschenaffenhaus verwendet. Ebenfalls eine Neuheit war der Einbau von drehbaren Metallstangen. Diese als „Karussell“ bezeichnete Gehegeeinrichtung wurde von vielen Zoos übernommen und hielt auch im neuen Menschenaffenhaus der Wilhelma Einzug. Die beiden letzten in der Wilhelma verbliebenen Schimpansen wurden im Sommer 2010 im Rahmen des Europäischen Erhaltungszuchtprogramms an den Zoo im ungarischen Veszprém abgegeben. Dies beendete die seit den 50ern ununterbrochen andauernde Tradition der Schimpansenhaltung. Seit der Eröffnung des neuen Menschenaffenhauses waren im alten Affenhaus nur noch Orang-Utans untergebracht, bevor auch diese 2017 in das neue Menschenaffenhaus umzogen.
Nachdem es von Ende 2017 bis Ende 2019 als „Südamerika-Haus“ zur Unterbringung der Tiere des Jungtieraufzuchthauses genutzt wurde, wurde es zu einem Australienhaus, der Terra Australis, umgebaut, in dem Quokkas, Koalas, Goodfellow-Baumkängurus, Langschnauzen-Kaninchenkänguru, Tüpfelbeutelmarder, Kurzkopfgleitbeutler, Kowaris, Australische Hüpfmäuse, Nördlicher Blauzungenskink, Rote Rattenkängurus, Bürstenschwanz-Rattenkängurus und Fuchskusus zwei Nachttier- (Wald und Wüste) und eine Tagtierabteilung bewohnen. Die Eröffnung fand am 25. Juli 2023 statt. Die beiden Koalabärinnen bekamen im Juni 2024 jeweils ein Jungtier; im Dezember verließen diese erstmals den Beutel der Mütter.

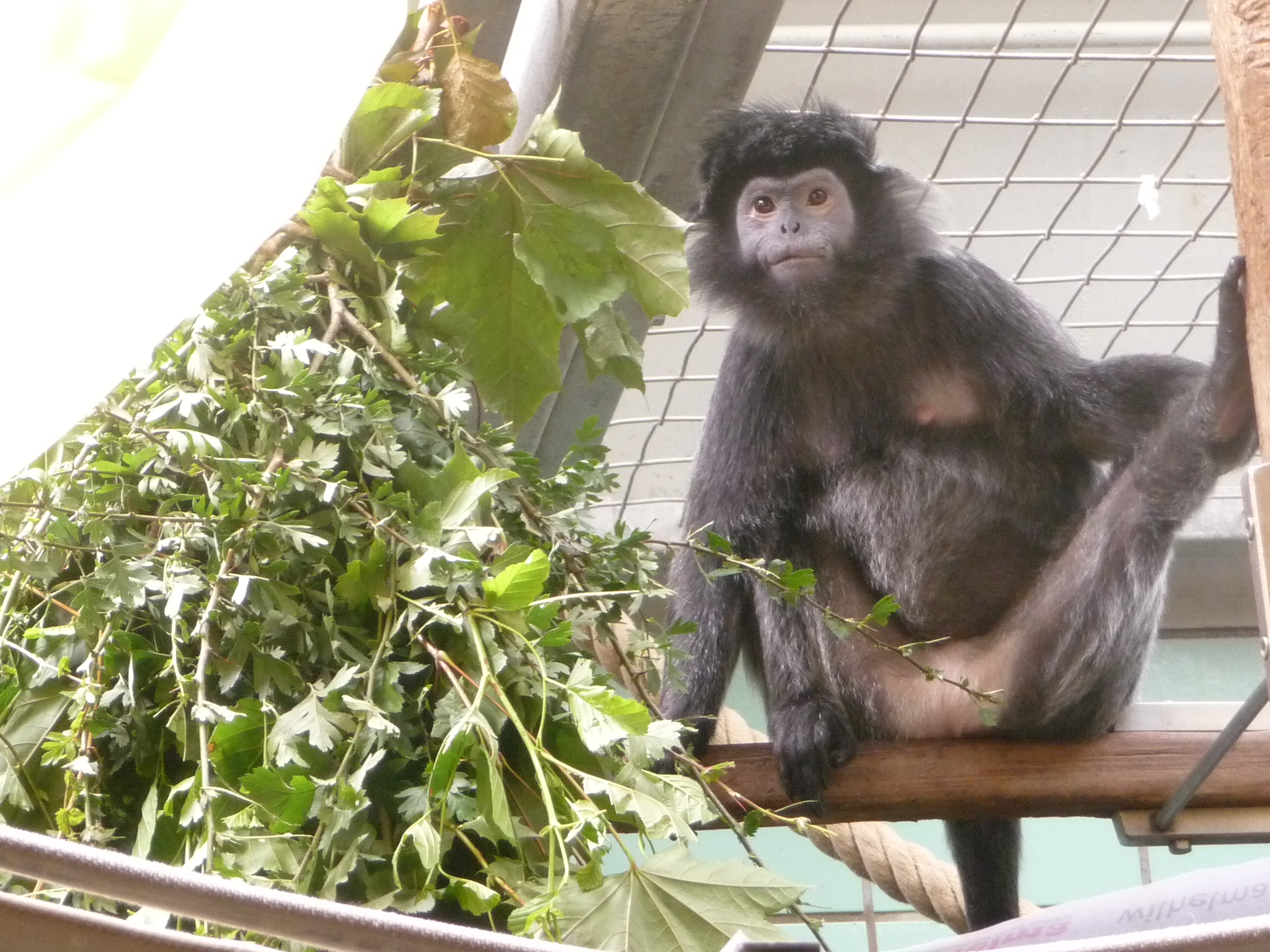
Haubenlangur

1973 wurde das Haus für Niedere Affen eröffnet, es beherbergte Haubenlanguren und Gibbons. Die Zucht- und Haltungserfolge bei den Schlankaffen sind im Vergleich zu den meisten anderen Zoos eine Besonderheit: So kamen beispielsweise bei den Haubenlanguren, die in Deutschland nur in den Zoos von Stuttgart und Köln und zu sehen sind, bereits 37 Jungtiere zur Welt. 2015 wurde das Haus leicht umgestaltet. Dabei erhielten die Gibbons ein für Besucher einsehbares Innengehege. Das Haus für Niedere Affen wurde Ende Februar 2024 nach Abgabe der Gibbons in die Niederlande und der Haubenlanguren nach Lodsch geschlossen und soll im Winter 2024/2025 abgerissen werden. Im Laufe seiner Geschichte lebten im Haus für Niedere Affen die damals einzigen Nasenaffen Europas (die letzten beiden Tiere wurden nach New York abgegeben), Bartaffen (die Haltung wurde 2004 beendet), Drills, Kleideraffen (das letzte Tier wurde nach Köln abgeben), kurzzeitig Klammeraffen (die Tiere zogen auf die Schwingaffeninsel) und Kapuzineraffen. Auf der sogenannten Schwingaffeninsel gegenüber leben Goldstirnklammeraffen.

### Subtropenterrassen und Maurisches Landhaus
In 1981 wurden die Volieren auf den königlichen Subtropenterrassen eröffnet. Sie beherbergen diverse Vogelarten, mit Papageien als Schwerpunkt. Besonderheiten sind die einzige Kakahaltung außerhalb des Heimatlandes, die Erstnachzucht des Kakas außerhalb des Heimatlandes und die deutsche Erstnachzucht des Keas.
Diese enthalten (von links nach rechts):
Obere Terrasse
- Palmkakadu und Soldatenkiebitz
- Gelbwangenkakadu und Soldatenkiebitz
- Chinasittich
- Papualori
- Schwalbensittich
- Palmkakadu
- Molukkenkakadu
- Rosakakadu
- Taubenhalsamazone
- Grünzügelpapagei
- Sonnensittich
- Augenring-Sperlingspapagei
- Mönchssittich
- Grünarassari
- Rotbauchsittich, Chilesteißhuhn und Chacoguan
- Taubenhals- und Goldmaskenamazone
- Grünarassari

Untere Terrasse

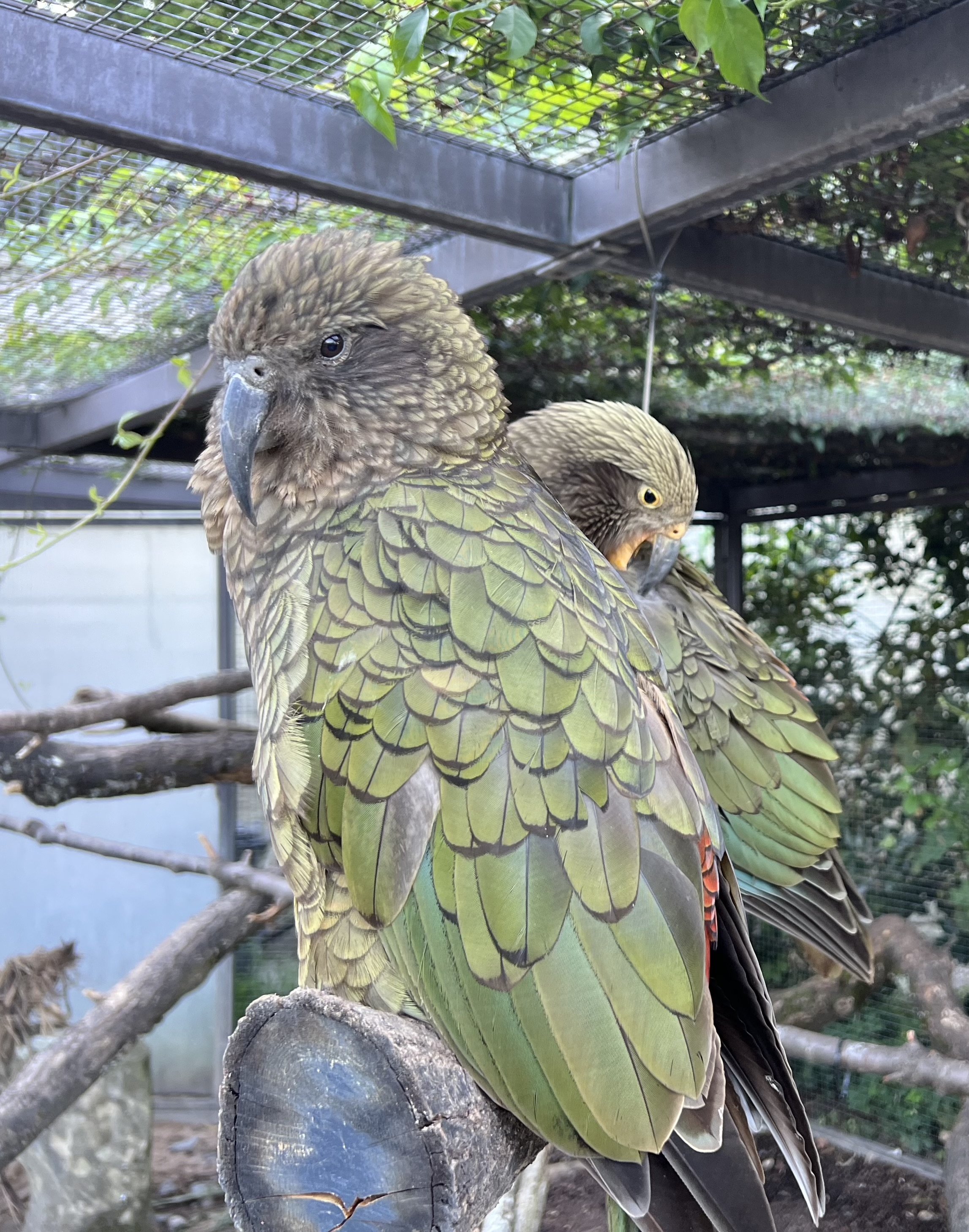
Keas

- Waldrapp, Marmelente und Soldatenkiebitz
- Senegalpapagei und Kronenkiebitz
- Großer Vasapapagei und Rothuhn
- Kaka
- Kea
- Steinkauz
- Taubenhalsamazone und Kalifornische Schopfwachtel
- Hyazinthara und Rotschnabelhokko
- Riesentukan

Im Jahre 1962 wurden die Volieren im Maurischen Landhaus errichtet. Bewohner sind südostasiatische Vögel etwa Balistare, Palawan-Pfaufasane, Elfenblauvögel, Rotohrbülbüls, Prachtfruchttauben, Schönloris und Blaukrönchen, ebenfalls leben dort seit 2023 die madagassischen Fanalokas und seit 2024 die australischen Eulenschwalme. Früher wurden dort auch Kolibris, Felsenhähne und Paradiesvögel gezeigt. Von 1962 bis 2014 befand sich dort zudem die erste Nachttierabteilung Europas.

### Anlage für Bären und Klettertiere mit angrenzenden Gehegen

#### Bereiche

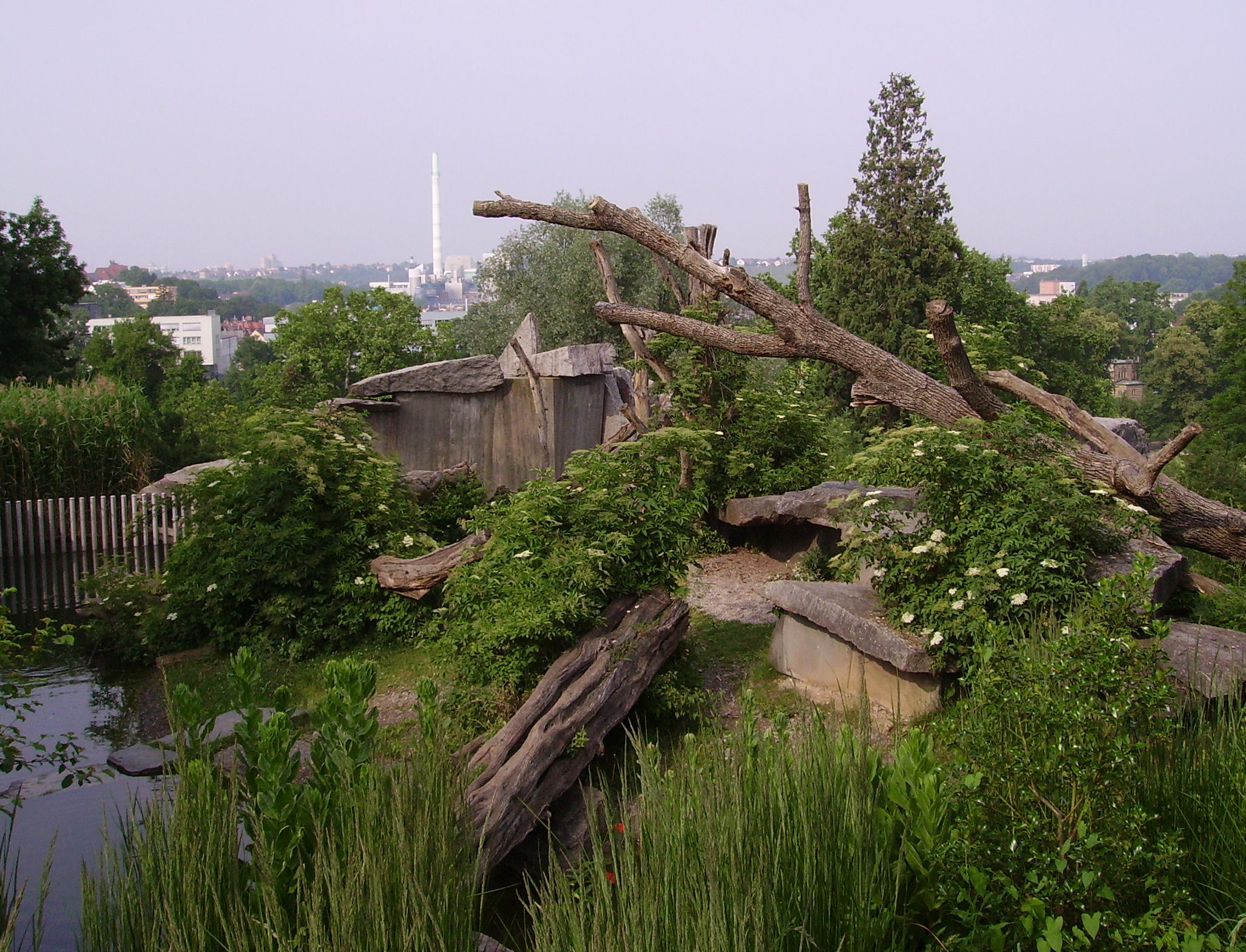
Bärengehege

Die Anlage für Bären und Klettertiere auf einem ehemaligen Teil des Rosensteinparks wurde 1991 eröffnet. Bewohner sind kanadischer Biber, Büffelkopfente, Falklandkarakara, Magellan-Dampfschiffente, Schraubenziege, Brillenbär und Steinbock. Außerdem sind dort Gehege für Schneeleopard und Gepard, siehe Abschnitt Raubtiere. Bis 2021 lebte dort ebenfalls eine Schneeziege, deren Gehege jetzt auch von den benachbarten Schraubenziegen genutzt werden kann. Die Zuchtgruppe des Dall-Schafs wurde durch die Schraubenziegen ersetzt. Dort wurde dem letzten „Zwingerbraunbär“ der Wilhelma sein Gnadenbrot gewährt. Nachdem im Juni 2019 der letzte Braunbär Raschid und im November 2020 der letzte Brillenbär Ambrose verstarben, wurden die Gehege umgebaut und im Mai 2021 mit zwei Brillenbärinnen aus dem Zoo Frankfurt besetzt.
Die sieben Volieren für Greifvögel und Eulen wurden als Einheit mit der Anlage für Bären und Klettertiere errichtet. Sie werden von Schneeeulen, Gänsegeiern, Seeadlern und Uhus bewohnt. Seit Ostern 2014 werden kommentierte Fütterungen angeboten. Bei den Gänsegeiern, Seeadlern und Uhus beteiligt sich die Wilhelma aktiv an In-situ-Artenschutzprojekten. Ehemals lebten dort Milane, Falken, Habichte, Kondore und weitere Vertreter der Geier, Adler und Eulen.
Jene Anlage, die von 1991 bis Juli 2018 die Eisbären der Wilhelma beherbergte und von August 2018 bis November 2019 während des Umbaus des Seelöwen-Geheges zur provisorischen Unterbringung von diesen genutzt worden war, wird heute zur Haltung der Gepardin Niara und ihrem gelegentlichen Nachwuchs genutzt.

#### EisbärWilbär

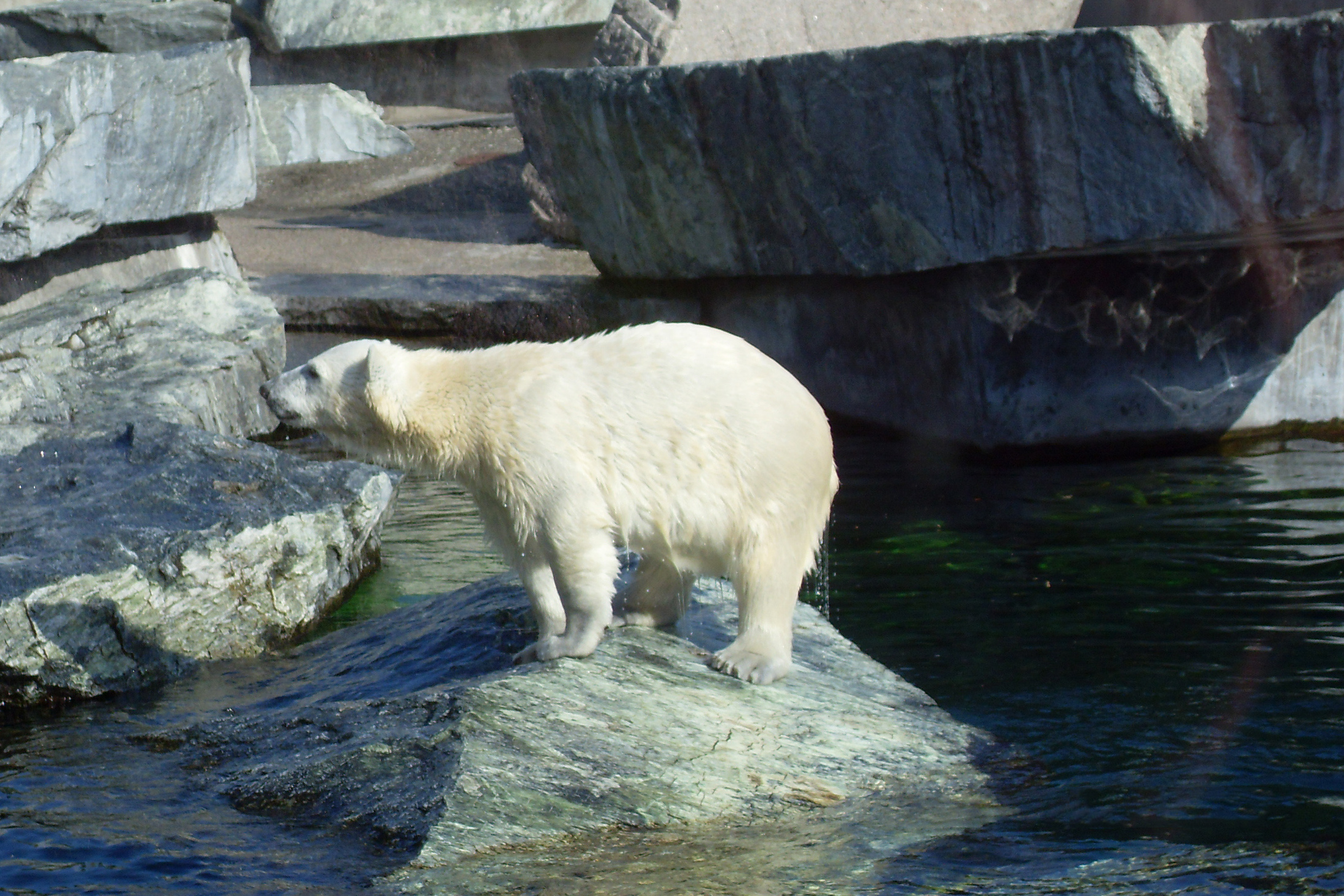
Wilbär am 14. September 2008

Am 10. Dezember 2007 brachte das 17-jährige Eisbärweibchen Corinna das Junge Wilbär zur Welt. Der Name des Tiers ist ein Kofferwort aus Wilhelma und Bär. Der inzwischen geschützte Name kann als Anspielung auf Wilbert Neugebauer gedeutet werden, den ehemaligen Direktor und Planer der Eisbärenanlage. Von seinem ersten Auftritt am 16. April 2008 bis zu seinem Umzug nach Schweden am 14. Mai 2009 galt Wilbär als Attraktion. Während dieser Zeit erzielte die Wilhelma eine besonders hohe Besucherzahl. Da es zeitgleich mit Knut in Berlin und Flocke in Nürnberg Eisbärenjungtiere in zwei weiteren deutschen Zoos gab, entwickelte sich eine intensive Berichterstattung und eine öffentliche Aufmerksamkeit. Durch anfängliche Geheimhaltung und andere Maßnahmen bemühte sich die Wilhelma im Gegensatz zu den anderen Zoos, den Tieren mehr Ruhe und Rückzugsmöglichkeiten zu gewähren. Wilbär kam 2009 in den Raubtierpark Orsa und nach dessen Schließung 2022 in den Eindhoven Zoo, wo er Mitte November 2024 im Alter von 16 Jahren starb.

### Südamerika-Anlage
Die Südamerika-Anlage wurde zur Bundesgartenschau 1977 errichtet und 1991 erweitert. Bewohner sind Große Maras, Große Ameisenbären, Vikunjas, Nandus, seit 2022 zwei Flachlandtapire und Mähnenwölfe, die in einem separaten Gehege untergebracht sind. Alle Bewohner der Anlage außer den Tapiren hatten bereits Nachwuchs. Ehemalige Bewohner waren Esel, Wasserschweine, Alpakas, Halsbandpekaris und der letzte Bergtapir Europas.

### Schaubauernhof

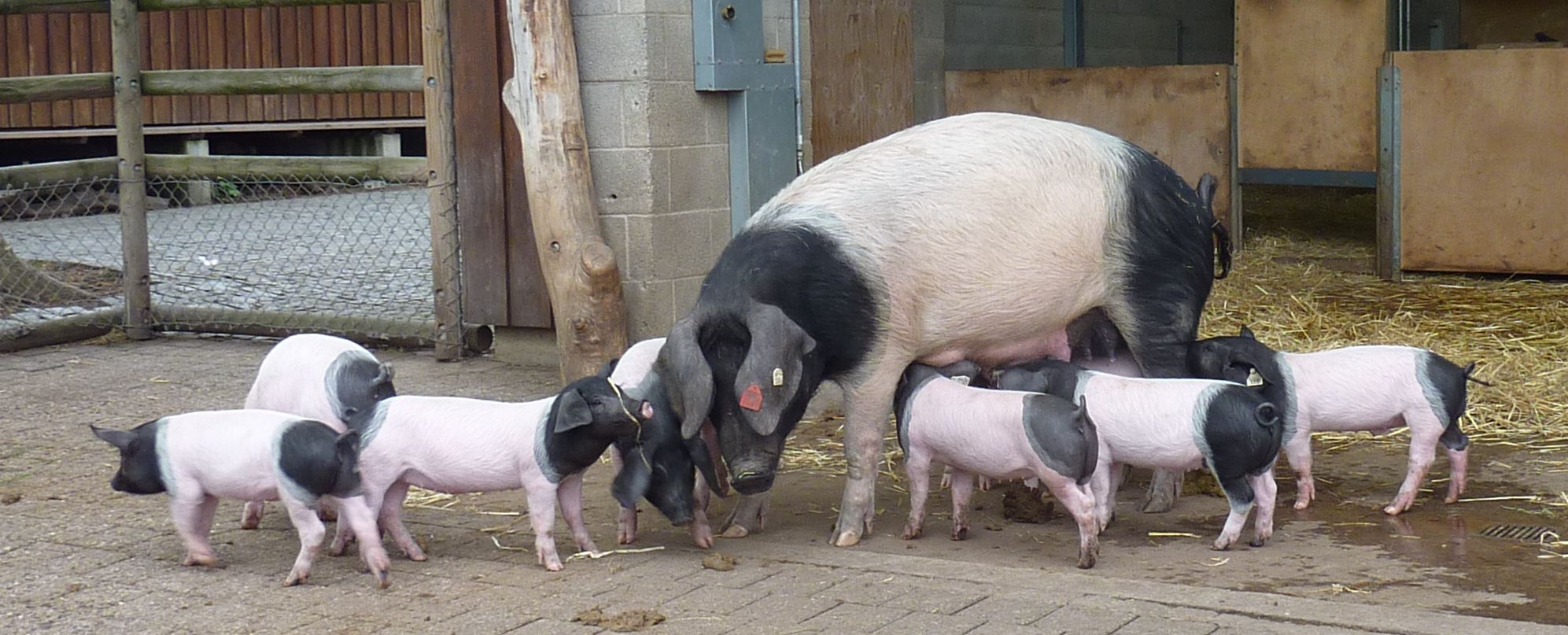
Schwäbisch-Hällische Landschweine im Schaubauernhof

Der Schaubauernhof wurde zur Internationalen Gartenbauausstellung 1993 auf der bis dato letzten Erweiterungsfläche der Wilhelma eröffnet. Bewohner des Bauernhofes waren Limpurger Rinder, Skudde, Schwarzwaldziegen, Afrikanische Zwergziegen, Shetlandponys, Poitou-Esel, Schildtauben, Kune-Kune-Schweine, Border-Leicester-Schafe und Geflügel, wie Altsteirer, Deutsche Lachshühner, Ayam Cemani, Sundheimer, Westfälische Totleger, Bronzeputen und Hausperlhühner. Bei der Auswahl des Tierbestandes konzentrierte man sich auf stark bedrohte Haustierrassen. Hinzu kamen Dülmener Pferde, Davidshirsche und zwei Yakbullen. Frühere Bewohner waren Mesopotamische Damhirsche, Davidshirsche (zogen in das alte Damhirschgehege; wurden nach Frankreich abgegeben), Trampeltiere (zogen ebenfalls in die asiatische Huftieranlage, ihre Anlage bezogen die Border-Leicester-Schafe), Wildschweine (durch Kune-Kune-Schweine ersetzt), Przewalski-Pferde (wichen einer Verbesserung der Haltungsbedingungen der Poitou-Esel), Wisente (Haltung ausgelaufen), Mufflons und Bezoarziegen. Letztere mussten aufgrund von Vorbereitungsarbeiten für den Rosensteintunnel weichen.
Der Schaubauernhof wurde im November 2023 geschlossen. An seiner Stelle soll u. a. die neue Elefantenanlage entstehen. Der Baubeginn der neuen Einrichtungen war ursprünglich für 2018 geplant, dieser Zeitplan war jedoch nicht umzusetzen.
In dem Bereich des Mufflongeheges, befindet sich seit Februar 2024 ein Gehege mit Tasmanischen Grauen Riesenkängurus. Es handelt sich um ein Provisorium, bis die anstelle des Jungtieraufzuchthauses geplante Tasmanien-Anlage bei der Terra Australis errichtet ist.

### Asiatische Huftieranlagen
In jenem Areal, das das neue Menschenaffenhaus vom Schaubauernhof trennt, befinden sich Anlagen für asiatische Huftiere. Yaks und Trampeltiere, von denen erstere das allererste Mal in der Wilhelma zu sehen sind, werden hier vergesellschaftet. Neben dieser knapp 4000 Quadratmeter großen Anlage, die durch einen Trockengraben Tiere und Besucher voneinander trennt, entstand auch ein Gehege für Mesopotamische Damhirsche. Da es unklug schien, hochtragenden oder in der Jungenaufzucht befindlichen Tieren einen Umzug zuzumuten, sind diese allerdings erst im Herbst 2020 in ihr neues Gehege umgezogen, das bis dahin provisorisch von Kaschmirziegen bewohnt wurde. Die Eröffnung des Anlagenkomplexes fand im Juli 2020 statt. Es handelte sich um die ersten Baumaßnahmen für den im Masterplan beschriebenen Asienkomplex. Im Umfeld der Huftieranlage werden im Zuge dessen in den folgenden Jahren auch Gehege für Sibirische Tiger und Elefanten entstehen. In direkter Nachbarschaft befindet sich der Asiatische Schaubauernhof.

### Asiatischer Schaubauernhof
Der Asiatische Schaubauernhof wurde zeitnah mit der Terra Australis eröffnet und beherbergt Kaschmirziegen, Romanow-Schafe und Vietnamesische Hängebauchschweine. Er ist als Streichelzoo konzipiert, sodass ein Großteil der Gehege begehbar sind. Weitere nennenswerte Details sind ein Reisfeld, das von den Wilhelma-Gärtnern bewirtschaftet wird, und ein Bistro namens Bandipur.

### Neues Menschenaffenhaus

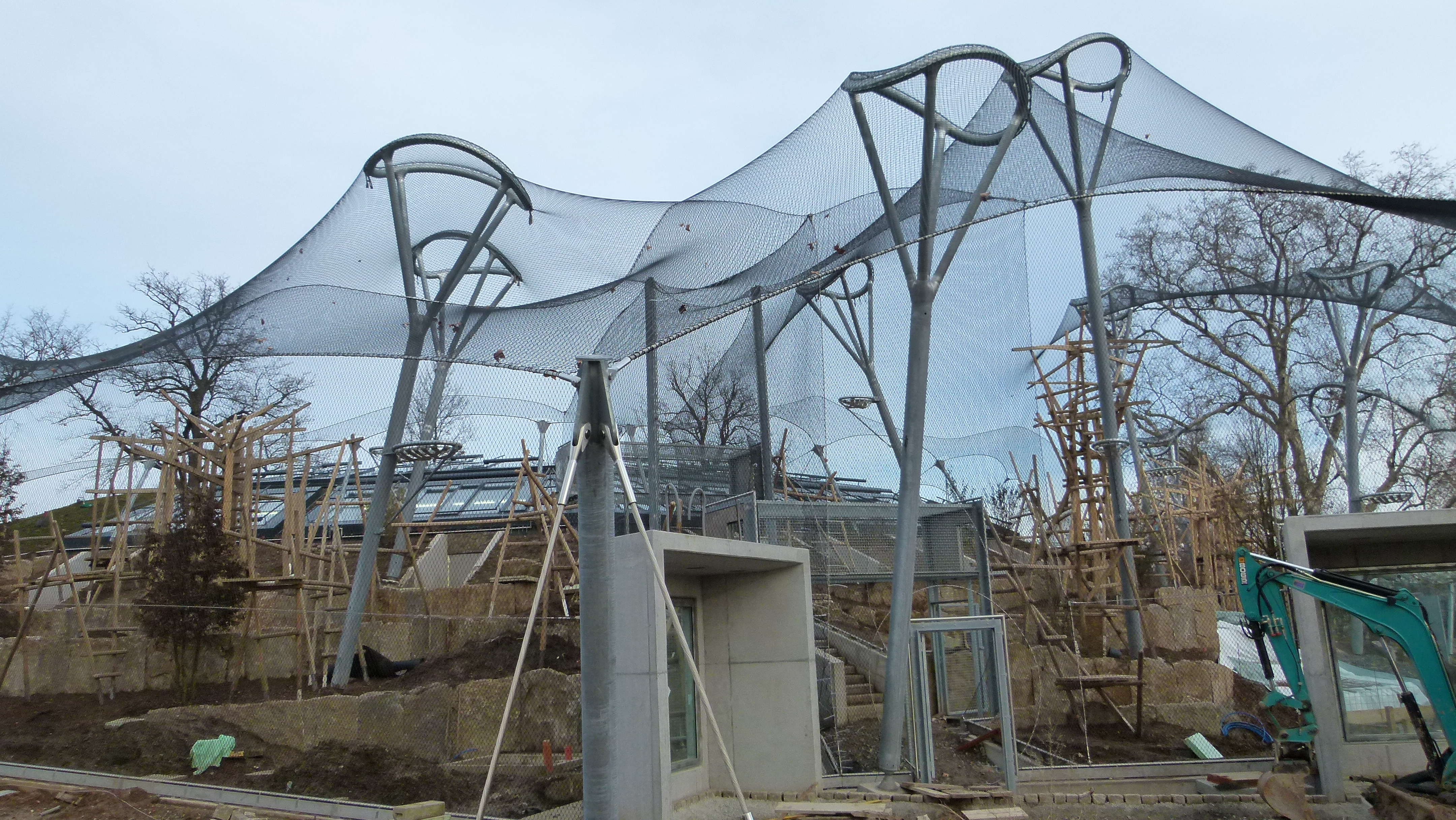
Neubau des Menschenaffenhauses mit Außenanlagen, Dezember 2012

Die 1973 noch als herausragend geltenden, inzwischen alten Anlagen für Menschenaffen entsprachen nicht mehr den internationalen Standards und wurden deshalb vehement kritisiert. So bewertete das Great Ape Project 2012 die Haltungsbedingungen für 9 Gorillas, 14 Bonobos und 5 Orang-Utans mit mangelhaft, der britische Zoo-Experte Anthony Sheridan vergab für die Gehege zwei von möglichen sechs Punkten und das Magazin National Geographic thematisierte den in der Wilhelma lebenden Gorilla Banjo in einem Artikel zum Thema Menschenrechte für Menschenaffen. Um den gestiegenen Anforderungen seitens Besuchern und Zoologen an die Menschenaffenhaltung gerecht zu werden und Kritikern, die Haltungsverbote für Menschenaffen fordern, eine moderne Anlage entgegenhalten zu können, wurde ab Frühjahr 2010 ein neues Menschenaffenhaus für Gorillas und Bonobos mit großer Freianlage gebaut. Die Eröffnung erfolgte am 14. Mai 2013. Mit etwa 4500 Quadratmetern Fläche steht für Affen rund 13-mal so viel Platz als bisher zur Verfügung. Die Baukosten betrugen rund 22 Millionen Euro und damit 70 % mehr als ursprünglich geplant. Der Förderverein der Wilhelma beteiligte sich mit 9,5 Millionen Euro an der Finanzierung. Im Gorillakindergarten wurden Jungtiere von anderen Zoos aufgenommen, die von ihren Müttern nicht versorgt wurden, und dort von Tierpflegern aufgezogen. Im Alter von drei bis vier Jahren wurden sie wieder an andere Tiergärten abgegeben. Durch die verbesserte Haltung von Menschenaffen in den Zoos wird der Kindergarten allerdings nicht mehr benötigt und wurde daher kurzzeitig mit Zwergseidenäffchen, Springtamarinen und Zweifinger-Faultieren besetzt (diese zogen in das Amazonienhaus), Stand 2023 leben dort Totenkopfaffen. Vor allem wegen des Todes zweier Bonobojungtiere, die vermutlich an dem falsch funktionierenden und Zugluft verursachenden Belüftungssystem starben, und anderen baulichen Mängeln stand der Neubau vorübergehend in der Kritik.

### Anlagen für afrikanische Huftiere

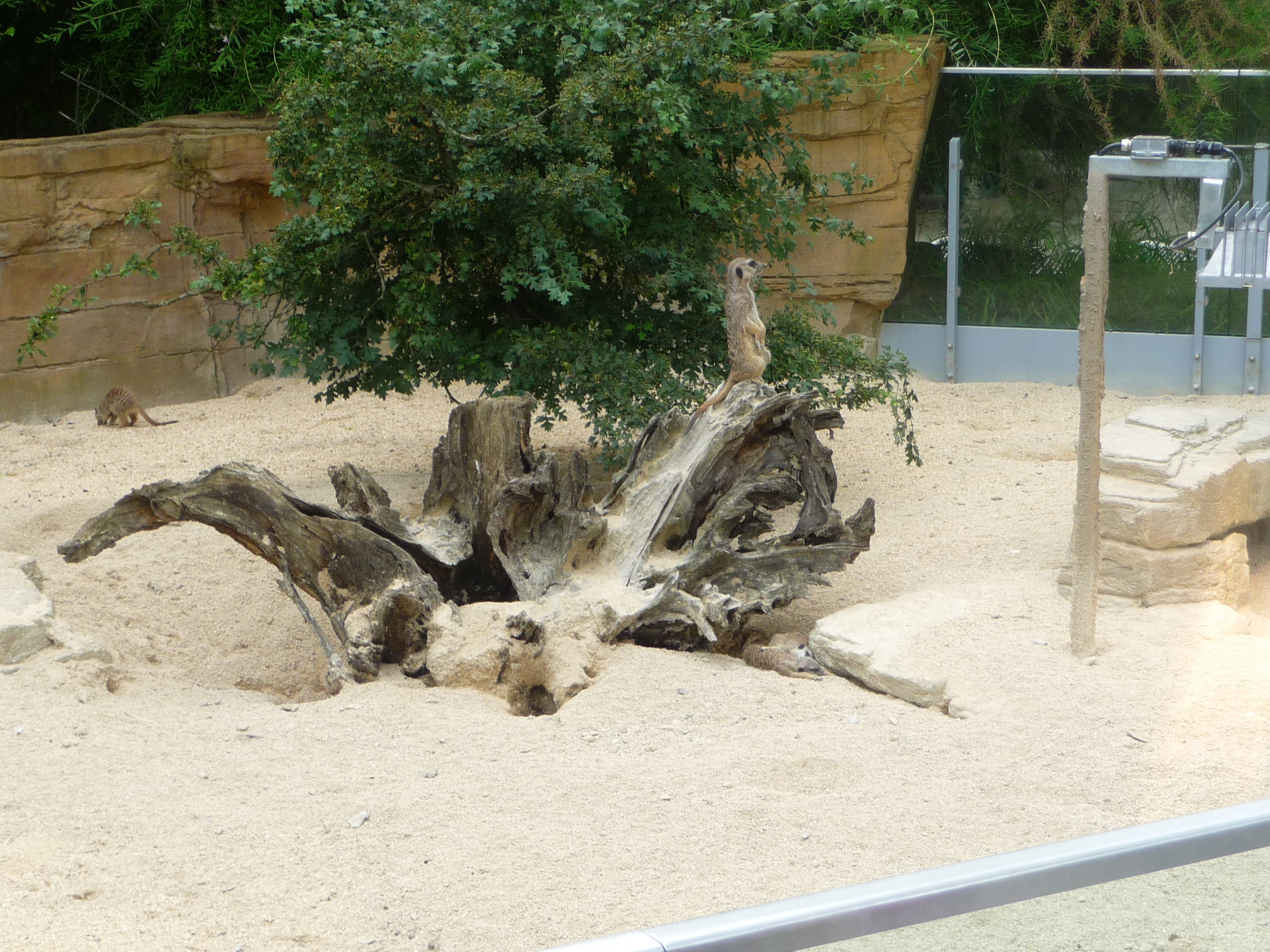
Erdmännchenanlage

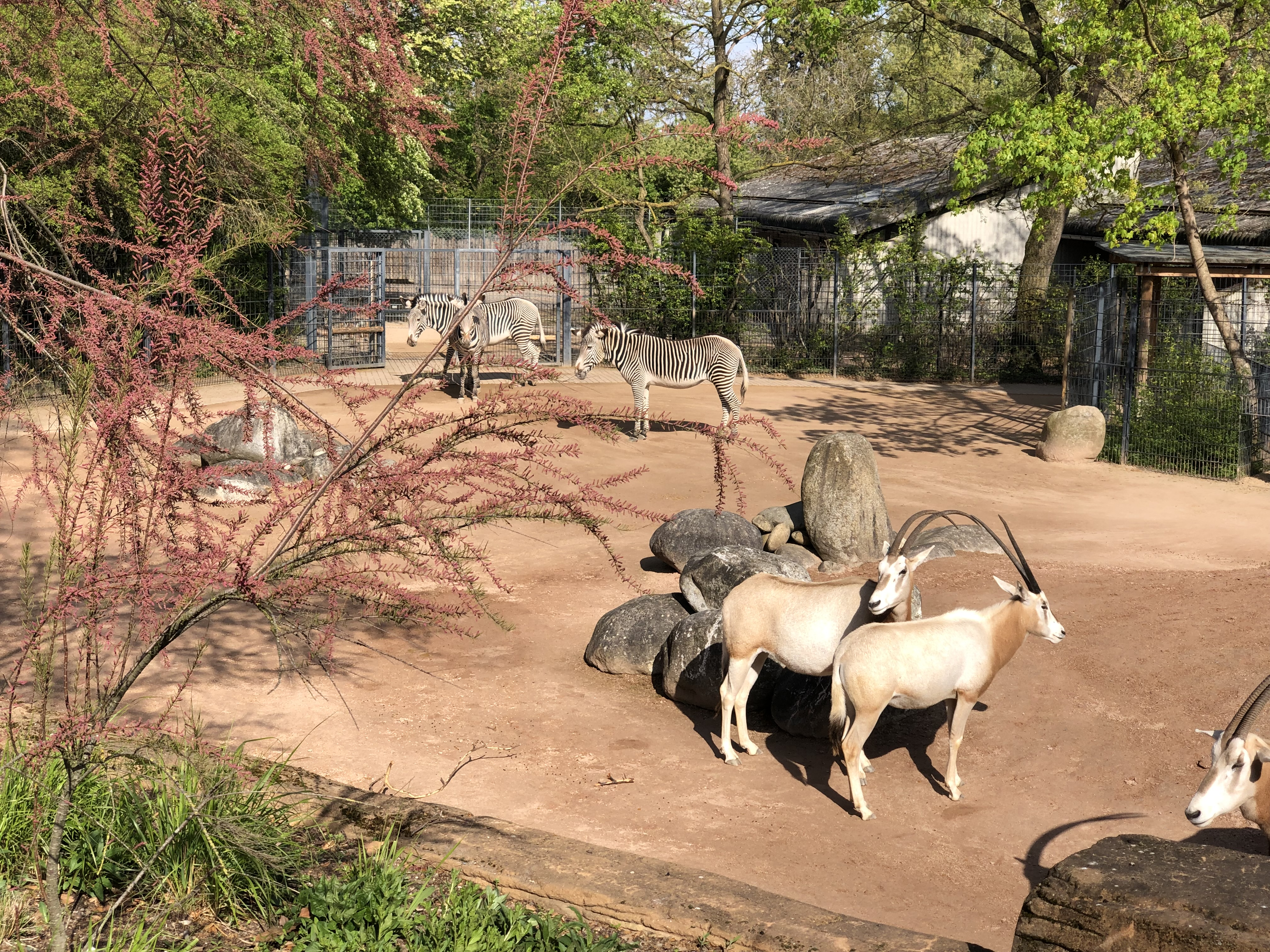
Savannenanlage mit Säbelantilopen und Grevyzebras

Der Anlagenkomplex für afrikanische Huftiere wurde 1980 eröffnet. Heute leben dort Grevyzebras, Giraffen, die in freier Wildbahn ausgestorbenen Säbelantilopen, Okapis, die einzigen in Deutschland gehaltenen Dorkasgazellen, Bongos, deren Anlage 2016 umgestaltet wurde, und Somali-Wildesel. Seit 2020 sind bei den Bongos Kirk-Dikdiks einquartiert. Bei einigen der afrikanischen Huftiere gab es zahlreiche Zuchterfolge. So kamen seit 1989 in der Wilhelma 12 Okapis zur Welt (Stand 2015). Bei den Grevyzebras kam 1993 das 50. Fohlen zur Welt. Auch bei den Giraffen gibt es regelmäßig Jungtiere. Für Aufsehen sorgte die von einer Tierpflegerin gefilmte Geburt von Dschibuto im Februar 2015. Seine Mutter Kiburi starb im Mai 2019 im Alter von 15 Jahren; sie war mit zwei Jahren in die Wilhelma gekommen und bekam mit dem Bullen Hanck viermal Nachwuchs. Im Giraffenhaus befinden sich nicht nur die Innengehege von Giraffen und Okapis, dort ist auch das Heim von Kongopfauen, Schneescheitelröteln, Witwenpfeifgänsen, Fenneks, Persische Rennmäuse und Von-der-Decken-Tokos. 1980 wurde eine Anlage für Erdmännchen gebaut, die im April 2013 durch einen auf 120 Quadratmeter vergrößerten Bereich ersetzt wurde. Vor 1980 lebten die Erdmännchen im kleinen Raubtierhaus und im Kleinsäugerhaus. Für den Bau des neuen Menschenaffenhauses wurde der Anlagenkomplex verkleinert. Ehemalige Bewohner sind Kurzohr-Rüsselspringer, ein Weißkehlwaran (Haltung abgebrochen, da Anlage nicht genug klimatisierbar; Zugluft), Grantzebras, Siedelweber (wurden aufgrund der geringen Gruppengröße/Volierengröße 2018 abgegeben), Schuhschnäbel (durch Kongo-Pfaue ersetzt), Maidtauben, Waaliagrüntauben (wurden aufgrund von Unverträglichkeit mit den Kongopfauen hinter den Kulissen gehalten), Marabus, Nördliche Hornraben, Stachelschweine, Klippspringer, Warzenschweine und zahlreiche Antilopenarten wie etwa Kleine Kudus, Elenantilopen, Nyalas, Blessböcke, Spießböcke, Defassa-Wasserböcke, Impalas, Kongo-Blauducker oder Mendesantilopen.

### Dickhäuter- und Tapirhäuser und die Ranch

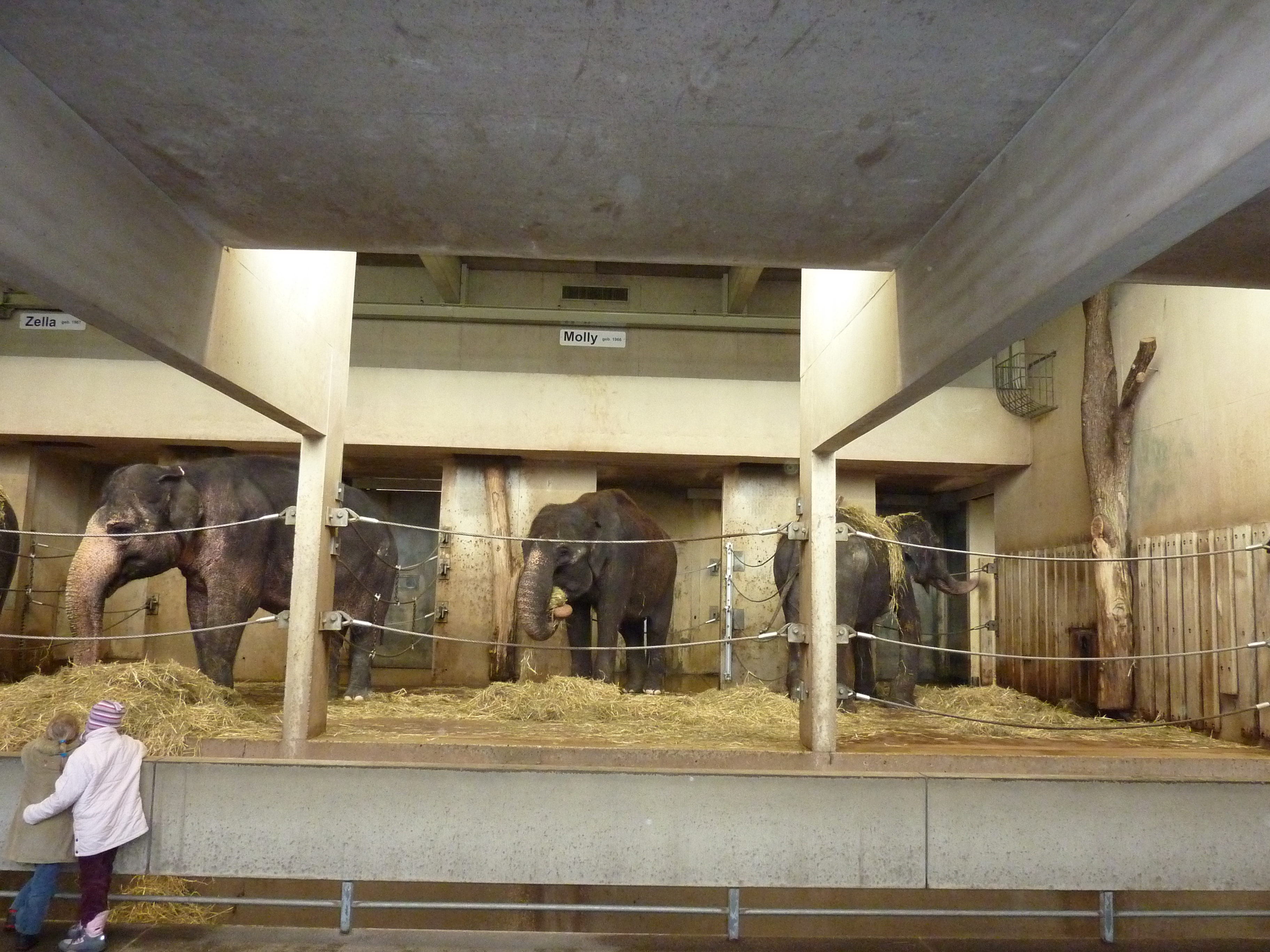
Elefantenhaus

Das Elefantenhaus wurde 1968 errichtet. Bewohnt wird die Anlage derzeit von zwei Asiatischen Elefantenkühen: Pama (* 1966) und Zella (* 1967). Vilja, die älteste Elefantenkuh Europas, starb am 10. Juli 2010 im Alter von 61 Jahren vermutlich an einem Kreislaufkollaps. Eine weitere betagte Kuh, Molly, wurde im Juli 2011 im Alter von etwa 45 Jahren nach jahrelangen gesundheitlichen Problemen eingeschläfert. Ehemals lebte dort auch die Afrikanische Elefantenkuh Jumbo, die 1980 eingeschläfert wurde, und von 1968 bis 1972 der Asiatische Elefantenbulle Mysore, der anlässlich der Eröffnung des Hauses als indisches Staatsgeschenk für den Wirtschaftsminister Hans-Otto Schwarz nach Stuttgart kam. In den 1990er Jahren wurden Schaukelseile installiert, die eine Ankettung unnötig machten. Die Außenanlage wurde im Jahr 2012 umgestaltet. Im Zuge des Umbaus konnte der Absperrgraben wegfallen. Nach Berichten von Besuchern war die Elefantenkuh Vilja beim tödlichen Kreislaufkollaps mit den Vorderbeinen eingeknickt und gestürzt. Da das Tier bereits im Januar 2008 in den Graben gestürzt war, wurde die Entfernung des Grabens als wichtig erachtet. Damit ist die Anlage nunmehr 830 m² groß. Durch den Einbau von Scheuerbäumen und Sandbecken wurde sie tiergerechter gestaltet. Zusätzlich wurden eine Lehmsuhle und zwei Becken mit auswechselbaren Substraten (z. B. Rindenmulch, Kies) geschaffen. Ein Neubau der Anlage für eine Herde von 14 Tieren auf einer Fläche von 1,5 Hektar ist geplant.
Im selben Haus ist auch ein Panzernashorn untergebracht: der Bulle Bruno stammt aus Stuttgarter Zucht und lebte jahrelang im Kölner Zoo. Bis zu deren Einschläferung im Oktober 2019 bildete er zusammen mit Sani, die 1993 als Geschenk Nepals, anlässlich des Besuches der IGA durch das nepalesische Königspaar, in die Wilhelma kam, ein äußerst erfolgreiches Zuchtpaar. Vor Bruno und Sani waren Nanda und Puri das Zuchtpaar der Wilhelma. Zwischen 1971 und 2014 wurden 16 Jungtiere geboren. Wenn die neue Elefantenanlage fertiggestellt ist, soll das bisherige Gehege der Elefanten die Panzernashörner beherbergen.

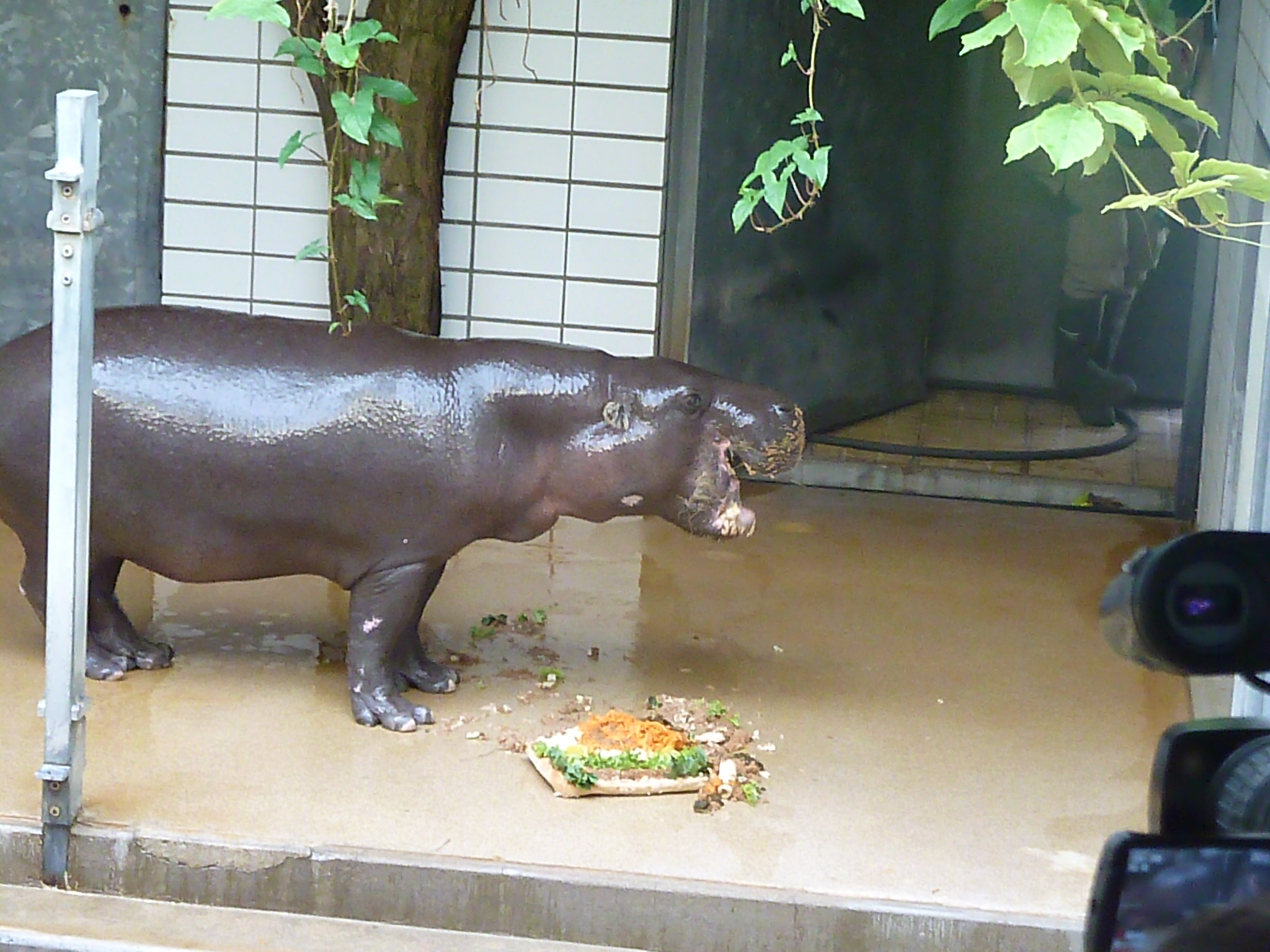
Zwergflusspferd Hannibal mit seiner „Torte“ an seinem 50. Geburtstag

Das Schabrackentapirhaus wurde im Zuge des Wilhelmaausbaus 1968 als Flusspferd- und Tapirhaus eröffnet. Nach siebenjähriger Unterbrechung leben dort seit August 2017 wieder Schabrackentapire. Im August 2022 gelang die Nachzucht der stark bedrohten Tierart, zuletzt war 1979 ein Tapir in der Wilhelma zur Welt gekommen. Aufgrund einer Lungenentzündung verstarb dieser jedoch Ende Juli. In der Anlage sind außerdem Hirscheber untergebracht.
Im Oktober 2017 beendete die Wilhelma die Haltung von Flusspferden, das letzte Exemplar der Wilhelma Mike wurde in den Zoo Dvůr Králové in Tschechien abgegeben. Ferner lebten hier auch Zwergflusspferde (das letzte Exemplar Hannibal verstarb im November 2016 im Alter von 50 Jahren und war zuletzt das älteste Exemplar seiner Art weltweit), die 2017 im Alter von 49 Jahren verstorbene Flusspferdkuh Rosi (sie war 1968 erste Bewohnerin der Anlage und gebar bis 2003 17 Jungtiere), Schabrackentapire (Thai, das letzte Exemplar vor dem Wiederbeginn der Haltung 2017, verstarb im November 2010), Bergtapire (die Tiere zogen 1977 auf die Südamerika-Anlage) und Warzenschweine (die Tiere zogen 1980 auf die Anlage für afrikanische Huftiere).
Im Anschluss an die beiden Häuser befand sich die meist als „Ranch“ bezeichnete Gehegezeile für nichtafrikanische Huftiere. Sie wurde in den 1980er Jahren als Provisorium auf dem Gebiet eines älteren Provisoriums errichtet. Sie grenzte nicht nur an das Flusspferdhaus, sondern auch an das neue Menschenaffenhaus und den Rosensteintunnel. Während der Baumaßnahmen für das neue Menschenaffenhaus wurde die Anlage verkleinert. Sie befand sich am Standort der zukünftigen Tigeraußenanlage und musste somit für deren Errichtung weichen. Nachdem die Bisons Anfang 2019 in private Hände abgegeben wurden, wurden hier bis 2022 noch Takine gehalten. Anfang des Jahres wurde auch ihr Gehege für die neue Tigeranlage geräumt. Für den im November 2018 gestorbenen Bobbele, der mit 21 Jahren und 7 Monaten einen „Altersweltrekord“ aufgestellt hatte, war im März 2019 der dreijährige Bulle Roll gekommen. Ehemalige Bewohner waren u. a. Anoas und Onager.

### Raubtiere
Das 1968 eröffnete Raubtierhaus beherbergt seit 2017 die Asiatischen Löwen Kajal  und Shapur und die beiden Jaguare Taima (seit 2019) und Milagro (seit 2021). Seit April 2022 gibt es wieder Servale, die im März 2023 auf das umgebaute ehemalige Straußengehege neben den asiatischen Huftieren zogen.
Im Mai und Juni 2008 wurden binnen vier Wochen die beiden Berberlöwinnen Schiela und Elektra – die Wurfgeschwister hatten mit 23 Jahren ein relativ hohes Alter erreicht – eingeschläfert. Petra, das vor der Wiederaufnahme der Haltung 2019 letzte Individuum der Jaguare, verstarb 2013 ebenfalls im Alter von 23 Jahren. Das letzte Exemplar der Sumatra-Tiger, Dumai, starb 2021 im Alter von knapp 21 Jahren und war damit der zweitälteste Sumatra-Tiger weltweit. Im November 2021 starb mit dem Nordpersischen Leoparden Aman der einzige Leopard der Wilhelma. Im Frühjahr 2024 zog ein männlicher Persischer Leopard aus dem Zoo Köln ein. Ehemalige Bewohner des Gebäudes waren auch Königstiger, Pumas, Servale, Nebelparder und die ersten Kalahari-Löwen (Panthera leo vernayi) der deutschen Zoogeschichte.
Auch lebten ab Oktober 2013 die Jungtiere der Schneeleoparden mit ihrer Mutter im Raubtierhaus, da sie aus ihrem eigentlichen Gehege entweichen konnten. Wegen der Baumaßnahmen zog im Juni 2015 auch das Männchen ins Raubtierhaus. Die Fläche der eigentlichen Anlage für Schneeleoparden wurde ab dem Winter 2015/2016 auf 700 m² vervierfacht, da diese nicht mit dem Säugetiergutachten des BMEL konform war. Die Eröffnung erfolgte nach mehreren Verschiebungen am 26. März 2018. Das Gelände in Hanglage wurde der Gebirgslandschaft der Heimat der Schneeleoparden nachempfunden und ist mit einer bis zu zehn Meter hohen Netzanlage versehen. Die Tiere können über eine Kanzel und einen kleinen Tunnel beobachtet werden. An den Kosten in Höhe von 1,6 Millionen Euro beteiligte sich der Verein der Freunde und Förderer der Wilhelma mit 300.000 Euro. Im April 2019 wurden Zwillinge und im April 2021 Drillinge geboren.
Geparde werden in der Wilhelma seit 1967 gehalten, allerdings gab es lange Zeit keine Nachzuchten. Als Tana und Twist, die seit 2006 in der Wilhelma lebten, beide 2019 verstarben, kam das Brüderpaar Haraka und Zawadi in den Zoo. Nachdem die Haltung von Eisbären aufgegeben worden war, wurde deren Anlage für Geparde umgebaut. Die Kosten für den Umbau der Anlage beliefen sich auf 300.000 Euro, wovon der Förderverein 180.000 Euro übernahm. Das Wasserbecken wurde mit Erdreich aufgefüllt, die Anlage bepflanzt und mit Felsen und Baumstämmen wurden erhöhte Liegeplätze sowie ein Unterschlupf geschaffen. Seitdem können männliche und weibliche Tiere getrennt gehalten werden. Da Gepardweibchen Einzelgänger sind und nur zur Paarung die Männchen aufsuchen, verbessern sich dadurch die Aussichten auf Zuchterfolge, weil das Risiko einer „Verschwisterung“ von Katze und Kater verringert wird. Im Februar 2021 kam mit Niara aus dem Tiergarten Hellbrunn in Salzburg das erste für diese Anlage bestimmte Tier nach Stuttgart. Die männlichen Tiere leben auf der seitherigen Anlage und werden nur kurzfristig zu einem rolligen Weibchen gelassen. Das Konzept war erfolgreich, Ende Juni 2022 kamen Fünflinge zur Welt. Verbunden mit der Intensivierung der Bemühungen um die Zucht der Geparde im Zoo ist auch die finanzielle Unterstützung des in Namibia zum Schutz von Geparden wirkenden Cheetah Conservation Funds durch den Förderverein.
Ein geplantes, 4000 Quadratmeter großes Landschaftsgehege, das seit Anfang 2022 auf dem früheren Takingelände errichtet wird, soll die Zucht von Sibirischen Tigern ermöglichen.

### Affen-Felsanlagen
1975 wurden die beiden Affen-Felsanlagen eröffnet. Die größere beherbergt Dscheladas (Blutbrustpaviane), Klippschliefer und Mähnenspringer. Die zweite Anlage wird von Japanmakaken bewohnt.

### Unterer Parkteil
Vor dem Eingang des Aquariums befinden sich einige Freilandterrarien, welche von Äskulap- und Würfelnattern, Seefröschen, Smaragd-, Perl- und Mauereidechsen, Europäischen Sumpfschildkröten, Daan-Harduns (in Europa nur in der Wilhelma gehalten), Ringelnattern, Gestreiften Feuersalamandern, Gelbbauchunken, Blindschleichen, Zauneidechsen, Breitrand- und Griechischen Landschildkröten bewohnt werden. Ebenfalls waren dort bis 2022 die Zebramangusten untergebracht, deren Gehege seit 2023 Tasmanische Nacktnasenwombats beherbergt. Die Wombats bilden mit Terra Australis und dem zukünftigen Kängurugehege den Themenbereich Australien. 

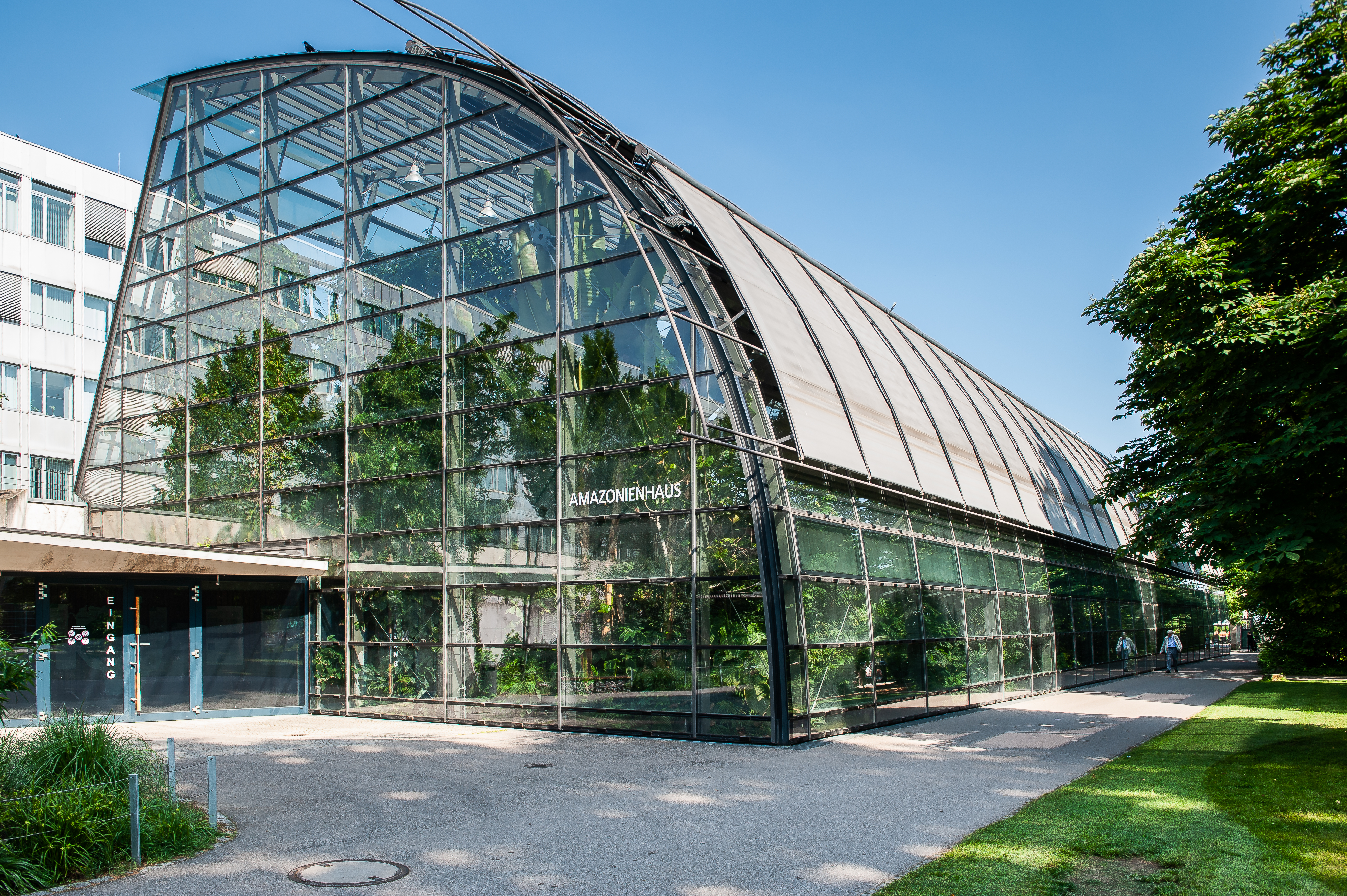
Amazonienhaus

Das Albert-Schöchle-Amazonienhaus wurde 2000 eröffnet und beherbergt zahlreiche Primaten, Fledertiere, Vögel, Reptilien und Amphibien. Erfolge wurden beispielsweise bei der bedrohten Art der Goldkopflöwenäffchen gefeiert, welche 2017 nach über zehn Jahren wieder Nachwuchs bekommen haben.
Das 2001 eröffnete Insektarium besteht aus zwei Gebäuden, die durch eine Schmetterlingshalle miteinander verbunden sind. Bewohner sind Spinnen, Käfer, Schaben, Skorpione, Schmetterlinge, Pfeilschwanzkrebse, Bienen und Ameisen. Nach der Schließung des Nachttierhauses (2014) wurden Kalongs (Flughunde) bei den Schmetterlingen einquartiert. Ebenfalls leben Kubagimpeltangare und Rote Kronfinken in der Schmetterlingshalle. Außerdem sind aufwändige, stark vergrößerte Insektenmodelle und ein Kino vorhanden. In Letzterem werden Filme über die Lebensweise von Ameisen und Zecken gezeigt.
Seit der Vogelausstellung 1950 gibt es links und rechts des historischen Langen Sees die Stelzvogelwiesen. Diese beherbergen Gänsesäger, Rothals- und Hühnergänse, Mandschuren-, Paradies-, Kronen- und Weißnackenkraniche. Ehemalige Bewohner waren Schuhschnäbel, weitere Kraniche, wie Schnee- und Klunkerkraniche, Eiderenten, Gänse, wie Ringel- und Hawaiigänse, und Buschkängurus. Für den Bau der nicht mehr bestehenden Reitbahn, dort wo sich heute der Spielplatz befindet, wurde die Stelzvogelwiese verkleinert. Im Langen See selbst leben Rosapelikane und Kormorane. Da das Tierschutzgesetz so ausgelegt werden kann, dass das Stutzen – also flugunfähig machen – von Zootieren verboten ist, sind die Zukunftsaussichten für die Stelzvogelwiese und die gegenwärtige Haltungsart von Flamingos, Marabus und anderen ungewiss. So wurde beispielsweise in München die Pelikananlage nachgerüstet, was in Stuttgart aufgrund des Denkmalschutzes nicht möglich ist.
An der Rückwand der Damaszenerhalle befinden sich einige Volieren. Diese dienten in früheren Zeiten, als die Wilhelma königlicher Lustgarten war, als Außenbereich der Fasanerie. Während der Nachkriegsnutzung als Kleines Raubtierhaus waren sie Außengehege der Hundeartigen, Kleinkatzen und Schleichkatzen. Seit der Restaurierung der Halle in den 1990er Jahren leben dort einheimische Vögel. Diese in den meisten Zoos unterrepräsentierte Gruppe ist hinter der Damaszenerhalle u. a. mit Rosenstaren, Wiedehopfen, Singdrosseln, Turteltauben und Buchfinken präsent. Ebenfalls leben dort Schwarzkopfstein- und Graubrauen-Bambushühner, Temmincktragopane, Hausgimpel, Rotkardinäle, Schopfwachteln, Weißhaubenhäherlinge und Socorrotauben. 2015 wurden die Volieren leicht umgestaltet. Dabei wurde die Haltung des Auerhuhns beendet, mit dem sich die Wilhelma an einem In situ-Artenschutzprojekt im Schwarzwald beteiligt hatte. Zu weiteren ehemaligen Bewohnern gehören Gimpel, Gartenrotschwänze, Mönchsgrasmücken, Goldammern, Rothühner, Rotkehlchen,  Berghaubenwachteln, Europäische Wachtel und Steinschmätzer.
Die Vogelfreiflugvoliere wurde 1993 gebaut. Bewohner der teils betretbaren Volieren stammen aus allen Kontinenten. Gezeigt werden in den begehbaren Volieren:
- Europäisches Feuchtgebiet mit Rebhuhn, Sichler, Löffler, Kiebitz, Triel, Rotschenkel, Stelzenläufer, Kampfläufer, Tüpfelsumpfhuhn, Bienenfresser, Singdrossel, Rothalsgans sowie Moor-, Krick-, Knäk-, Kolben- und Baikalenten
- Afrikanische Savanne mit Geierperlhuhn, Gelbkehlfrankolin, Pünktchenente, Witwenpfeifgans, Schmiedekiebitz, Palm- und Oliventaube, Seidenturako, Opal- und Gabelracke, Tarantapapagei, Fuchs- und Textorweber, Lappen-, Amethystglanz- und Dreifarbenglanzstar sowie Elsterwürger
- Südasiatischer Regenwald mit Sonnerathuhn, Baer-, Mandarin- und Sichelente, Zweifarben-Fruchttaube, Perlhalstaube, Kragentaube, Pagodenstar, Fächertaube, Vietnamfasan, Rotohrbülbül und Reisamadine
- Australischer Busch mit Spitzschopftaube, Rosakakadu, Wellen-, Nymphen-, Sing-, Rosella- und Königssittich, Blauohr-Honigfresser, Maskenkiebitz und Langschwanztriel

In den nicht begehbaren Volieren werden folgende Arten gezeigt:
- Riesentukan, Vietnamfasan
- Marmelente, Blaukappenhäherling, Schwarzkielralle
- Schwarzschnabelstorch
- Rotschnabelhokko, Riesentukan
- Roter Sichler, Rosalöffler, Gänsesäger, Kuhreiher, Galeriewaldralle
- Fuchslöffel-, Moor-, Rotschulter- und Büffelkopfente, Kiebitz, Stelzenläufer, Turteltaube, Buchfink

Ehemals lebten dort unter anderem Pfauentruthühner, Inkaseeschwalben, Austernfischer, Hammerköpfe, Schwarzstörche, Gelbsteißbülbüls, Helmhokkos, Löffel-, Pfeif- und Punaenten Picazurotauben, Chaco- und Blaukehlguane, Schwarzhalstaucher, Brachvögel, Säbelschnäbler, Rosenstare, Gelbbrust-Pfeif- und Javapfeifgänse, Senegaltrappen, Palawan-Pfaufasane, Temmincktragopane, Rot- und Rebhühner sowie Doppelhornvögel. Bei den Doppelhornvögeln gelang seit 2003 wiederholt die in Zoos seltene Nachzucht. Mittlerweile werden diese aber einzig in der nicht für Besucher geöffneten Außenstelle Tennhof in Fellbach gehalten.

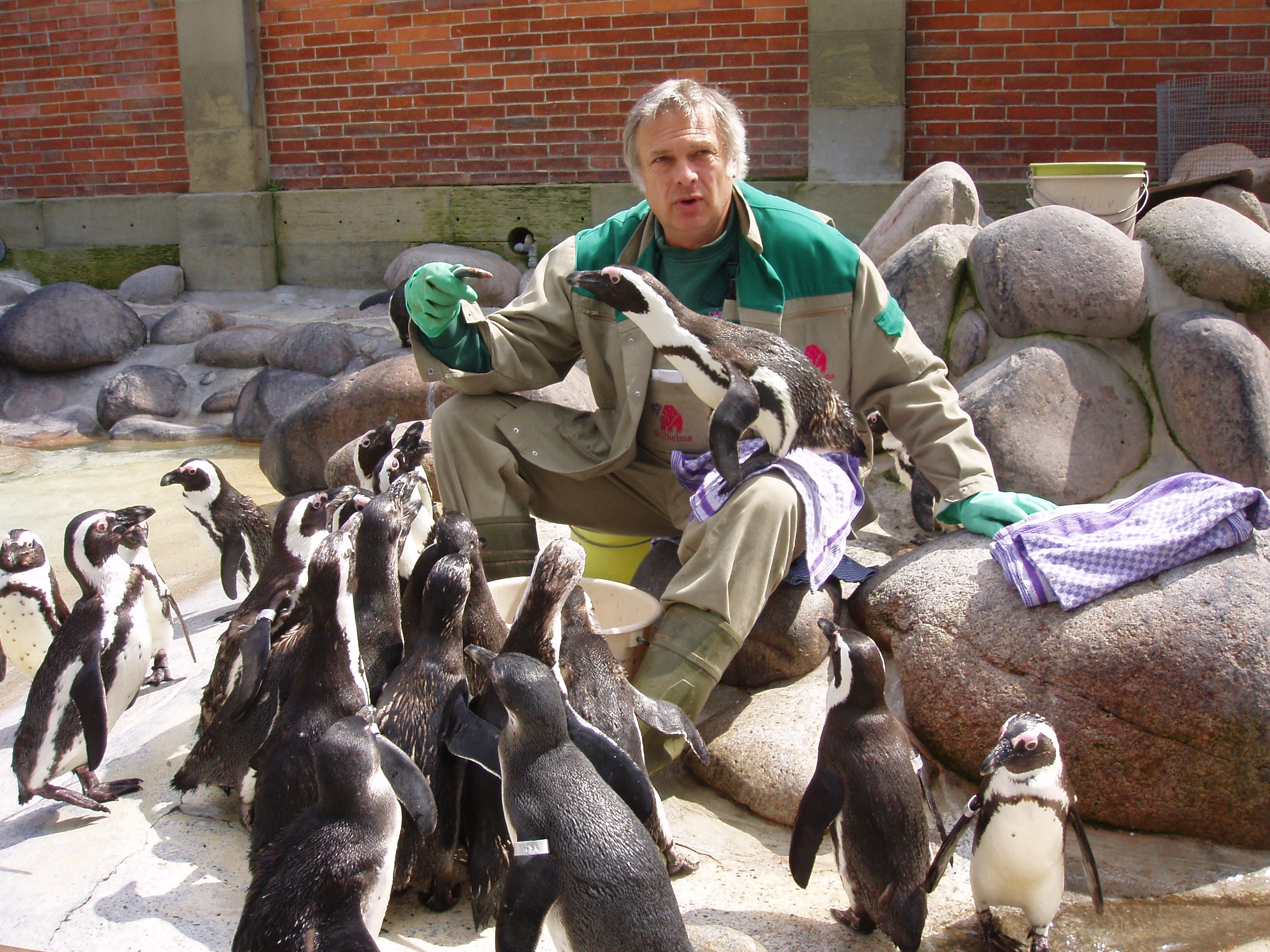
Pinguinfütterung

In der Vogelfreiflugvoliere befindet sich außerdem eine Ausstellung über Vogel- und Fledermausschutz im eigenen Garten und eine einsehbare Futterküche. An die Voliere grenzt die ebenfalls zur IGA 1993 eröffnete Brillenpinguinanlage. Zuvor lebten Brillenpinguine über 40 Jahre lang in einem der beiden kleinen Becken im Maurischen Garten. Dort waren sie mit Humboldt-, Felsen-, Esels- und Königspinguinen vergesellschaftet. Bei den Brillenpinguinen findet täglich eine öffentliche Fütterung statt. Ebenfalls an die Vogelfreiflugvoliere angegliedert ist eine australische Gemeinschaftsanlage. In dieser leben Hühnergänse und seit März 2021 Emus. Bis 2015 gab es dort auch Wallabys und bis 2022 Rote Riesenkängurus.

### Wildtiere
In der Wilhelma finden zahlreiche Wildtiere, insbesondere Vögel, einen Lebensraum mit gutem Nahrungsangebot vor. Seit 1998 nisten auf der Damaszenerhalle Weißstörche. Eine Kolonie Graureiher brütet in den Bäumen in der Nähe des Flamingoteichs. Hinzu kommen aus dem Rosensteinpark eingewanderte Rotfüchse und Feldhasen. Nachdem Anfang der Nuller Jahre Flamingos einem Fuchs zum Opfer fielen, wurden die Vogelanlagen durch nachts eingeschaltete Elektrozäune geschützt.

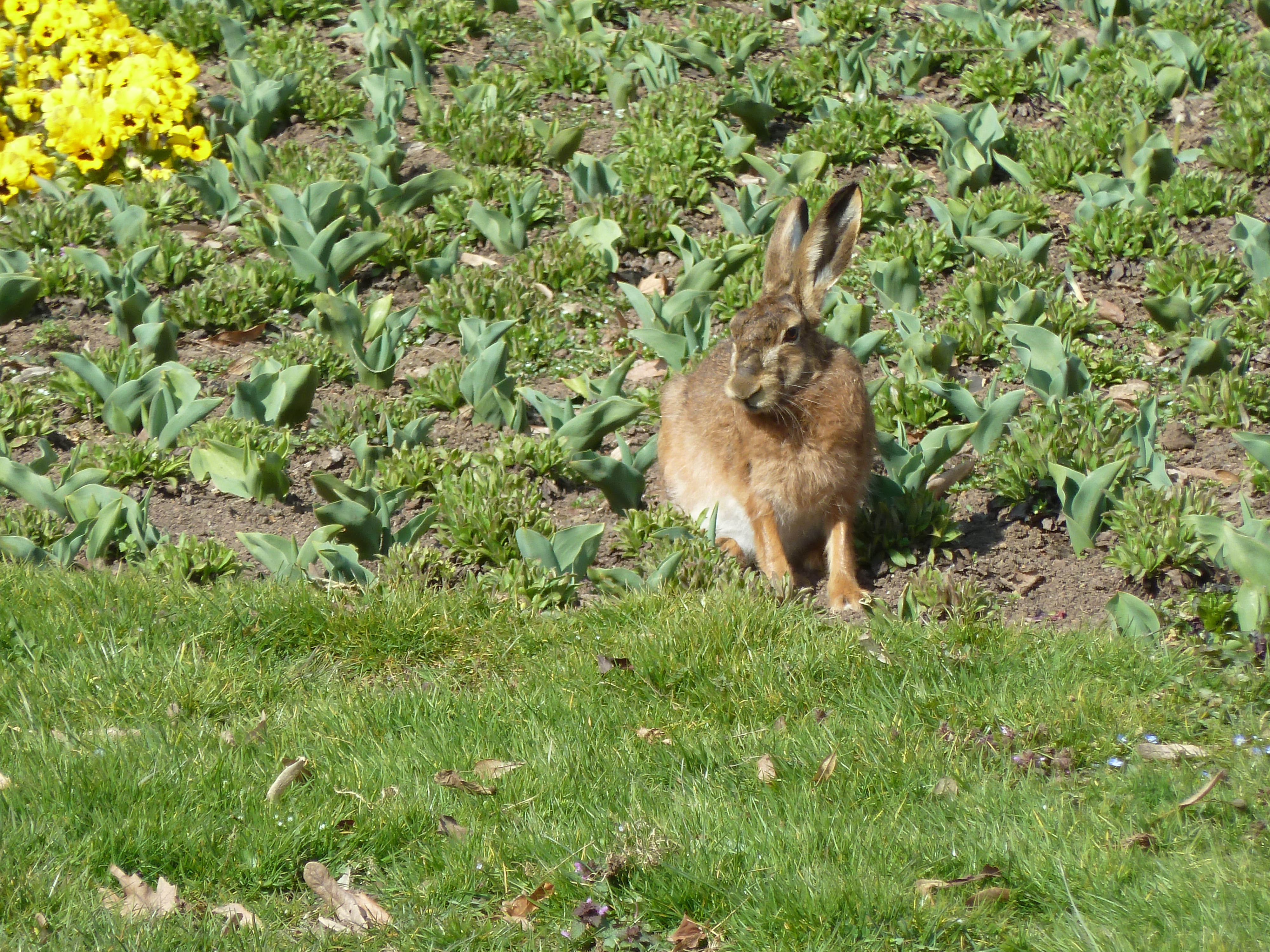
Freilebender Feldhase in der Wilhelma
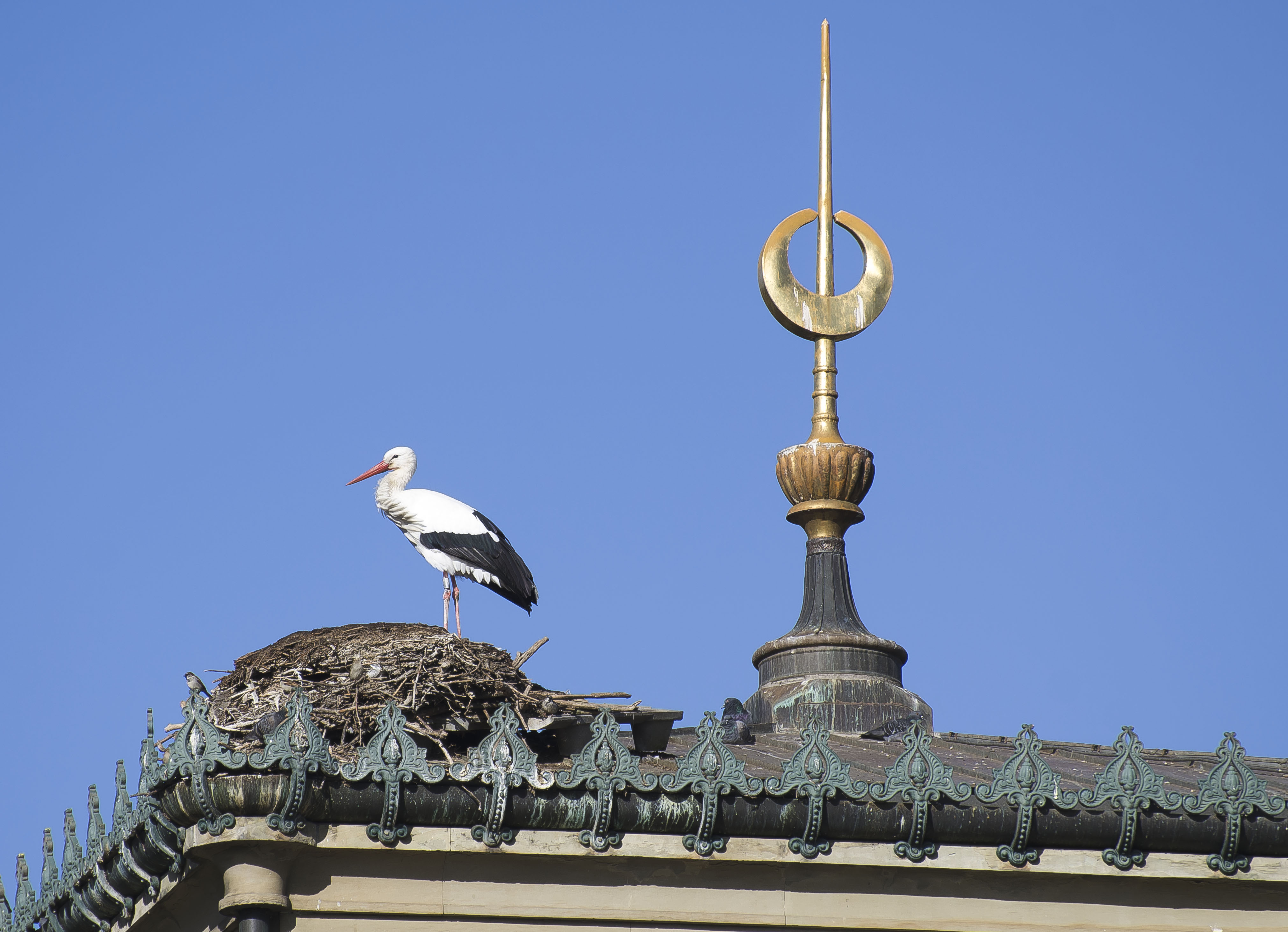
Weißstorch
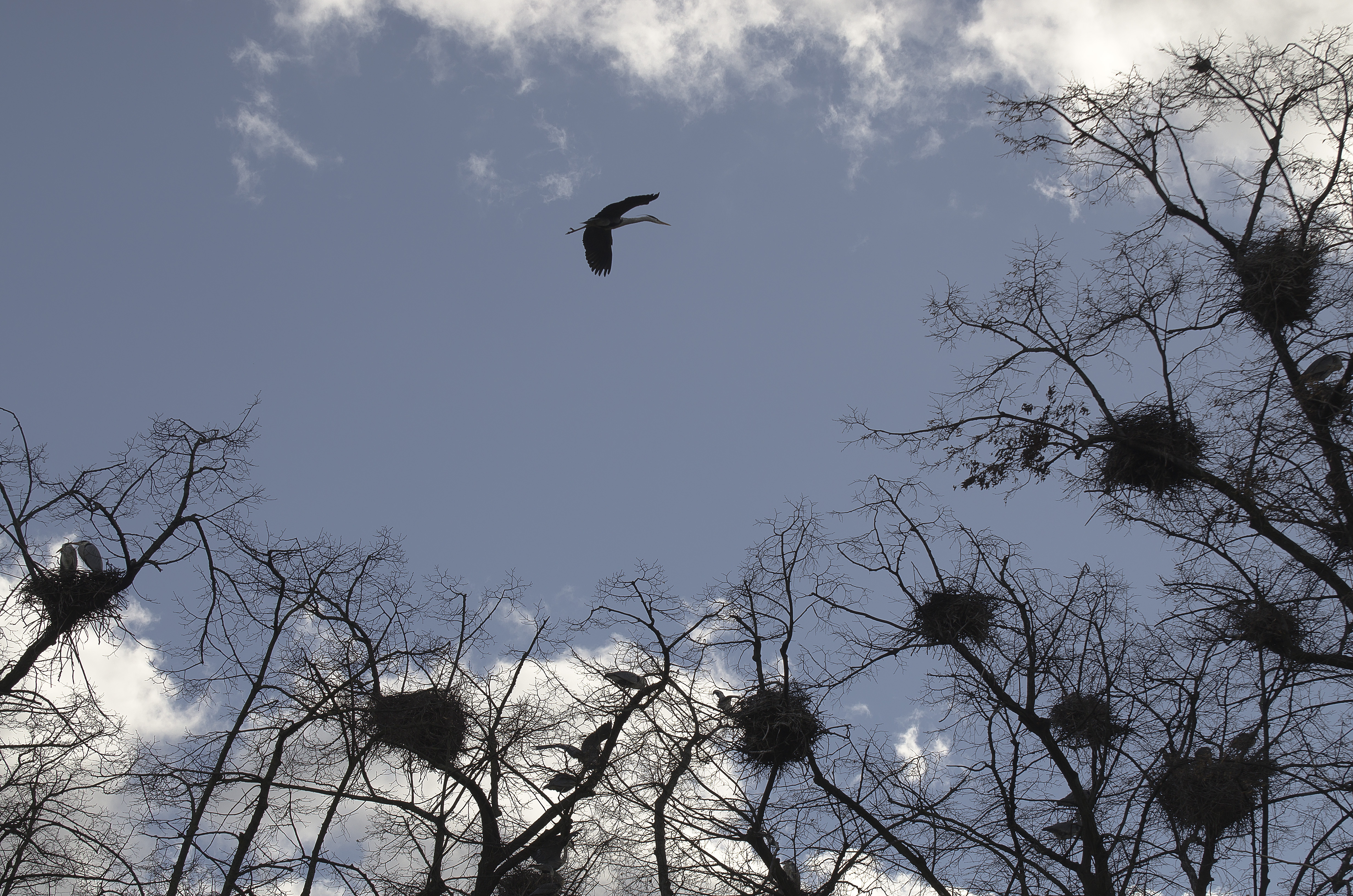
Graureiherkolonie

## Botanische Anlagen
Die Reihenfolge der botanischen Anlagen orientiert sich am von der Wilhelma empfohlenen Botanikrundgang.

### Gewächshaus am Haupteingang

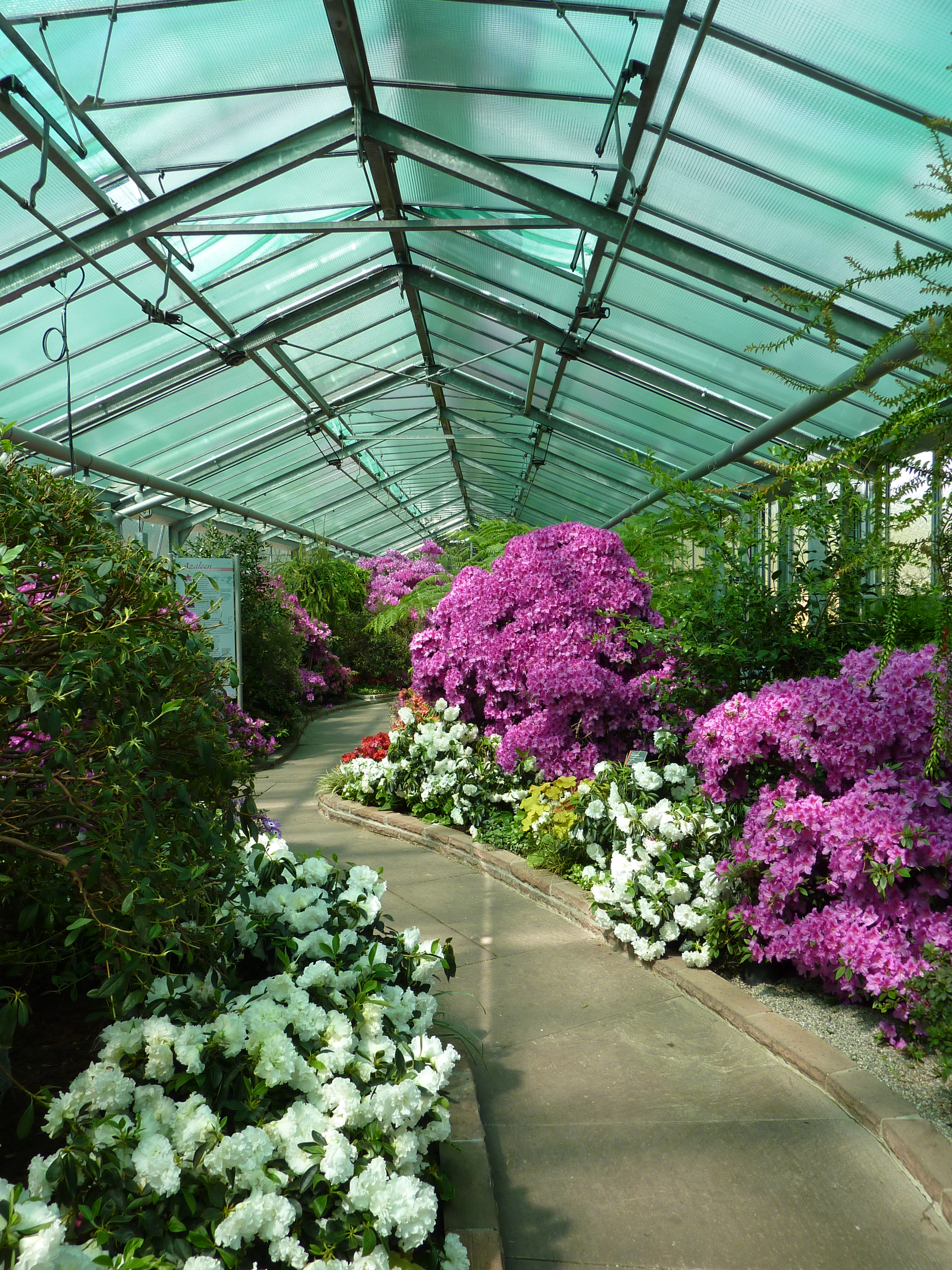
Gewächshaus

Das mit den Sukkulenten beginnende, am Haupteingang gelegene Gewächshaus wurde als erstes größeres Gebäude kurz nach dem Krieg wieder aufgebaut. Das Haus beherbergt unter anderem Aloen, Wolfsmilchgewächse, Agaven, Wüstenrosen, Lebende Steine, Goldkugelkakteen, die Königin der Nacht und Dickfußgewächse.
Vom Abteil der Sukkulenten gelangt man in die Tropenvoliere und weiter ins Tropenabteil. Dieser mit 18 bis 25 Grad Celsius temperierte Bereich beherbergt im vorderen Viertel Ananasgewächse. Weiterhin werden neben anderen Arten Orchideen gezeigt. Heute beherbergt die Wilhelma 8000 Orchideen in 976 Arten und 205 Sorten. Gezeigt werden immer die Pflanzen, die im Moment blühen. Um ausgewählte Arten vor Diebstahl zu sichern, gibt es zwei Vitrinen. Stuttgarter Orchideen sind in fast allen botanischen Gärten der Welt zu finden.
An das Tropenhaus schließt sich der Wintergarten an. In dem eigentlich botanischen Gebäude leben Kois. Vom Wintergarten zweigte einst das Vogel- und Kleinsäugerhaus ab. Der botanische Besatz besteht unter anderem aus mehreren Palmenarten. Außerhalb des Besucherbereiches ist der Boden der Halle mit Moosfarn bewachsen. Gezeigt werden auch für die Jahreszeit passende Pflanzen. Regelmäßig wird auch ein großer Artenreichtum an Zitruspflanzen in Form einer Ausstellung gezeigt.
An den Wintergarten schließt sich eine der größten deutschen Azaleensammlungen an. Die ältesten Pflanzen sind 160 Jahre alt und stammen noch aus der Zeit der Wilhelma als königlicher Lustgarten. Im Sommer werden die Azaleen nicht im Haus gezeigt; in dieser Zeit gibt es dort Ausstellungen, die sich z. B. der australischen oder der afrikanischen Flora widmen.
Den Abschluss der Gewächshausreihe bilden die Kamelien. Manche der dort gezeigten Exemplare sind so alt wie die Wilhelma selbst. Die Blüte erreicht im Februar ihren Höhepunkt. Wenn die Kamelien sich nicht im Haus befinden, werden im Herbst Chrysanthemen, im Frühjahr Primeln, Tulpen, Narzissen, Spaltblumen und Hortensien und im Sommer 260 kultivierte Fuchsien und 50 Wildarten. Auf die kultivierten Sorten entfallen 60 hochstämmige, 30 hängende und 170 Sträucher. Während der Hauptblütezeit sind über 100.000 Einzelblüten zu sehen. Um Schäden durch die Weiße Fliege zu vermeiden, nutzt die Wilhelma die Schlupfwespe.

### Maurischer Garten mit Magnolienhain und Seerosenteich

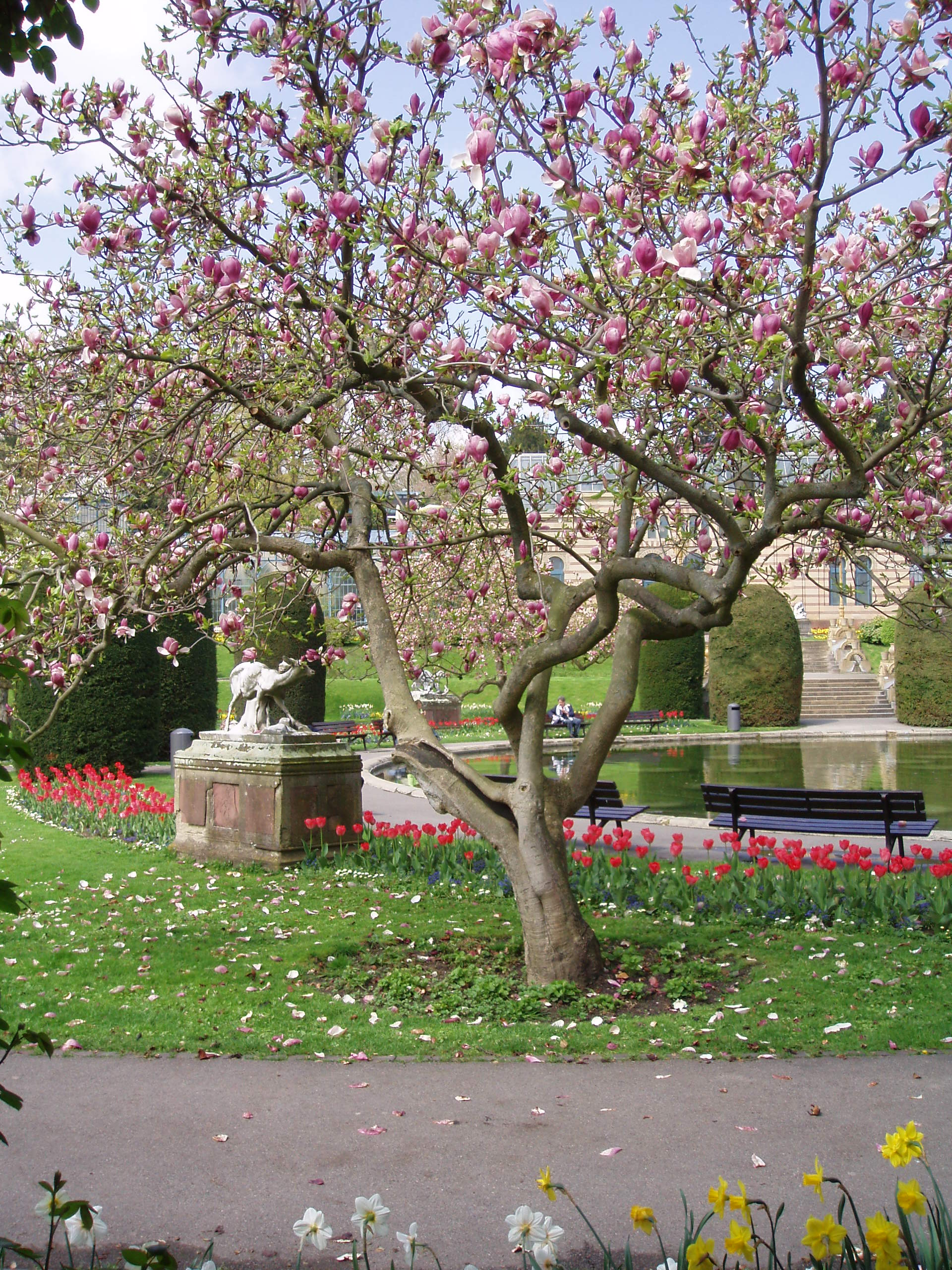
Magnolie

Der vom Wandelgang umgebene Maurische Garten enthält neben den drei Wasserbecken den größten Magnolienhain nördlich der Alpen. Dort befinden sich 73 Magnolien in 18 verschiedenen Arten, rund ein Dutzend stammt noch aus Königszeiten. Insgesamt sind in der Wilhelma 106 Magnolien aus 30 Arten und Sorten gepflanzt. Den Magnolien ist es hauptsächlich zu verdanken, dass die Wilhelma einst als „Alhambra am Neckar“ Weltruhm erlangte. Bei Grabungen in der Wilhelma fand man zwischeneiszeitliche Magnolienabdrücke im Sauerwasserkalk.
Das größte der drei Becken wird für die Präsentation von Seerosen benutzt. Zudem sind dort Kois und Lotosblumen zu sehen.

### Maurisches Landhaus mit Farnen, Kakteen und tropischen Nutzpflanzen

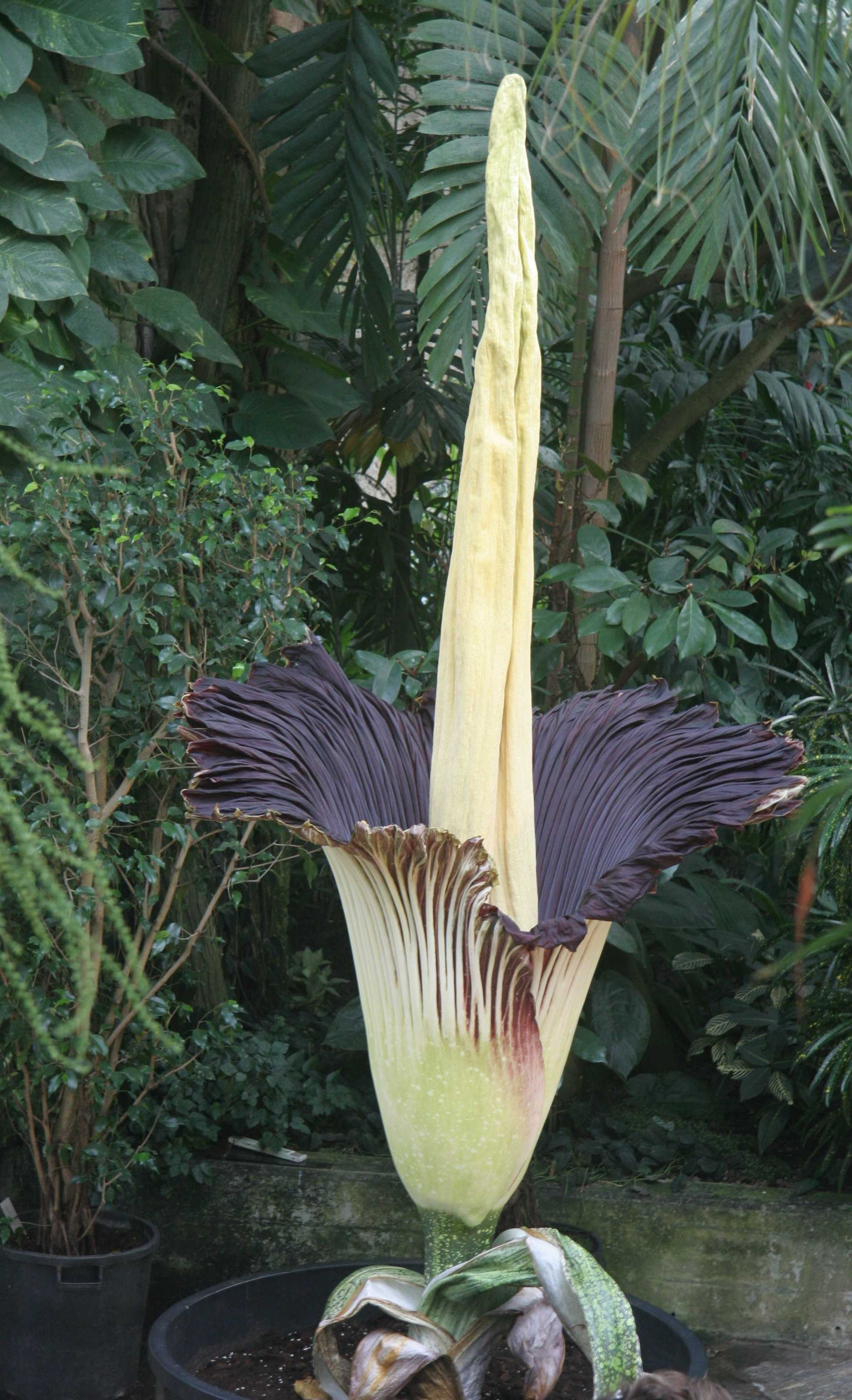
Die Weltrekord-Titanenwurz

Das ehemals königliche Maurische Landhaus beginnt mit dem Kakteenkuppelhaus. Die dort in einer Felslandschaft gezeigten Kakteen stammen aus aller Welt, mehrheitlich aus Mexiko. Es schließt sich der Gebäudeteil für tropische Nutzpflanzen an. Das Hauptgebäude beherbergt Tropenvögel und ehemals Nachttiere. Botanisch sind dort Feigenbäume, Brotfruchtbäume, Palmen, Bananen und Schraubenbäume präsent.
Ehemals war hier eine Titanenwurz zu sehen – im Volksmund „La Diva“ genannt. Ihr Blütenstand am 20. und 21. Oktober 2005 stellte mit 2,94 Meter Höhe einen „Weltrekord“ auf, der 2010 in den USA überboten wurde.
Das Farnhaus beherbergt neben den namensgebenden Pflanzen eine Wollemia-Kiefer.

### Wassergarten
Der an der Rückwand des Maurischen Landhauses gelegene Wassergarten wurde angelegt, um nach der Wilhelma-Erweiterung 1968 das Entstehen eines Hinterhofcharakters zu vermeiden. Der Wassergarten besteht aus zwei größeren und vier kleineren Becken. In den großen werden u. a. winterharte Seerosen gezeigt. In zwei der kleinen ist ein Großseggenried und eine Hochmoorlandschaft dargestellt, während die beiden anderen mit Erde aufgefüllt sind. In diesen sind im Sommer tropische bzw. subtropische Nutzpflanzen und im Winter Arbeiten der Gärtner-Azubis zu sehen. Im Wassergarten gibt es zudem Blumenbeete, Sitzgelegenheiten und kleine Becken mit Fontänen.

### Mammutwäldchen
Das Mammutwäldchen geht auf den Import von Mammutbaumsamen durch König Wilhelm I. zurück. Die Bäume sind heute im gesamten damaligen Königreich (vom Odenwald bis zum Bodensee) zu finden, die meisten in der Wilhelma, bei der Anlage für Bären und Klettertiere und in der Südamerikaanlage. Die ältesten dieser Bäume wurden zwischen 1845 und 1856 gepflanzt. Um das Wäldchen zu erhalten, bemüht sich die Wilhelma, neue Bäume zu pflanzen. Die größten Mammutbäume sind 35 Meter hoch und damit nicht halb so hoch wie ihre Verwandten in Kalifornien. Als Aktion gab es am Wilhelmatag die Möglichkeit, Mammutbaumnachzuchten zu gewinnen.

### Subtropenterrassen
Die Subtropenterrassen präsentieren zahlreiche Palmen, Insektivoren und andere botanische Exponate. In den Beeten werden 10.000 Pflanzen in 150 Arten gezeigt. 450 Kübelpflanzen und 50 bepflanzte Terrakotta-Kübel ergänzen die botanische Gestaltung. Die Insektivoren befinden sich in vom Gartenbauverein in den 1970er Jahren gestifteten Glaskästen. Im Winter sind dort heimische Pflanzen ausgestellt. Vor dem Bau der Volieren wurden die Terrassen ausschließlich zur Ausstellung von Botanik benutzt. In der Zeit der Wilhelma als königlicher Lustgarten befand sich im Sommer dort die Orangerie.

### Amazonienhaus
Das Albert-Schöchle-Amazonienhaus beherbergt nicht nur zahlreiche Tiere, sondern hat auch viele botanische Elemente. Diese sind dort wesentlich dominanter als in vergleichbaren Häusern im deutschsprachigen Raum. Eines der Ziele beim Bau des Hauses war es, dem Titel des zoologisch-botanischen Gartens in einem Gebäude gerecht zu werden. Gezeigt werden 2000 Pflanzen in 350 Arten, die im Bergwald des Amazonas heimisch sind. Die Pflanzen dienen nicht nur dem Urwaldcharakter, für Frösche, Brillenblattnasen und andere Arten, die frei im Haus leben, sind sie überlebenswichtig.

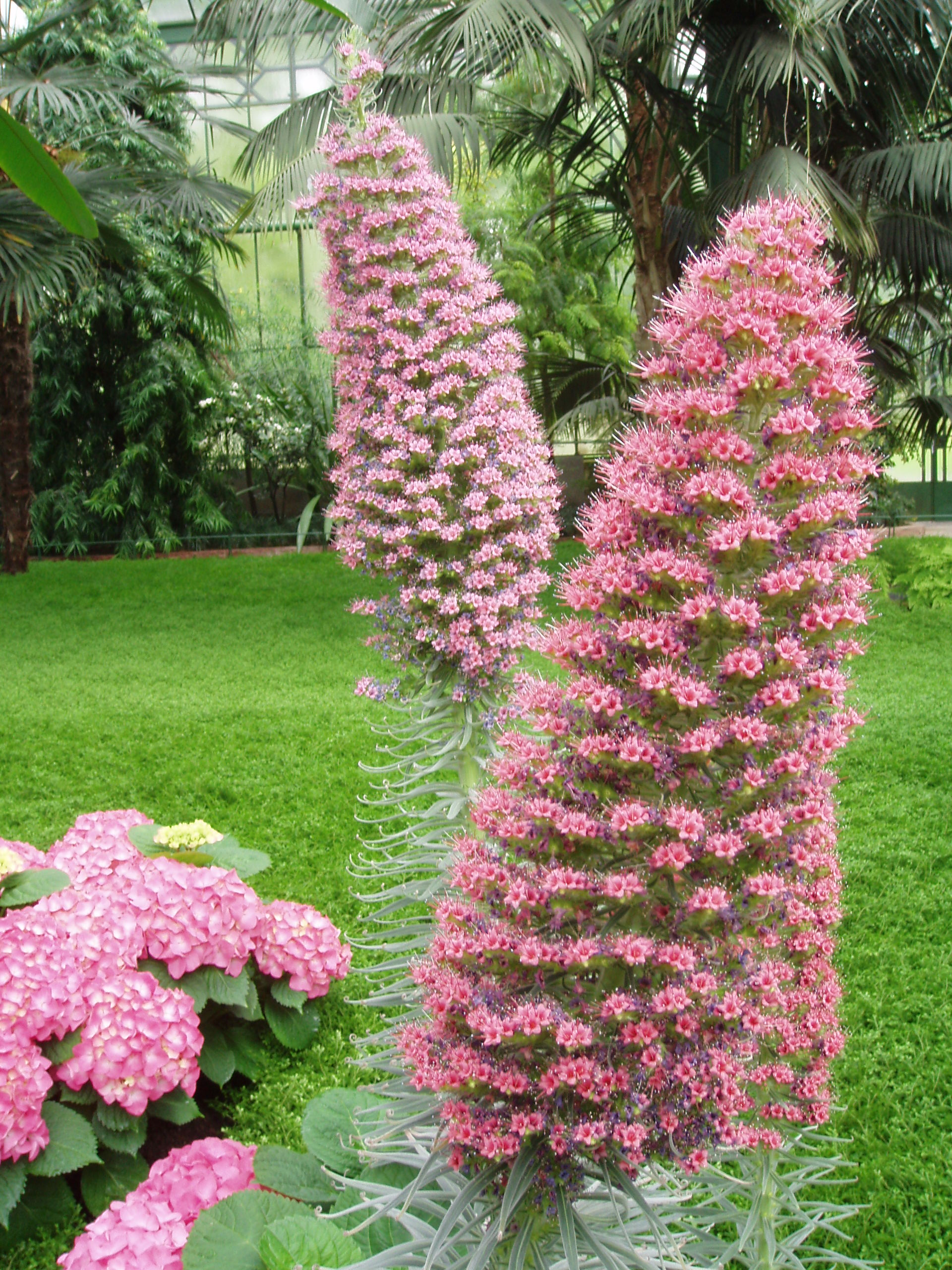
Diamant-Natternkopf
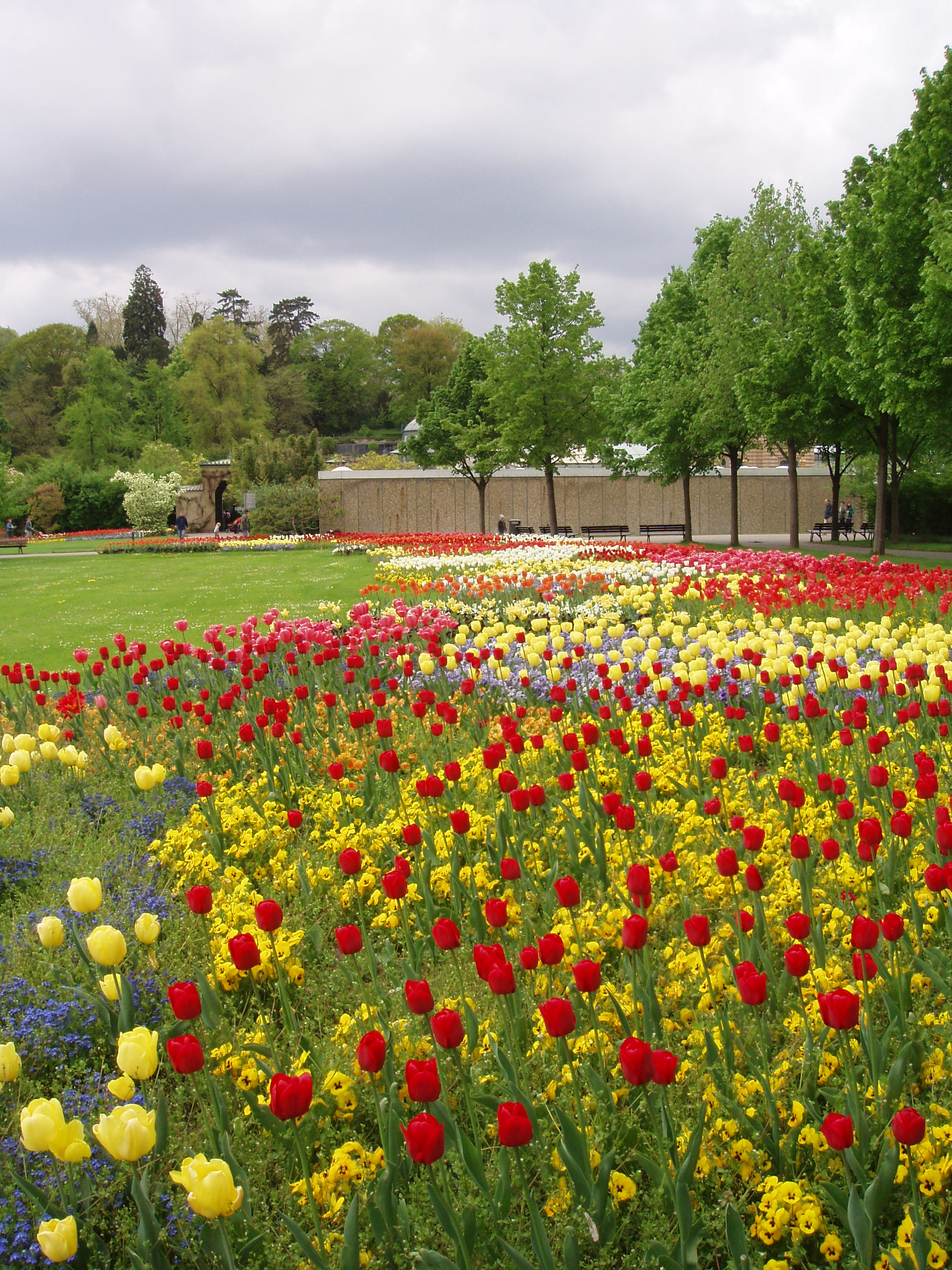
Außenanlagen Frühling 2009
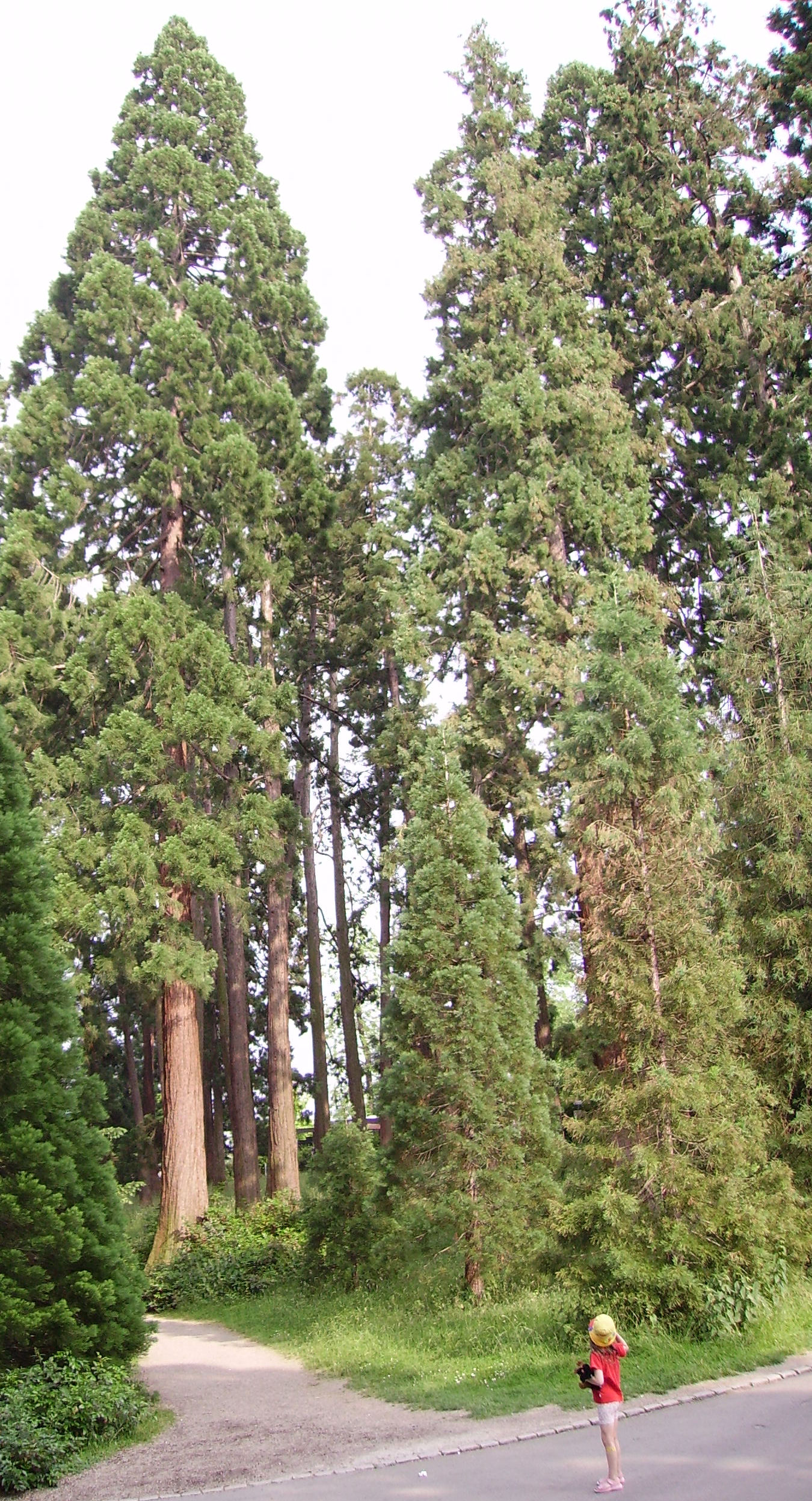
Mammutbäume
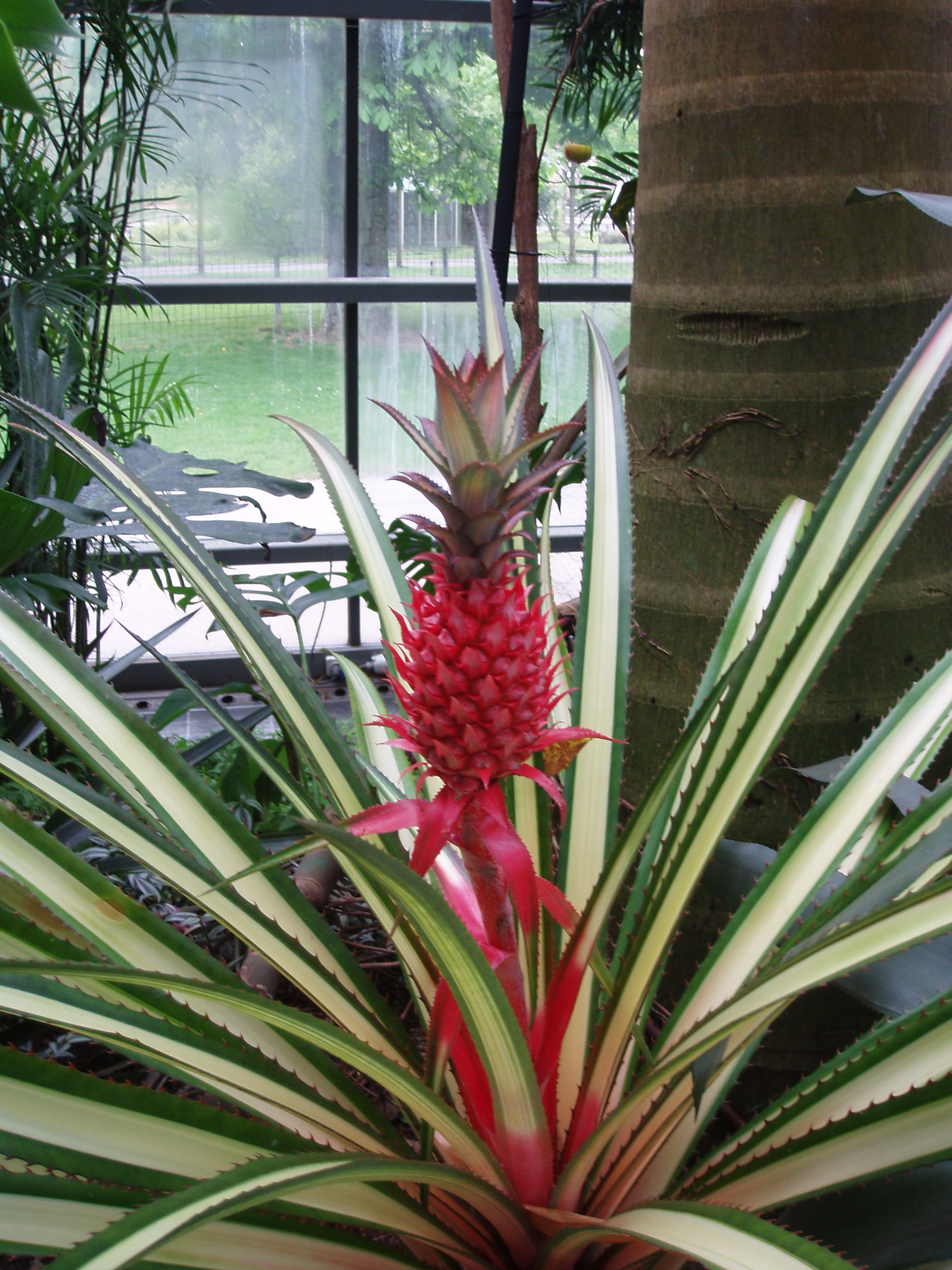
Ananas
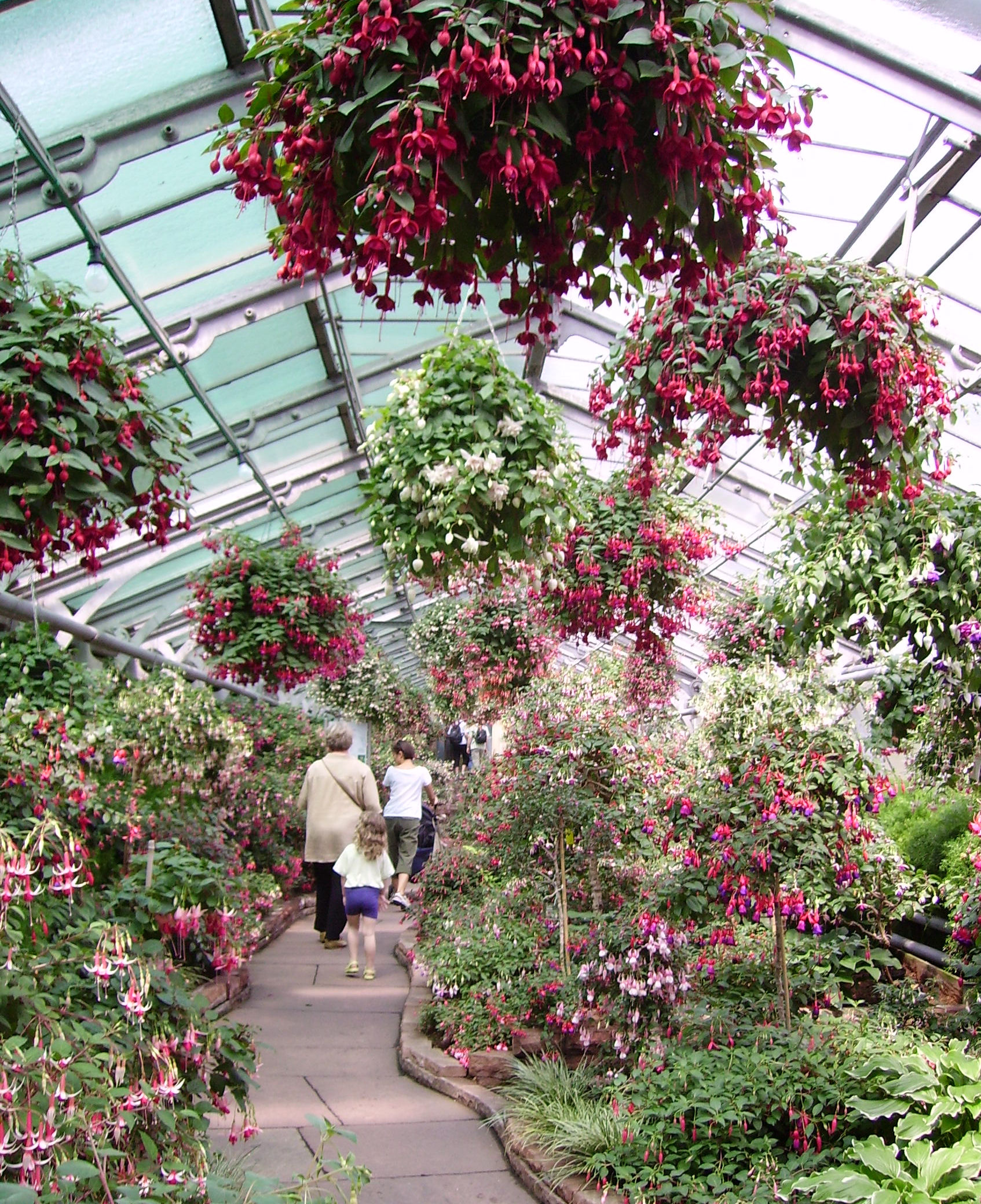
Fuchsien

## Natur- und Artenschutz

### In-situ-Artenschutz
Die Wilhelma unterstützt zahlreiche In-situ-Artenschutzprojekte, also Projekte, bei denen Tiere in ihrem Lebensraum geschützt werden.

#### Im Ausland
Eines der größten Projekte ist das Congohound Projekt. Dieses finanziert seit 2012 Ranger und deren Hundestaffel im Virunga-Nationalpark. Ziel ist es, die dort heimischen Gorillas zu schützen. Bisher (Juni 2015) konnten 50.000 Euro zur Verfügung gestellt werden. Die Schauspieler des Tarzan-Musicals in Stuttgart unterstützen die Artenschutzbemühungen finanziell. Im Kino des neuen Menschenaffenhauses wird das Projekt ausführlich vorgestellt. Teil des Projekts ist auch der Fallen Rangers Fund. Dieser hilft seit 2011 Hinterbliebenen von ermordeten Rangern.
Lola ya Bonobo in der Nähe von Kinshasa ist eine Auffangstation für beschlagnahmte Bonobos, die Wilderer als Haustiere verkaufen wollten. Durch die Einnahmen aus dem Stocherlabyrinth im Menschenaffenhaus konnte die Wilhelma die Station mit 8000 Euro (April 2015) unterstützen.
Seit 2009 unterstützt die Wilhelma die Organisationen Borneo Orangutan Survival Foundation (BOS), Orang-Utans-in-Not und Kunst für Artenschutz. Mit Hilfe der 8600 Euro (Februar 2016) kann der Regenwald auf Borneo und Sumatra wieder aufgeforstet werden.
Im Zuge des EEP für Okapis unterstützt die Wilhelma das Okapi Wildlife Reserve im Kongo. Für die Ranger und Aufklärungskampagnen stellt sie jährlich 5000 US-Dollar zur Verfügung.
Durch die Mitgliedschaft im Verband der Zoologischen Gärten (VdZ) unterstützt die Wilhelma Projekte für Kleine Pandas, Schneeleoparden, Waldrappe und Wisente.

#### In der Wilhelma und deren Umfeld
Es werden Überwinterungshilfen für Fledermäuse, Nistkästen für Vögel und Schmetterlingswiesen in Kooperation mit dem BUND angeboten. Außerdem hat die Wilhelma zahlreiche Schmetterlingswiesen in Stuttgart, unter anderem auch neben der Geiervoliere in der Wilhelma, eingerichtet. Dort konnten bereits 17 verschiedene Arten beobachtet werden.

### EAZA-Kampagnen
Seit 2000 führt die European Association of Zoos and Aquaria (EAZA) Kampagnen durch, um auf besondere Artenschutzprojekte aufmerksam zu machen. In Form von Führungen, Vorträgen, Infotafeln etc. unterstützt die Wilhelma diese Kampagnen. Es gab bereits die Silent-Forest-Kampagne („asiatische Singvogel-Krise“) 2018/2019, die Pol-zu-Pol-Kampagne 2014/2015, die Menschenaffenkampagne 2010/2011 (Wilhelma: 15.000 Euro Hilfe), die Nashornkampagne (seit 2005/2006): Save the Rhinos – Rettet die Nashörner (Wilhelma: 60.000 Euro Hilfe), die Tigerkampagne (2002–2004; Wilhelma: 40.500 Euro Hilfe) und die Bushmeat-Kampagne 2000 (Wilhelma: 56.000 Unterschriften für eine EU-Petition).

### Zuchtprogramme
Wilhelma-Direktor Wilbert Neugebauer leitete in den ersten Jahren das Europäische Erhaltungszuchtprogramm (EEP) der EAZA, zu deren Gründern 1988 die Wilhelma gehörte. Der Zoo beteiligt sich mit 51 Tierarten an den Programmen, die den Aufbau einer sich selbst reproduzierenden Population von 300 bedrohten Tierarten in größtenteils europäischen Zoos zum Ziel hat. Zu diesem Zweck wird Nachzuchtenmanagement betrieben, um beispielsweise Inzucht zu vermeiden. Das EEP kann auch Zuchtstopps verhängen, wenn Nachzuchten nirgends untergebracht werden können, wie momentan zum Beispiel bei Tigern, Flusspferden und Kaiser-Schnurrbarttamarinen.

### Auswilderungsprogramme
Bei manchen Arten können Nachzuchten aus der Wilhelma wieder ausgewildert werden. Ziel ist es, eine stabile Wildpopulation aufzubauen. Aus den Beständen der Wilhelma wurden bereits Onager, Addax-Antilopen, Gemeine Geburtshelferkröten, Przewalski-Pferde, Steinböcke, Meeresschildkröten, Wisente, Uhus, Seeadler, Weißstörche, Auerwild und Gänsegeier ausgewildert. Manche der Projekte wurden mittlerweile wieder beendet. Gründe hierfür sind entweder, dass die Haltung der entsprechenden Tierart beendet wurde (Onager, Addax-Antilope, Meeresschildkröte) oder dass Auswilderungen aufgrund einer Stabilisierung des Bestandes nicht mehr vonnöten sind (Uhu).

### Handy-Recycling
In beiden Menschenaffenhäusern ist es möglich, ausrangierte Mobiltelefone abzugeben. Dies hilft den Berggorillas in zweifacher Weise: Ihr Verbreitungsgebiet liegt im Abbaugebiet für Metalle, die zum Bau von Handys benötigt werden. Durch Recycling muss hier weniger Metall abgebaut werden. Außerdem gehen sämtliche Gewinne aus dem Recycling an den Virunga-Nationalpark und ein Berggorillaprojekt. Die Wilhelma konnte bereits mehr als 53.000 Euro überweisen (Stand: Dezember 2019).

## Medien, Angebote und Veranstaltungen

### Medien
Seit 1953 erscheint ein vom Direktor verfasster Zooführer der Wilhelma, der in der Regel jährlich aktualisiert wird. Eine weitere regelmäßig erscheinende Publikation ist seit den 1990er Jahren das derzeit dreimal im Jahr erscheinende kostenlose Wilhelmamagazin. Das erste Buch über die zoologische Wilhelma war Schlitzohr, in dem Albert Schöchle seine Lebenserinnerungen beschreibt. Einen sehr großen Teil nimmt dabei die Gründung des zoologischen Gartens in den 1950er und 1960er Jahren ein. Insbesondere die Tierbeschaffung wird thematisiert. Das Buch enthält zudem viele Anekdoten aus der Wilhelma. Von Wilbert Neugebauer, dem Nachfolger Schöchles als Wilhelma-Direktor, erschien 1993 Die Wilhelma – Ein Paradies in der Stadt. Er beschreibt den damaligen Zustand der Wilhelma sowie deren Geschichte. Eine weitere Publikation stammt von Dierk Suhr. In Die Wilhelma – 100 Geschichten und Anekdoten thematisiert er die Biologie und die Bedrohung der tierischen Bewohner der Wilhelma. Markus Heffner und Harald Löffler stellen in Die Wilhelma Tierpfleger mit ihren jeweiligen Pfleglingen vor. Das bisher letzte Werk über den zoologisch-botanischen Garten ist das von Jörg Kurz verfasste Buch Vom Affenwerner zur Wilhelma, in dem er unter anderem einen Überblick zur Geschichte der Wilhelma bietet. 2016 erschien von Tina Krehan Die Wilhelma wimmelt, das erste Wilhelma-Wimmelbuch.
Seit 2006 ist die Wilhelma im Ersten in der Tier-Dokumentation Eisbär, Affe & Co. zu sehen, einer Produktion des SWR. Statt anfänglich geplanter 39 Episoden wurden bis Januar 2011 174 Folgen in vier Staffeln gesendet. Nach sechs Jahren Pause wurde vom 9. Februar bis zum 19. April 2017 eine weitere Staffel ausgestrahlt.
Die Außenaufnahmen der am 11. November 2010 im ZDF ausgestrahlten Folge Giftpfeil der Krimiserie SOKO Stuttgart erfolgten in der Wilhelma.
Ab dem 14. Mai 2009 wurde vom baden-württembergischen Briefdienstleister BWPost eine Briefmarkenserie mit Motiven aus der Wilhelma herausgegeben.

### Angebote und Veranstaltungen
In der Wilhelma werden zahlreiche Veranstaltungen angeboten. So gibt es kostenlose Führungen vor und hinter den Kulissen, Tierbegegnungen mit ausgewählten Tierarten, die Möglichkeit mit bestimmten Themenschwerpunkten Kindergeburtstage zu feiern und in der ansässigen Gastronomie, dem Aquarium und der Damaszenerhalle eigene Veranstaltungen abzuhalten.
Für Kinder gibt es seit April 2011 die neun Stationen umfassende Kinderturnwelt. Das Projekt konnte zusammen mit dem Förderverein und der Kinderturnstiftung Baden-Württemberg realisiert werden. Die Bewegungsparcours orientieren sich an den jeweils dort zu sehenden Tieren. An den Stationen und mit dem kostenlosen Begleitheft wird spielerisch Wissen über die Tiere der Wilhelma vermittelt.
Immer im September findet der Wilhelma-Tag statt. Angeboten werden verschiedene Aktionen wie Kinderschminken, Führungen, Infostände, Baumklettern, Blicke hinter die Kulissen, Fütterungen, Ponyreiten, Futterausstellungen, Melken am Kunsteuter, der „Tierpfleger-Eignungstest“ und ein Quiz.
Um die Wilhelma zu unterstützen, gibt es für Firmen und Privatpersonen die Möglichkeit, Pflanzen- und Tierpatenschaften zu übernehmen. Die Kosten für eine Tierpatenschaften liegen zwischen 50 und 5000 Euro. Pflanzenpatenschaften kosten zwischen 50 und 2500 Euro.
Ein großer Unterstützer des Gartens ist der Verein der Freunde und Förderer der Wilhelma. Dieser ist mit über 30.000 Mitgliedern der größte seiner Art in Europa. Zahlreiche Großprojekte der vergangenen Jahrzehnte wurden vom Verein maßgeblich mitfinanziert.
Die Wilhelmaschule bietet Veranstaltungen für Schulen und Kindergärten sowie Weiterbildungen für Lehrkräfte an. Es gibt Themenführungen für alle Altersklassen, die 45 bis 90 Minuten dauern. Außerdem werden Workshops für Schulen veranstaltet. Für Lehrkräfte werden Arbeitsmaterialien zur Verfügung gestellt. In den Sommerferien wird für Kinder zwischen 6 und 14 Jahren ein Programm angeboten.
In den Sommermonaten gibt es unter dem Namen „Wilde Wochenenden“ jeden Sonntag kostenlose Kurzvorträge oder Aktionstage zu einer bestimmten Thematik. Hierfür werden Referenten eingeladen, die sich beruflich oder ehrenamtlich im Natur- und Artenschutz engagieren.

### Christmas Garden

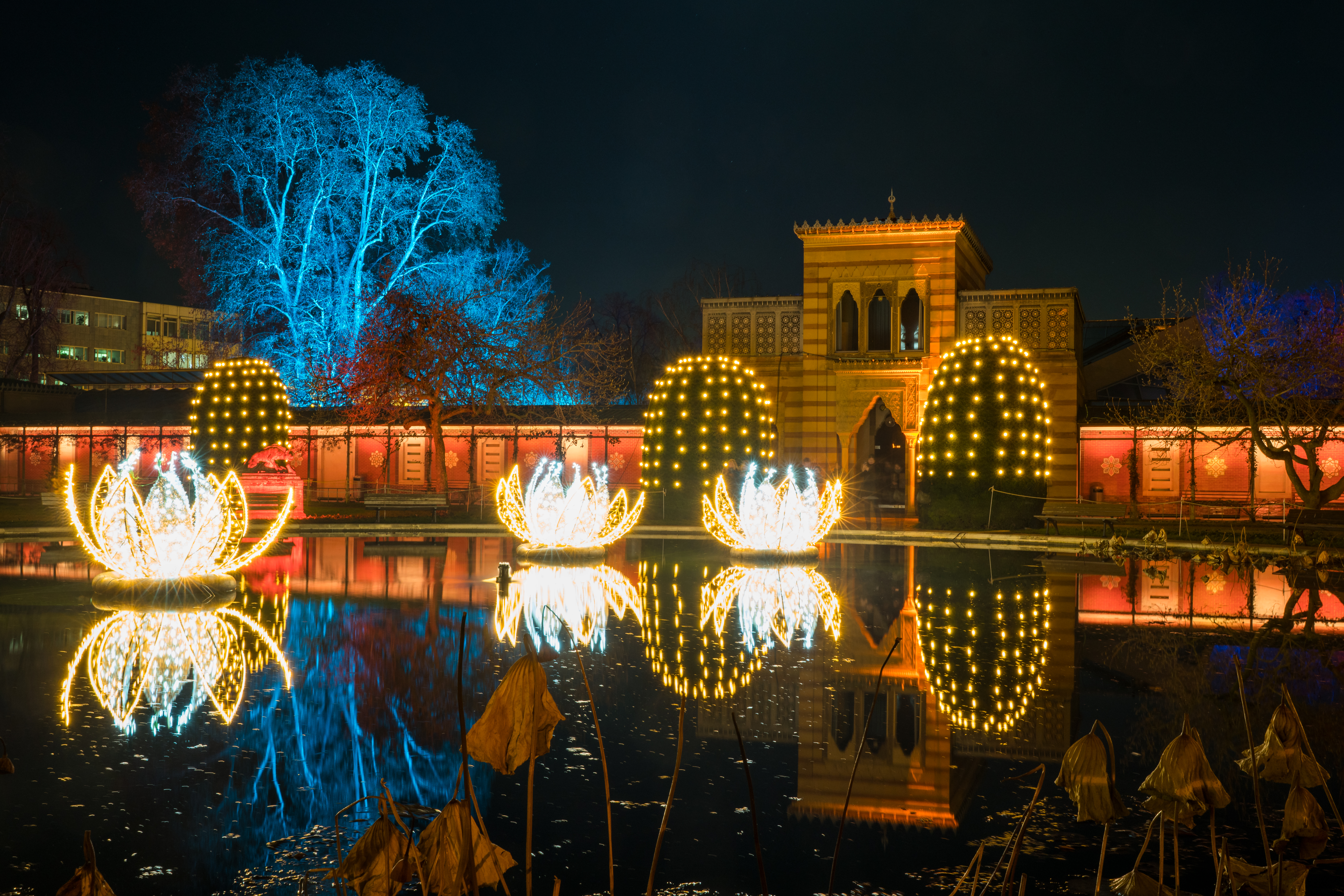
Christmas Garden in der Wilhelma (2019)

Seit 2018 findet von Mitte November bis Mitte Januar der Christmas Garden statt, bei dem in den Abendstunden auf einem circa zwei Kilometer langen Rundweg verschiedene Lichtinstallationen gezeigt werden. Eine ähnliche Veranstaltung gab es zuvor in Deutschland nur seit 2016 im Botanischen Garten Dahlem in Berlin.